# Sierra de Guadarrama

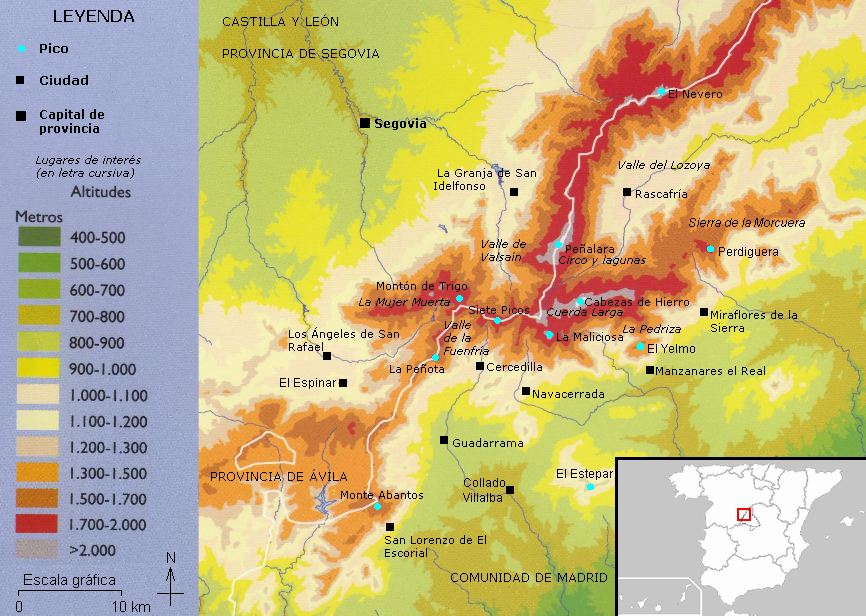
Carta fisica della Sierra de Guadarrama con segnalati i principali elementi.

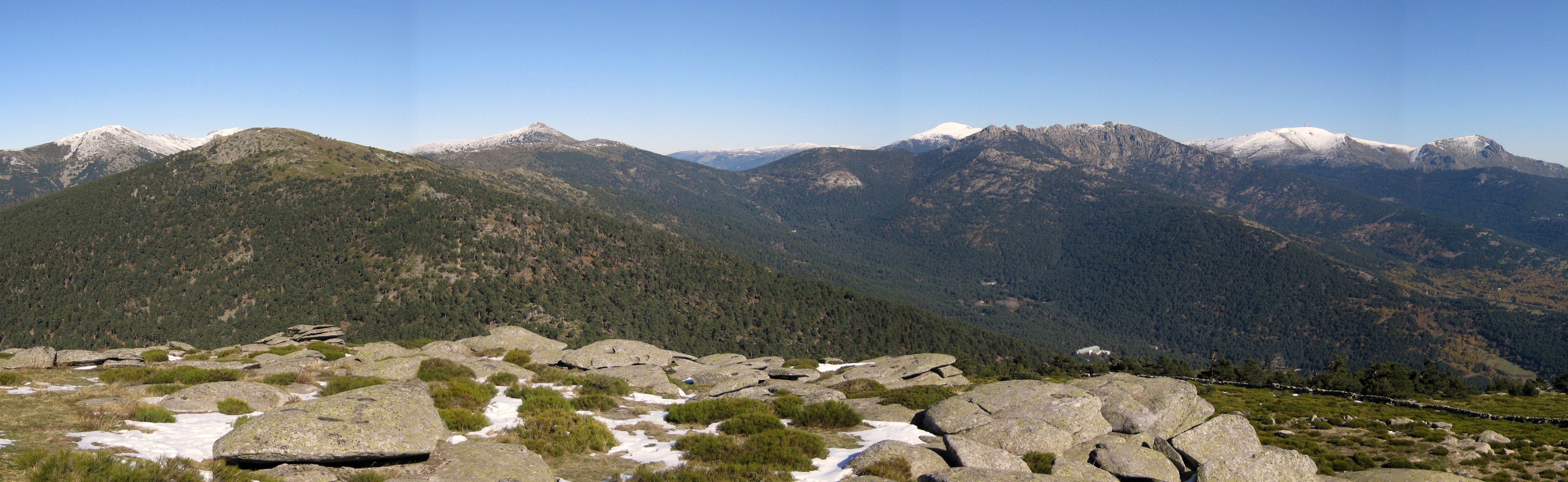
Vista del versante sud della zona centrale della Sierra de Guadarrama dalla cima del La Peñota.

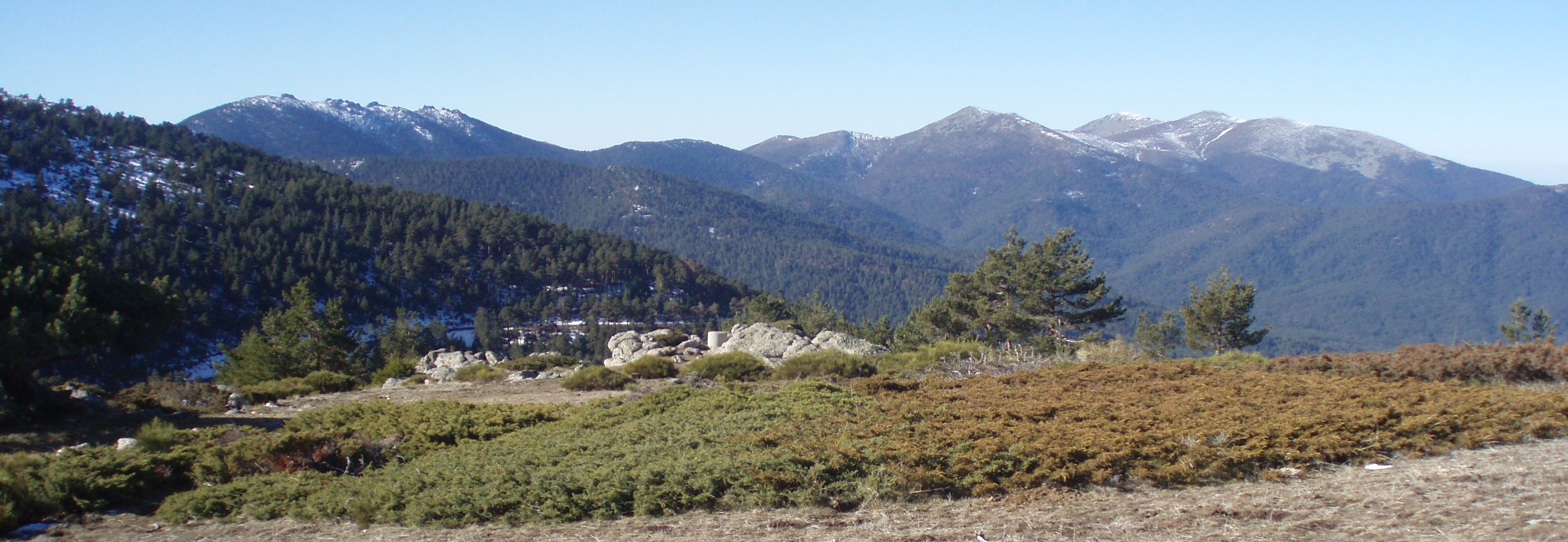
Vista del versante nord del Siete Picos (a destra) e del versante est della cresta del La Mujer Muerta (a sinistra). Queste montagne si trovano nella zona centrale della sierra e rappresentano alcune delle cime più alte della sierra.

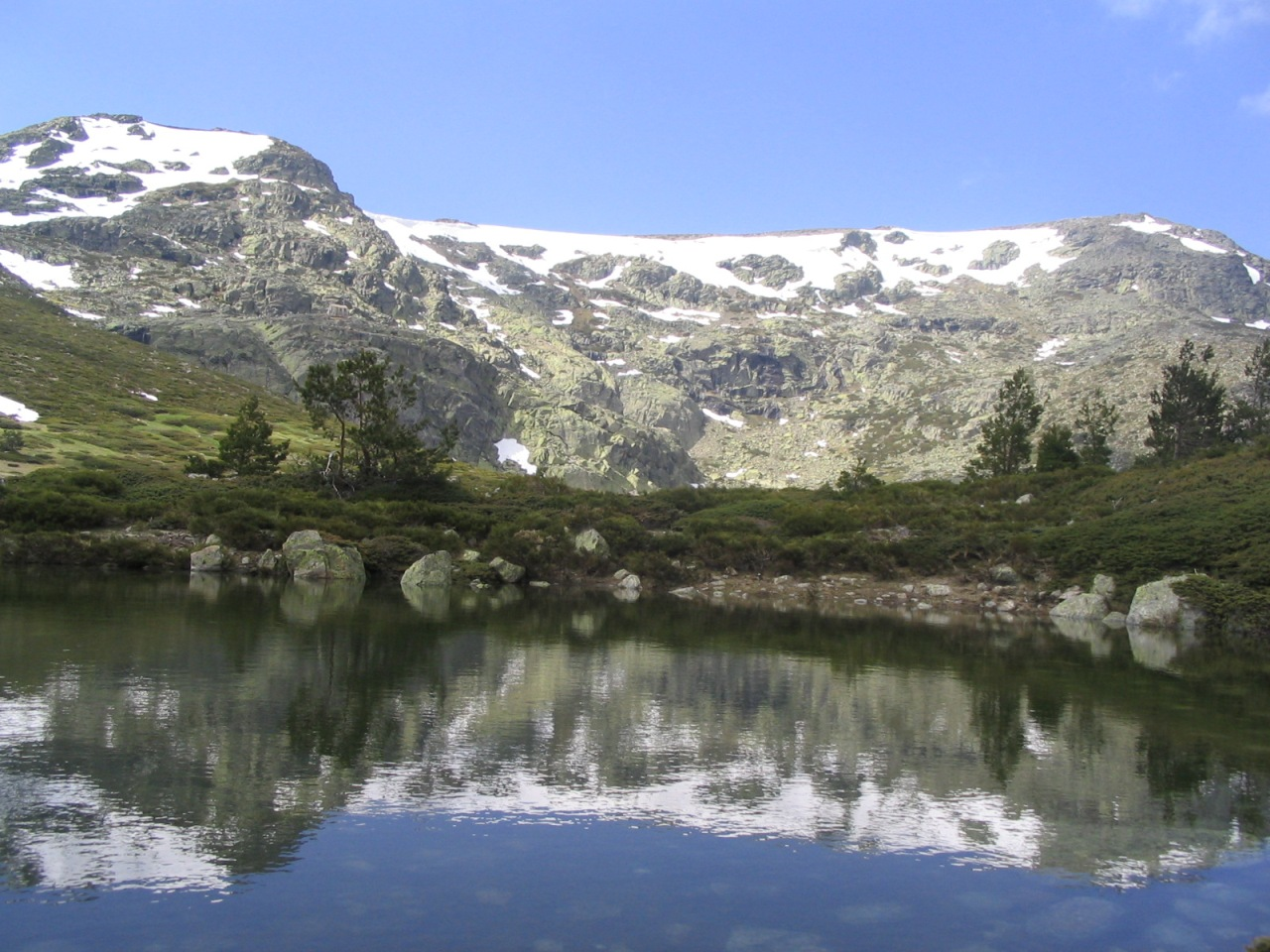
Circo e cima del Peñalara (a destra), la montagna più alta della catena. La laguna che si vede nell'immagine è di origine glaciale.

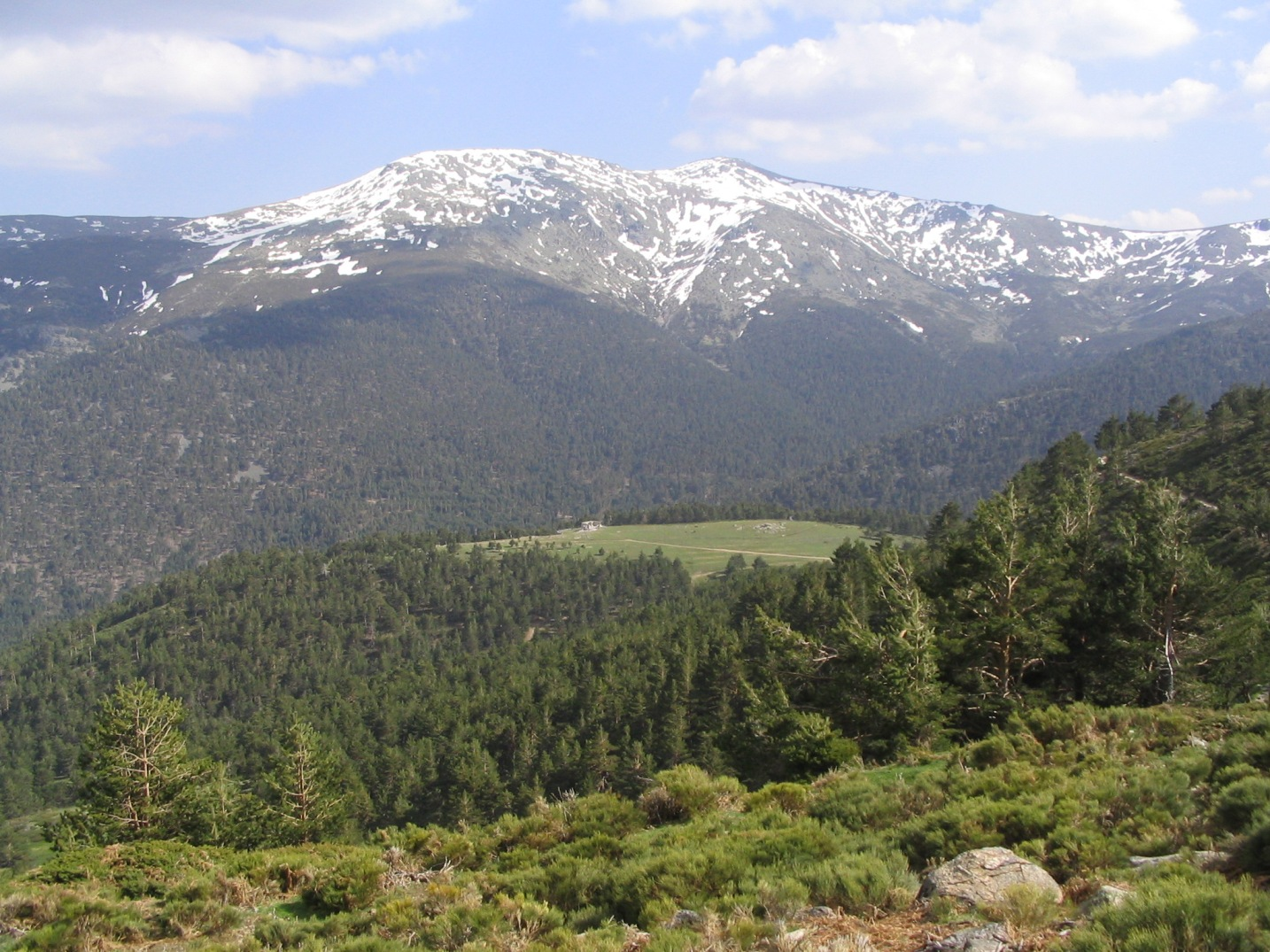
Versante nord delle Cabezas de Hierro viste dal Parque Natural de Peñalara.

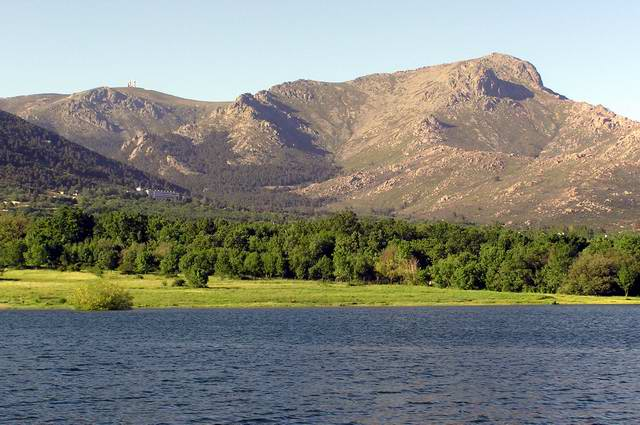
Vista estiva della Bola del Mundo e del La Maliciosa dal lago di Navacerrada, nel versante madrileno.

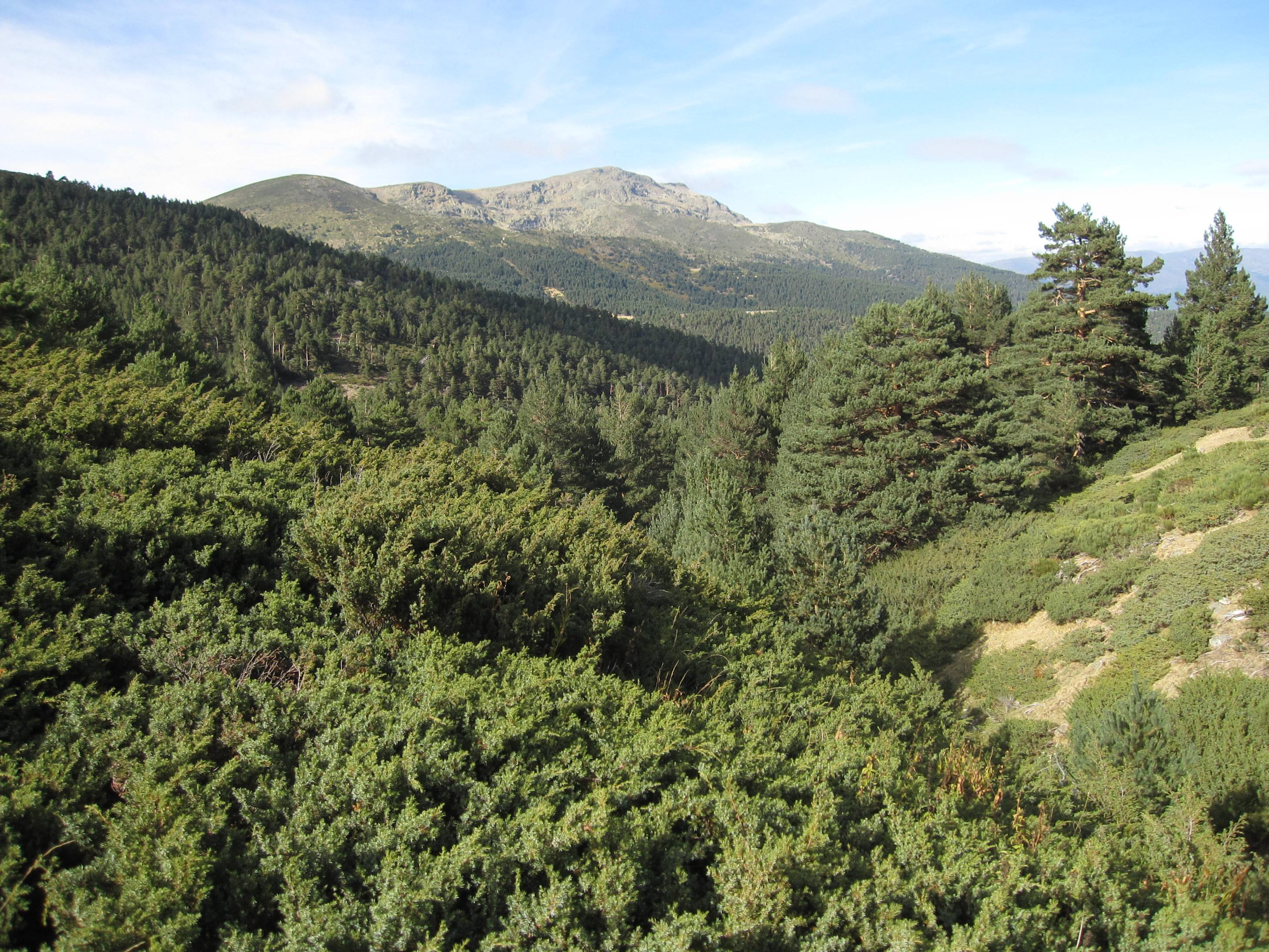
Massiccio del Peñalara visto da sud.

La sierra de Guadarrama è una catena montuosa della penisola iberica. Appartiene alla porzione orientale del Sistema Centrale ed è situata tra la sierra de Gredos e la sierra de Ayllón. Si estende in direzione sudovest-nordest nelle province spagnole di Madrid a sudest, di Segovia e Ávila a nordovest. La catena si estende per 80 km e la cima più alta è il Peñalara con 2.428 m. 
Fa da spartiacque tra i bacini del Duero a nordovest, e del Tago a sudest.
Una delle ragioni per cui Filippo II scelse Madrid come capitale dell'Impero spagnolo fu la vicinanza alla Sierra de Guadarrama.
La vicinanza a Madrid (60 km) ha fatto sì che questa catena abbia assunto un ruolo importante nella storia del paese e che sia oggi attraversata da molti passi e linee ferroviarie. 
Dal monte dell'Almenara, a Robledo de Chavela, per esempio, durante l'invasione musulmana gli arabi accendevano fuochi per avvisare Madrid dell'arrivo delle truppe cristiane. Queste montagne attraggono un gran numero di visitatori, motivo per cui le infrastrutture per il turismo e gli sport della montagna sono molto sviluppate, una condizione che può avere impatto sull'ambiente naturale. Nel 2013 vi è stato istituito il Parco nazionale della Sierra de Guadarrama.

## Etimologia
La Sierra de Guadarrama prende nome dal fiume Guadarrama, che quivi nasce. La parola Guadarrama deriva dall'arabo Uad-ar-rámel, che significa "fiume sabbioso": la parola Uad(i)- significa fiume, mentre la seconda parte -ar-rámel indica la natura sabbiosa. Questa è l'interpretazione più comune, però è possibile che gli arabi reinterpretarono (etimologia popolare) il toponimo preesistente latino Aquae dirrama da cui guaderrama, "divisore di acque", dato che la catena è lo spartiacque principale tra i bacini del Tago e del Duero. Secondo questa interpretazione il fiume prenderebbe nome dalla catena e non viceversa. Questa catena è conosciuta anche come "Sierra del Guadarrama", facendo riferimento al fiume in maniera più esplicita, o come "Sierra de Madrid" per l'influenza della capitale, anche se quest'ultimo nome non è corretto poiché non appartiene solo alla provincia di Madrid.

## Caratteristiche fisiche

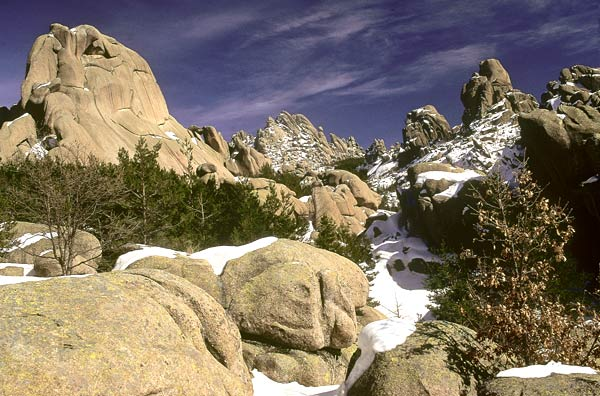
Curiose forme delle rocce di granito nelle Torres de La Pedriza.

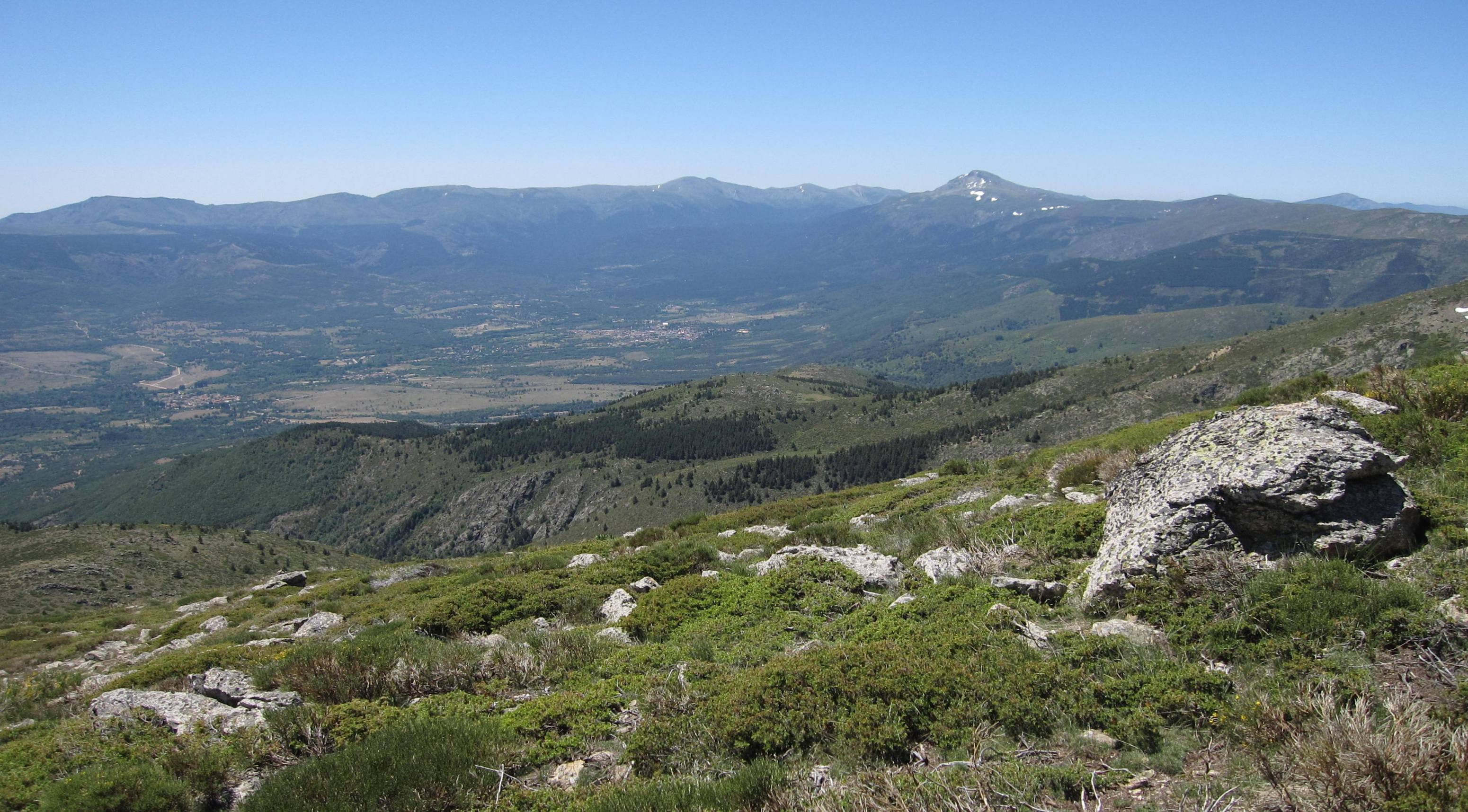
Valle del Lozoya vista dal picco El Nevero.

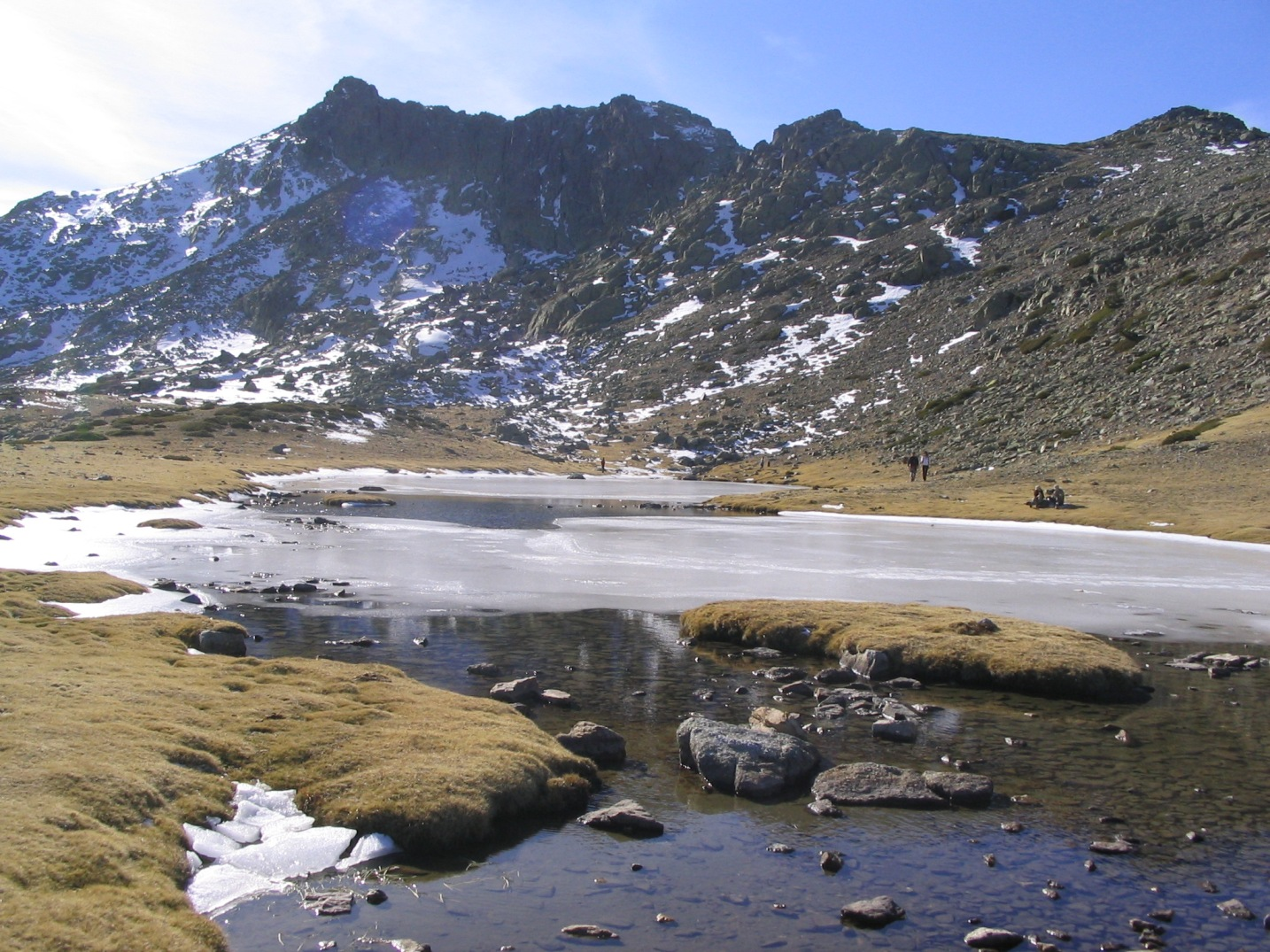
Laguna de los Pájaros con il Risco de los Claveles dietro.

Con una lunghezza di circa 80 km, una larghezza che non supera i 20 km ed una direzione sudovest-nordest, la Sierra de Guadarrama forma parte della divisoria naturale tra la Meseta Norte e la Meseta Sur che formano la zona centrale della Penisola Iberica. Forma parte della zona est della cordigliera del Sistema Centrale ed è una delle catene più grandi tra quelle che compongono la cordigliera. La base di queste montagne nel versante nordovest si situa tra i 1.100 ed i 1.200 metri, mentre nel versante sudest tra i 900 ed i 1.100 metri. 
La cima più alta è il Peñalara con 2.428 metri. La Sierra de Guadarrama comincia nella valle dell'Alberche (estremo sudovest), che la divide dalla Sierra de Gredos, e termina nel puerto de Somosierra (estremo nordest), facendo da spartiacque tra i bacini idrografici dei fiumi Tago e Duero ed apportando ad entrambi alcuni dei principali affluenti, come il Lozoya, il Manzanarre, il Guadarrama ed il Cofio del Tago, il Duratón, il Cega, il Pirón, l'Eresma, il Moros ed il Voltoya del Duero. Le coordinate dell'estremo nordest sono 41° 4' N 3° 44' W, e quelle dell'estremo sudovest 40° 22' N 4° 18' W.
Mentre il limite nordorientale della catena (il puerto de Somosierra) è chiaro dato che c'è consenso tra gli studiosi e le fonti, il limite sudoccidentale è più ambiguo perché alcune fonti lo pongono nel fiume Alberche ed altre presso il puerto de la Cruz Verde, situato a circa 22 km a nord-nordest.

### Zone della catena
Per dividere la catena in zone si possono tenere in conto differenti criteri. Se usiamo quello dell'ubicazione, si può dividere nelle zone nordest e sudovest. Queste due aree sono separate dalla zona compresa tra i passi di Navacerrada e di Cotos, separati per 5,6 km. Entrambi i passi si trovano in una zona di montagna molto importante per l'altitudine e la posizione centrale. Allo stesso modo si può dividere la catena usando il criterio dei versanti. Una è quella che tributa al Tago, situata a sudest, interamente compresa nella comunità di Madrid. L'altra tributa al Duero, e si situa a nordovest. 
Questo versante, appartenente alla Castiglia e León, è diviso tra le province di Segovia, per la maggior parte, e di Ávila, nella zona sudovest. Se si utilizza il criterio delle creste montuose, la catena si compone dell'allineamento principale, le catene secondarie, e le cime e piccole catene periferiche. La catena principale è lo spartiacque tra i bacini del Duero e del Tago, è lunga 80 km e fa da confine tra le comunità di Madrid e di Castiglia e León. Successivamente si descrivono le catene montuose secondarie.
Nella zona centrale di questa catena si trova una cresta montuosa con direzione ovest-est, conosciuto come Cuerda Larga. Questa diramazione si addentra nella comunità di Madrid, inizia nel puerto de Navacerrada (estremo ovest) ed ha una lunghezza di 16 km. Costituisce una cresta imponente che non scende sotto i 2.000 metri di altitudine fino al puerto de la Morcuera (estremo est). I picchi più alti della Cuerda Larga sono le Cabezas de Hierro con 2.383 metri. La Cuerda Larga è seguita dalla Sierra de la Morcuera, un allineamento montuoso un po' più basso della precedente. Ha un'orientazione sudovest-nordest, è lunga circa 18 km e la cima più alta è il Perdiguera con 1.862 metri.

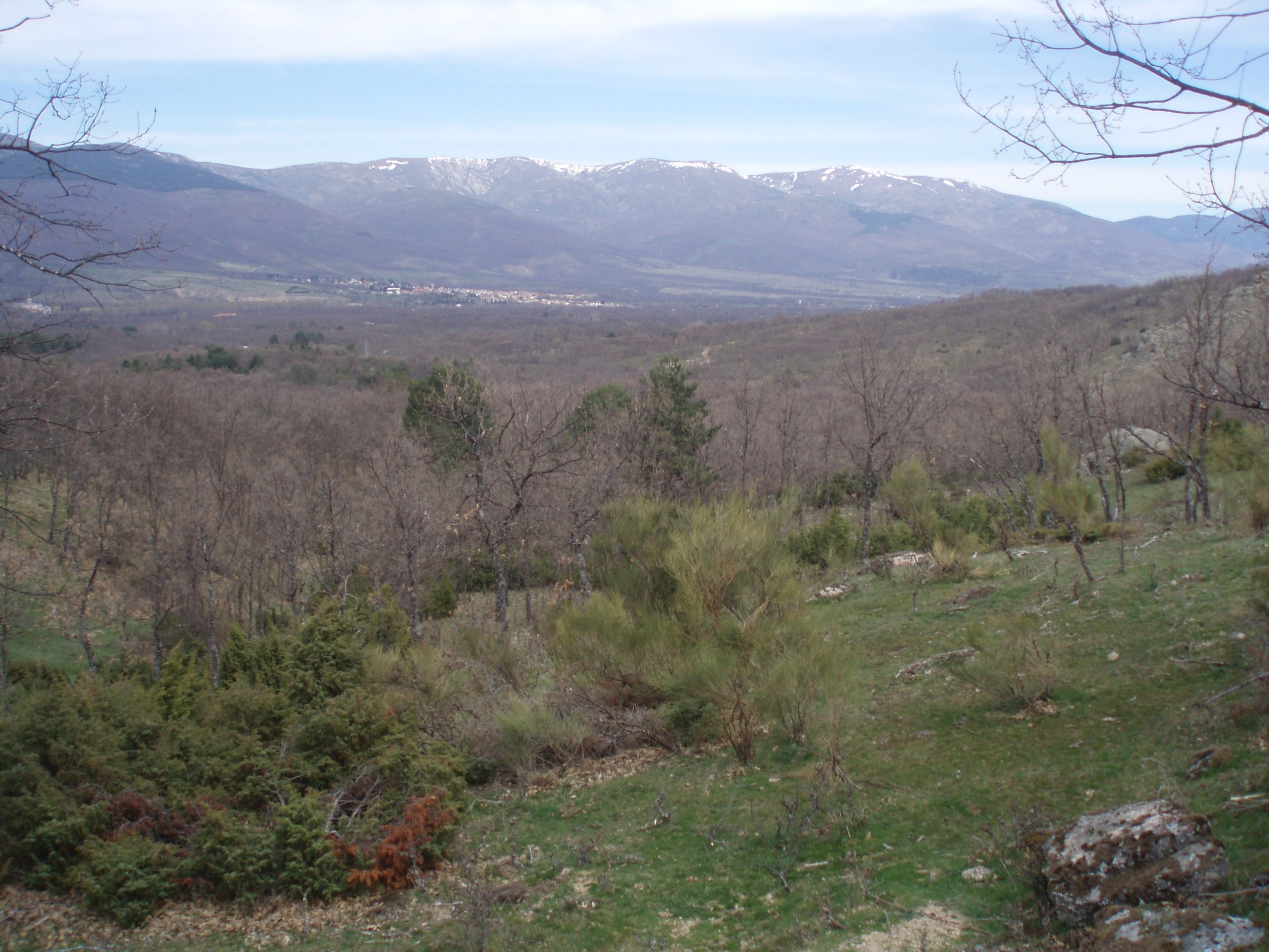
Lato est dei Monti Carpetani visto dalla valle del Lozoya.

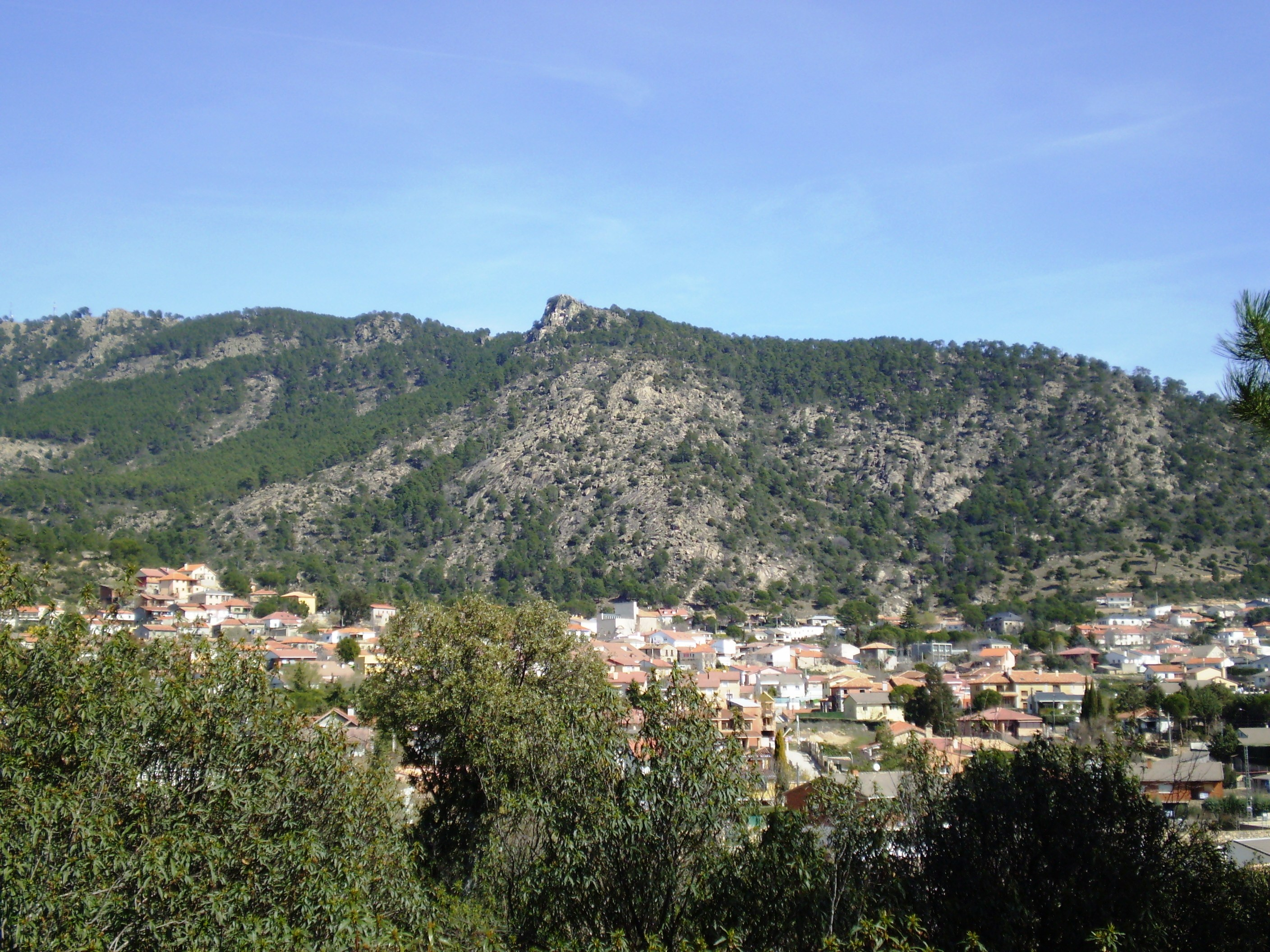
Monti della Presierra de Guadarrama nell'estremo sudovest, presso Valdemaqueda.

I Monti Carpetani sono il nome che riceve la parte nord della catena principale della Sierra de Guadarrama, che è compresa tra il Peñalara ed il puerto de Somosierra (l'estremo nordest, dove si unisce con la sierra de Ayllón). La zona più vicina al puerto de Somosierra, cioè, l'estremo nord dei Monti Carpetani, si conosce anche con il nome di sierra de Somosierra. Tra la Cuerda Larga e la Sierra de la Morcuera da un lato, e la catena principale della Sierra de Guadarrama (la zona dei Monti Carpetani) si estende la valle del Lozoya, uno dei migliori esempi di valle del Sistema Centrale e con una grande vocazione turistica sia in inverno -sport invernali, sci- quanto in estate. Dall'estremo ovest della Cuerda Larga, e in direzione sudest, si stacca un'altra cresta di minore altitudine chiamata sierra de los Porrones.
Esiste un'altra ramificazione chiamata La Mujer Muerta (Sierra del Quintanar nella zona ovest), che inizia al collado de Río Peces (vicino al puerto de Navacerrada), si estende da est a ovest ed è interamente compresa nella provincia di Segovia. È lunga 11 km e varie cime di questa catena superano i 2.000 metri, tra queste il Montón de Trigo. Tra La Mujer Muerta e la catena principale si trova la valle del río Moros, situata nella provincia di Segovia.
Oltre alle catene già descritte, esiste una serie di piccole catene e massicci situati alla periferia delle montagne principali, chiamati monti isola. Sono circondati totalmente da pianure però essendo molto vicini alla Sierra de Guadarrama li si considera parte di questa. Sul versante segoviano, da nord a sud si trovano il cerro de las Cardosillas (1.635 m), il cerro de Matabueyes (1.485 m), il cerro del Caloco (1.565 m) e la sierra de Ojos Albos (1.662 m). Sul lato madrileño si trovano, da nord a sud, la Sierra de la Cabrera, il cerro de San Pedro (1.423 m), la sierra del Hoyo (1.404 m), il cerro Cañal (1.331 m) e Las Machotas (1.466 m).
Tra il Monte Abantos ed il fiume Alberche, che costituisce il confine sudoccidentale della Sierra de Guadarrama, le montagne e le valli perdono progressivamente altezza avvicinandosi a questo fiume, fino ad arrivare ai 560 metri di altitudine del fiume dove passa per la catena. Questa zona della catena ha un pedemonte compreso tra i 600 ed i 900 metri, decisamente più basso del resto della catena. Questa minore altitudine fa sì che questa zona sia tra quelle con maggiore densità e varietà arborea di tutta la catena. Questa zona è una di quelle che compongono la Presierra de Guadarrama.
Elenco delle catene montuose
- Catena principale (confine tra le province di Madrid e Segovia)
  - Zona sud (dalla sierra de Gredos al puerto de Navacerrada)
  - Zona nord (Monti Carpetani)
- La Mujer Muerta (in provincia di Segovia)
- Cuerda Larga (in provincia di Madrid)
- Sierra de la Morcuera (in provincia di Madrid)
- Catene periferiche
  - Sierra de Malagón (nelle province di Ávila e Segovia)
  - Sierra de Ojos Albos (in provincia di Ávila)
  - Sierra del Hoyo (in provincia di Madrid)
  - Sierra de la Cabrera (in provincia di Madrid)

### Montagne
La Sierra de Guadarrama è una catena le cui montagne presentano un profilo generalmente arrotondato. Tuttavia, ci sono montagne con un rilievo che presenta scarpate e pareti accidentate, come il Risco de los Claveles, La Maliciosa, le Torres de La Pedriza, il Siete Picos, El Yelmo ed altre. Nella seguente lista si presentano le principali montagne indipendenti ordinate per altitudine:

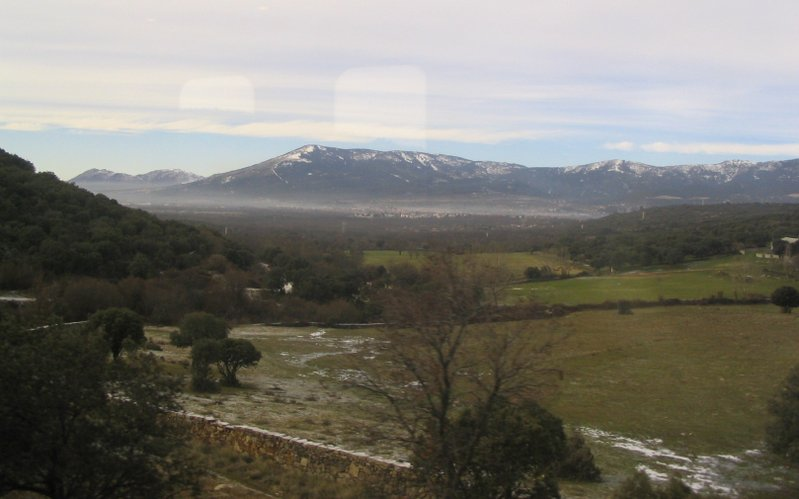
Boschi di lecci e Monte Abantos (1.753 m) sullo sfondo.

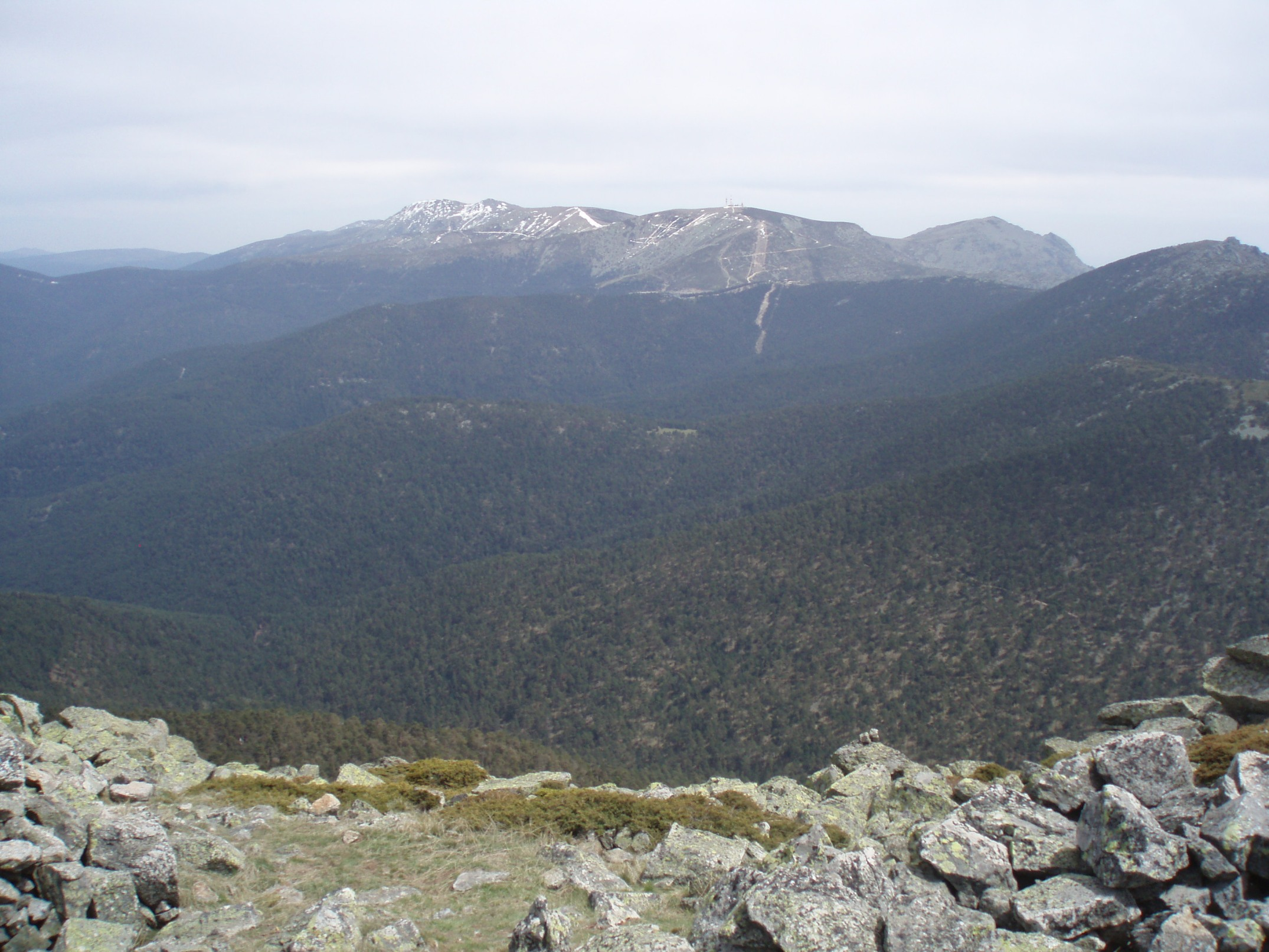
Boschi di pino silvestre della valle de Valsaín con le Cabezas de Hierro, la Bola del Mundo e La Maliciosa sullo sfondo. Foto scattata in maggio dalla cima del Montón de Trigo.

- Peñalara (2.428 metri), tetto della Sierra de Guadarrama.
- Cabezas de Hierro (2.383 metri), tetto della Cuerda Larga.
- Cerro de Valdemartín (2.280 metri)
- Alto de las Guarramillas o Bola del Mundo (2.265 metri)
- La Maliciosa (2.227 metri)
- El Nevero (2.209 metri)
- La Pinareja (2.197 metri), tetto del La Mujer Muerta.
- Montón de Trigo (2.161 metri)
- Siete Picos (2.138 metri)
- La Najarra (2.108 metri)
- Reajo Alto (2.102 metri)
- Torres de La Pedriza (2.029 metri), tetto del La Pedriza.
- La Peñota (1.945 metri)
- Cueva Valiente (1.903 metri)
- Perdiguera (1.862 metri), tetto della Sierra de la Morcuera.
- Colgadizos (1.833 metri), il più settentrionale della catena.
- Cabeza Líjar (1.824 metri)
- Monte Abantos (1.753 metri), uno dei più meridionali della catena.
- El Yelmo (1.717 metri), il più importante del La Pedriza.
- San Benito (1.626 metri)
- Cancho Gordo (1.564 metri), tetto della Sierra de La Cabrera.
- Cabeza Reina (1.470 metri)
- Las Machotas (1.466 metri)
- Cerro de San Pedro (1.423 metri)
- El Estepar (1.404 metri), tetto della Sierra del Hoyo de Manzanares.
- Cerro Cañal (1.331 metri)
- La Almenara (1.259 metri)

### Geologia

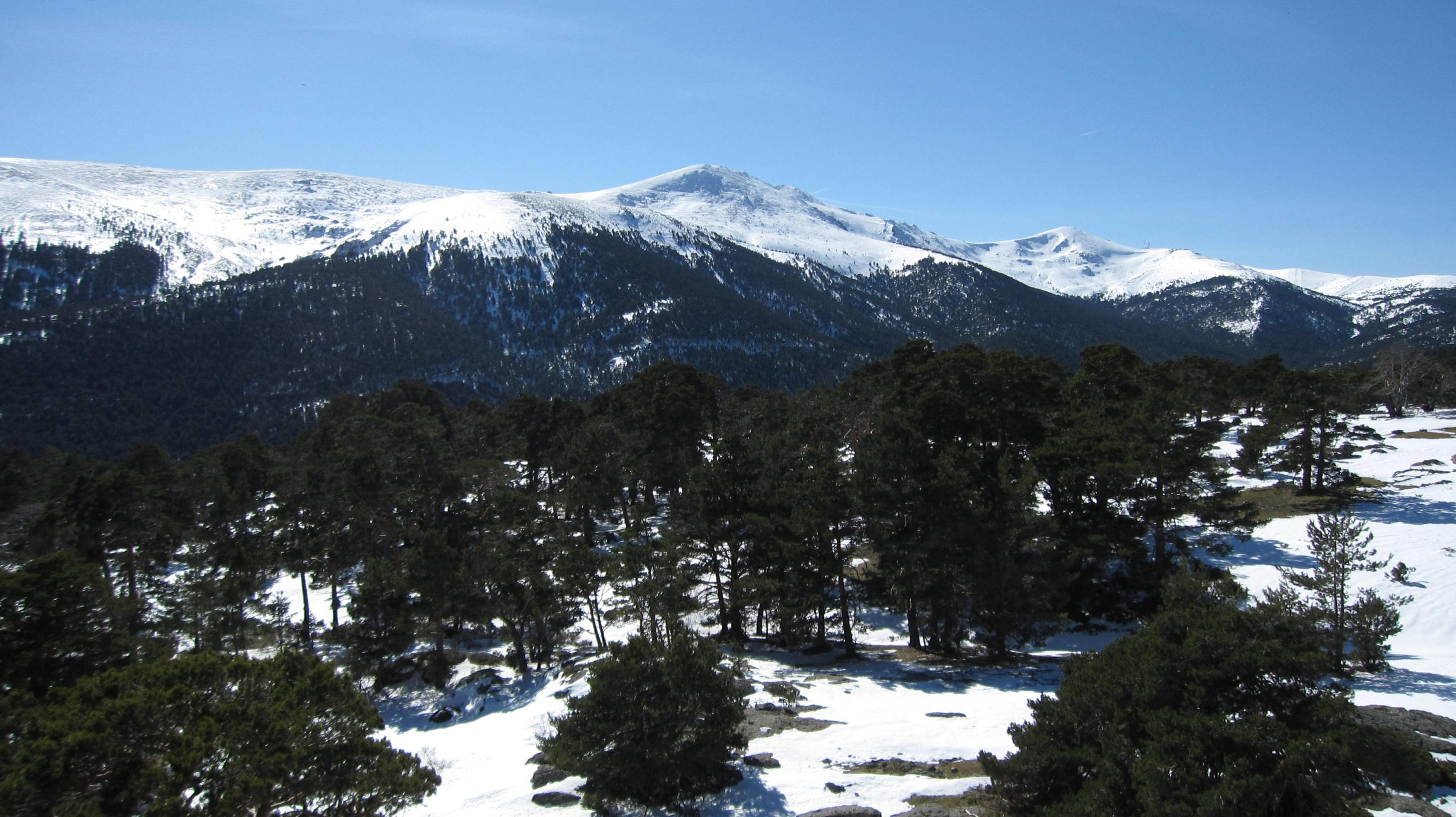
La Cuerda Larga, una dei gruppi più elevati della catena.

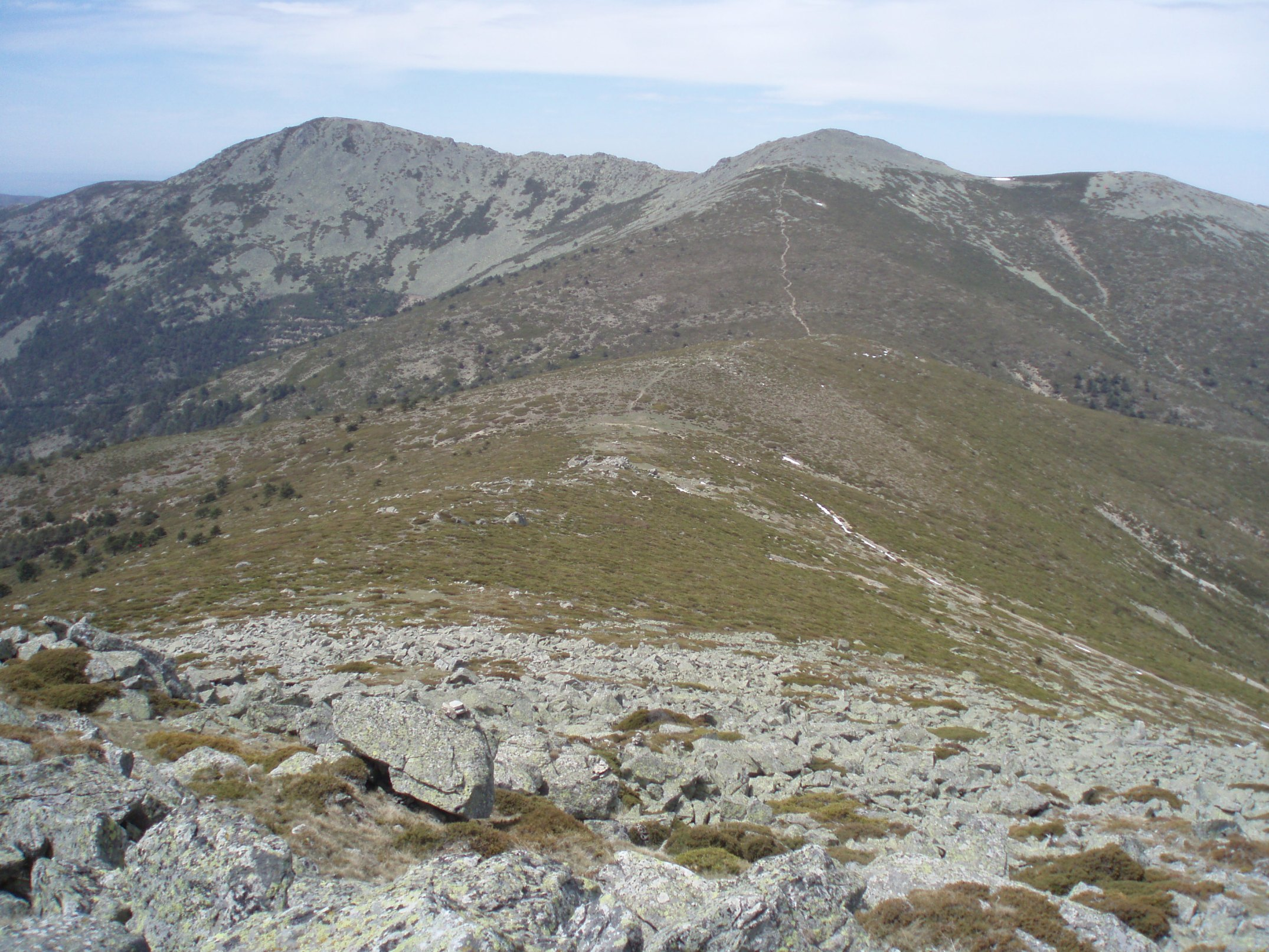
Gruppo del La Mujer Muerta visto dalla cima del Montón de Trigo.

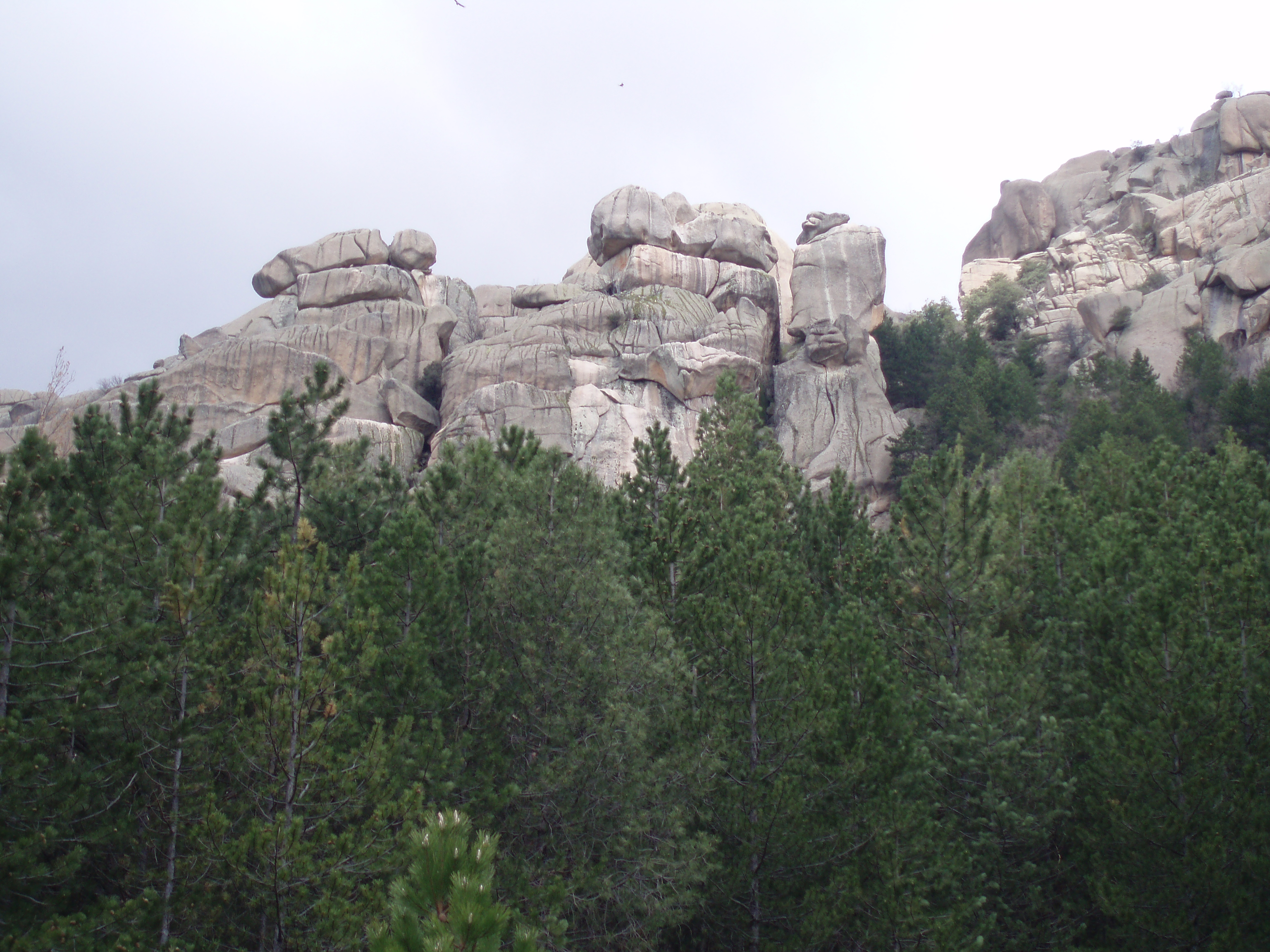
Pareti di rocce montonate di granito nel La Pedriza.

La Sierra de Guadarrama è il risultato dello scontro delle placche corrispondenti alla Submeseta Sur ed alla Submeseta Norte, entrambe appartenenti alla Meseta Centrale della penisola Iberica. Questa catena si elevò durante l'orogenesi alpina (era terziaria), anche se i materiali sopra cui si situa (lo zoccolo granitico della Meseta) sono precedenti (dell'orogenesi ercinica). Le rocce hanno sofferto una forte erosione, per cui si sono appiattite sia nelle creste (conosciute dai montanari come cuerdas) sia nei versanti settentrionale e meridionale. Questa catena è un sistema montuoso più antico di altre montagne, come i Pirenei, le Alpi, le Ande o l'Himalaya. La roccia più abbondante è il granito di varietà gneiss.

#### Formazione

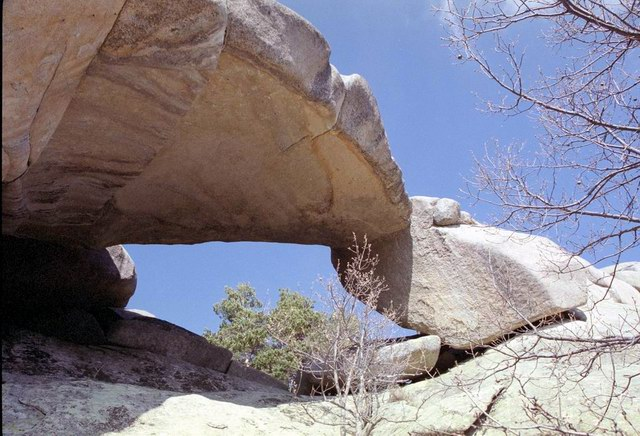
Puente de los Pollos, nel La Pedriza. È una delle formazioni geologiche più singolari della catena.

Nel paleozoico medio (tra 360 e 290 milioni di anni fa), un substrato iniziale di antichi graniti e sedimenti iniziò a piegarsi e a metamorfizzarsi, dando origine agli gneiss. Nel paleozoico superiore (tra 290 e 250 milioni di anni fa) questi materiali si frantumarono. Iniziò così il posizionamento in superficie di masse magmatiche, che diedero luogo ai graniti. Nella fase finale di questa era si produsse l'innalzamento generale di tutta la cordigliera. Alla fine del Paleozoico e nel Mesozoico (tra 250 e 65 milioni di anni fa) iniziarono i processi di erosione e smantellamento del rilievo. In quest'ultima era si produsse anche un sollevamento del fondo marino, che portò in superficie zone subacquatiche (in quell'epoca la catena poteva essere un isolotto poco elevato rispetto al mare) e si formarono conche di sedimentazione che ricoprirono le pianure con sedimenti che avrebbero dato luogo ai calcari. Questi si localizzano oggi ai bordi delle catene e in alcune fosse interne, alcuni esempi si osservano a El Vellón, La Pinilla e Patones.
Nel Cenozoico o Terziario (tra 65 e 1,8 milioni di anni fa), si riattivarono i processi che provocarono l'innalzamento della catena e la divisione in blocchi come si trova tuttora. L'erosione del massiccio roccioso provocò il riempimento sedimentario delle conche con Arcosas. L'azione glaciale del Quaternario (da 1,8 milioni di anni fa a oggi) terminò di modellare vari rilievi attuali della catena con piccoli circhi di tipo pirenaico, alcuni esempi si osservano nel Parco Naturale di Peñalara, intorno a El Nevero e a La Maliciosa. In definitiva negli ultimi milioni di anni, l'azione glaciale, il consolidamento della rete dei fiumi e le escavazioni di valli e terrazze diedero luogo all'attuale morfologia del terreno.

#### Glacialismo

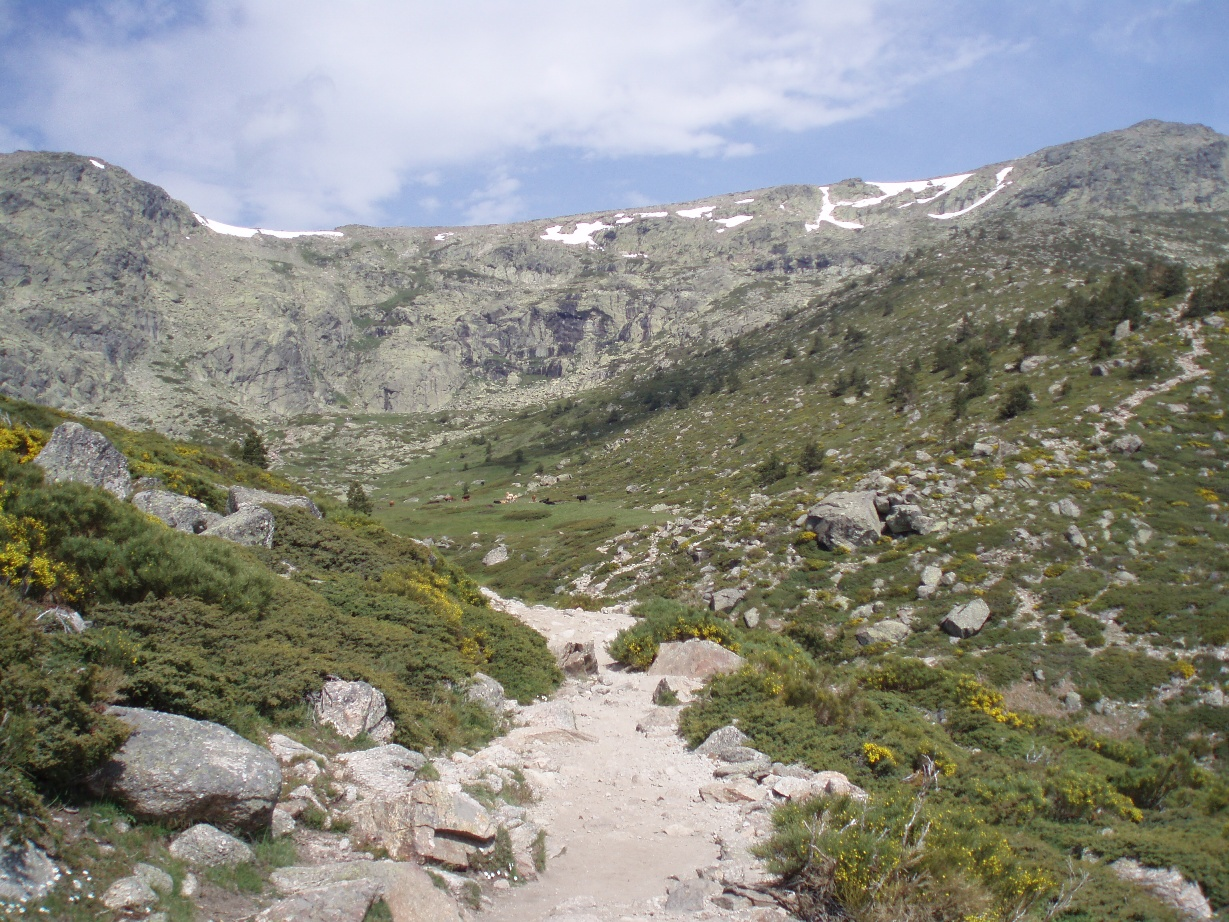
Circo glaciale di Peñalara, il più grande della catena.

In vari luoghi della catena si possono trovare resti dei ghiacciai che esistevano nel Quaternario, cioè circa 1,8 milioni di anni fa. In generale, i circhi glaciali, le morene, le lagune glaciali e altri resti glaciali appaiono al di sopra dei 1.900 metri di altitudine, però questi resti si concentrano in determinate zone della catena.
La zona dove ci sono più resti glaciali è la parte alta del versante est del Peñalara, cioè, i terreni che oggi fanno parte del Parco naturale di Peñalara. In questo sito esistono tre circhi glaciali, numerose morene di diverse dimensioni e antichità e più di venti lagune di origine glaciale di diverse dimensioni e caratteristiche. Le due più grandi (entrambe permanenti) sono la Laguna Grande de Peñalara e la Laguna de los Pájaros, situate entrambe oltre i 2.000 metri di altitudine. Il circo glaciale più grande della zona è il circo de Peñalara, che si divide in due settori e ha una superficie approssimata di 140 ettari. Ci sono altri circhi di minori dimensioni come la Hoya de Pepe Hernando ed il Hoyo Poyales.
Un'altra zona dove vi sono resti glaciali è la parte centrale dei Monti Carpetani, concretamente tra il puerto de Malagosto ed il puerto de Navafría. In tutta questa fascia, nella parte più alta del versante sud, esiste una serie di piccoli circhi glaciali con differente grado de sviluppo: alcuni di grande estensione, come l'Hoyo Grande de Navafría, e altri con un notevole dislivello verticale, conseguenza del processo di fratturazione che forma grandi gradini nel seno del circo. Alcuni di questi circhi sono quello di Hoyos de Pinilla, di Hoyo de Peñacabra, di Hoyo Cerrado e di Hoyo Borrascoso. Alcuni presentano piccole lagune glaciali temporanee, come quello degli Hoyos de Pinilla, sotto il pico del Nevero.
In altre montagne di più di 2.000 metri ci sono piccoli resti glaciali di minore importanza. Nel La Maliciosa ci sono rocce montonate-striate e piccoli circhi nelle parti più alte della Cuerda Larga.

## Comuni vicini

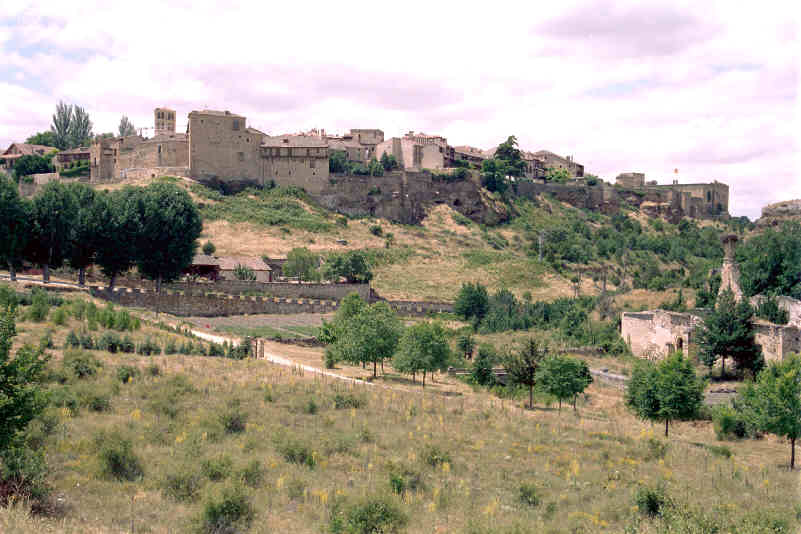
Vista di Pedraza con le sue mura medievali.

La Sierra de Guadarrama è circondata da paesi importanti dove sono situate molte seconde case, occupate durante le vacanze. La pressione urbanistica nel versante sudest della catena, vale a dire nella parte appartenente alla comunità di Madrid, è molto forte ed è motivata in parte dalla grande quantità di persone che vogliono comprare una casa per le vacanze vicina alle montagne. Le città più importanti sono San Lorenzo de El Escorial, Guadarrama, Cercedilla, Navacerrada, Manzanares el Real, Miraflores de la Sierra, Bustarviejo, Rascafría e Buitrago del Lozoya nella comunità di Madrid; Los Ángeles de San Rafael, El Espinar e La Granja de San Ildefonso in provincia di Segovia; Peguerinos e Las Navas del Marqués in Provincia di Avila.

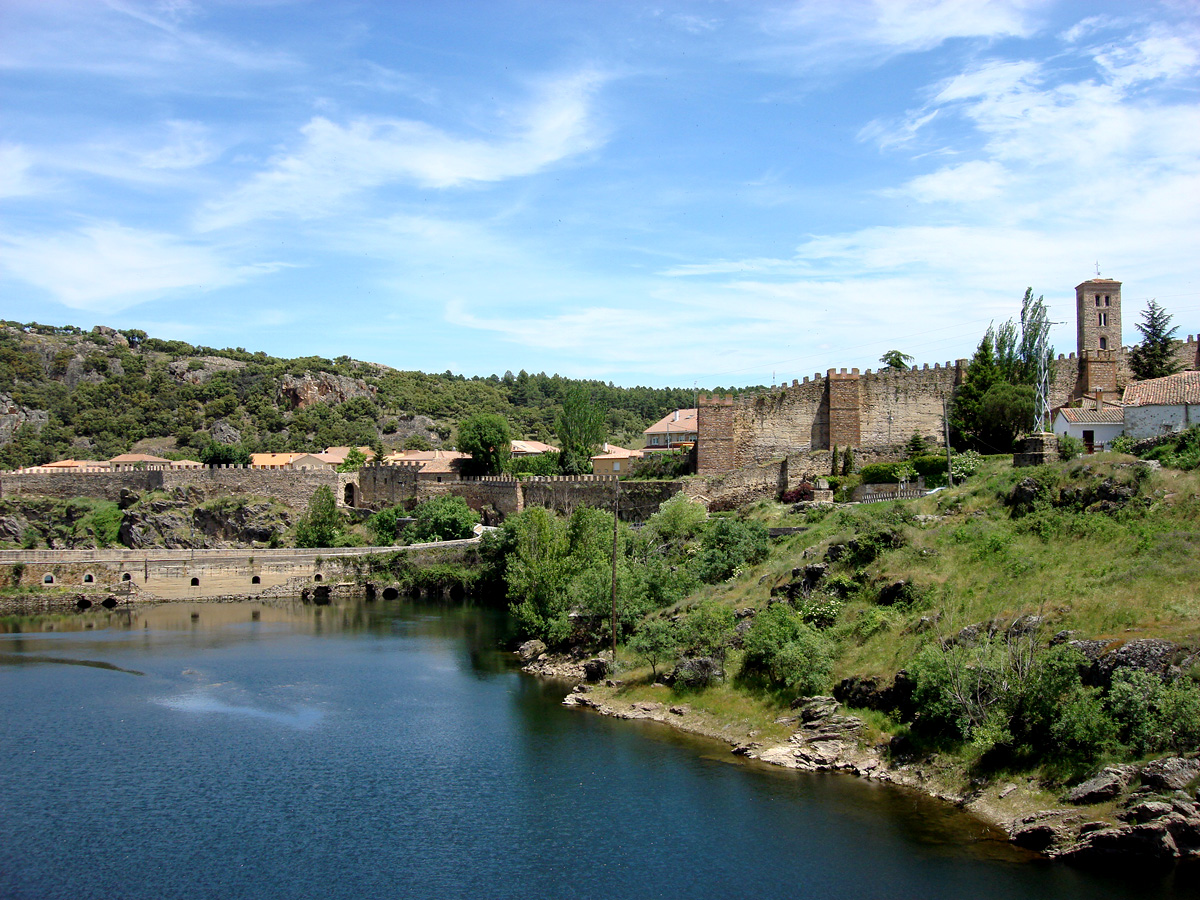
Vista di Buitrago del Lozoya (Madrid), situato in un meandro del fiume Lozoya.

Tutti questi paesi sono il punto di partenza di almeno un sentiero che percorre i versanti della catena e funzionano come centri di turismo per la presenza di alberghi, ristoranti e negozi. Anche se questi comuni si trovano ai piedi delle montagne, sono tutti situati al di sotto dei 1.200 metri. Collado Villalba (Madrid) e Segovia sono due città che sono nuclei demografici e nodi di trasporto nella montagna, anche se da questa distano circa 15 km. La Sierra de Guadarrama fa da sfondo naturale alle città di Madrid e Segovia e quest'ultima si trova ancora più vicina alle montagne della capitale nazionale.
Alcuni comuni della zona della catena hanno un grande interesse storico, architettonico o urbanistico. Uno di questi è Pedraza, situata nella parte nord del versante segoviano. Il centro storico è circondato da mura medievali e da un castello. L'ambiente medievale che si conserva nelle vie e nelle piazze di questo paese è il motivo per cui Pedraza ricevette il titolo di Conjunto Monumental nel 1951. Nella zona nord della catena, sul versante madrileno, si trova Buitrago del Lozoya, un paese con un centro storico circondato da mura di origine araba e dal fiume Lozoya. L'insieme del centro storico e del castello danno luogo a uno dei paesi che meglio conservano l'architettura popolare, dando l'impressione che il tempo si sia fermato nelle sue strade.

## Idrografia

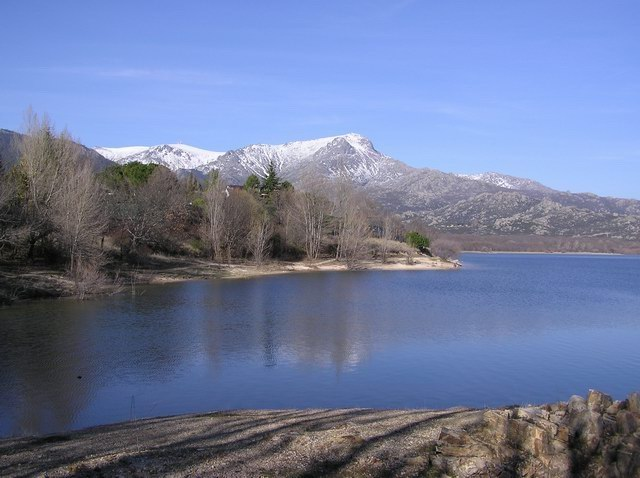
Lago di Navacerrada.

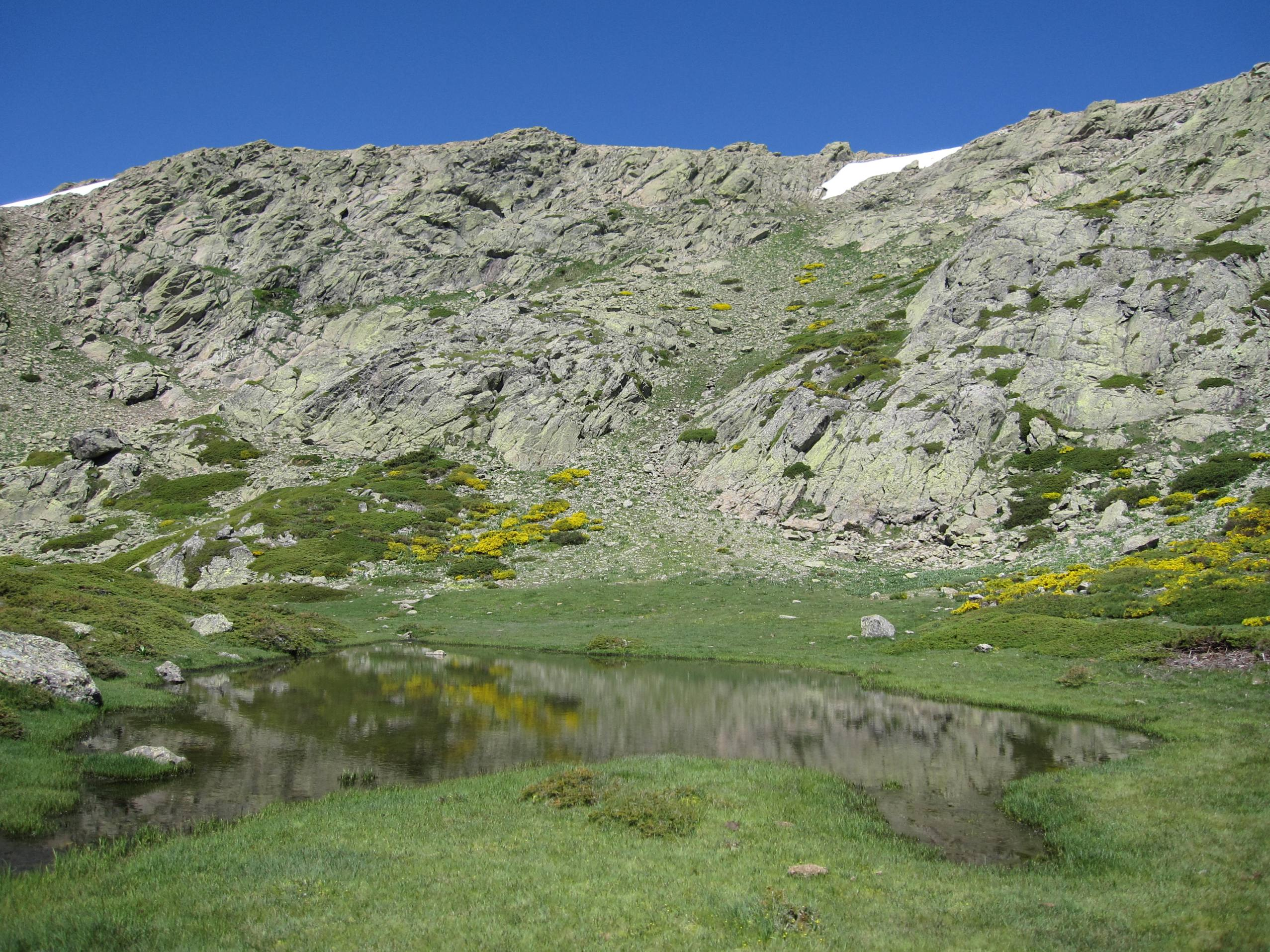
Laguna glaciale di hoyos de Pinilla, situata sulla cresta sud del picco El Nevero.

La grande quantità di precipitazioni che si hanno nel clima di questa catena fa sì che le valli siano piene di ruscelli, torrenti e fiumi. La Sierra de Guadarrama fa da spartiacque tra i bacini dei fiumi Duero, a nordovest, e Tago, a sudest. Da queste montagne nascono molti ruscelli e alcuni fiumi importanti. Nel versante segoviano nascono il Moros, l'Eresma, che bagna Segovia, il Duratón, il Voltoya, il Pirón ed il Cega, che sono affluenti del Duero. Nel versante madrileno nascono il Guadarrama, che dà il nome alla catena e passa per il comune omonimo, il Manzanarre, che passa per Madrid, il Cofio ed il Lozoya, che scorre nella valle omonima. Tutti questi fiumi sono affluenti o subaffluenti del Tago, che, come il Duero, sbocca nell'oceano Atlantico. Le abbondanti acque sotterranee danno origine a molte fonti naturali distribuite per tutta la catena.

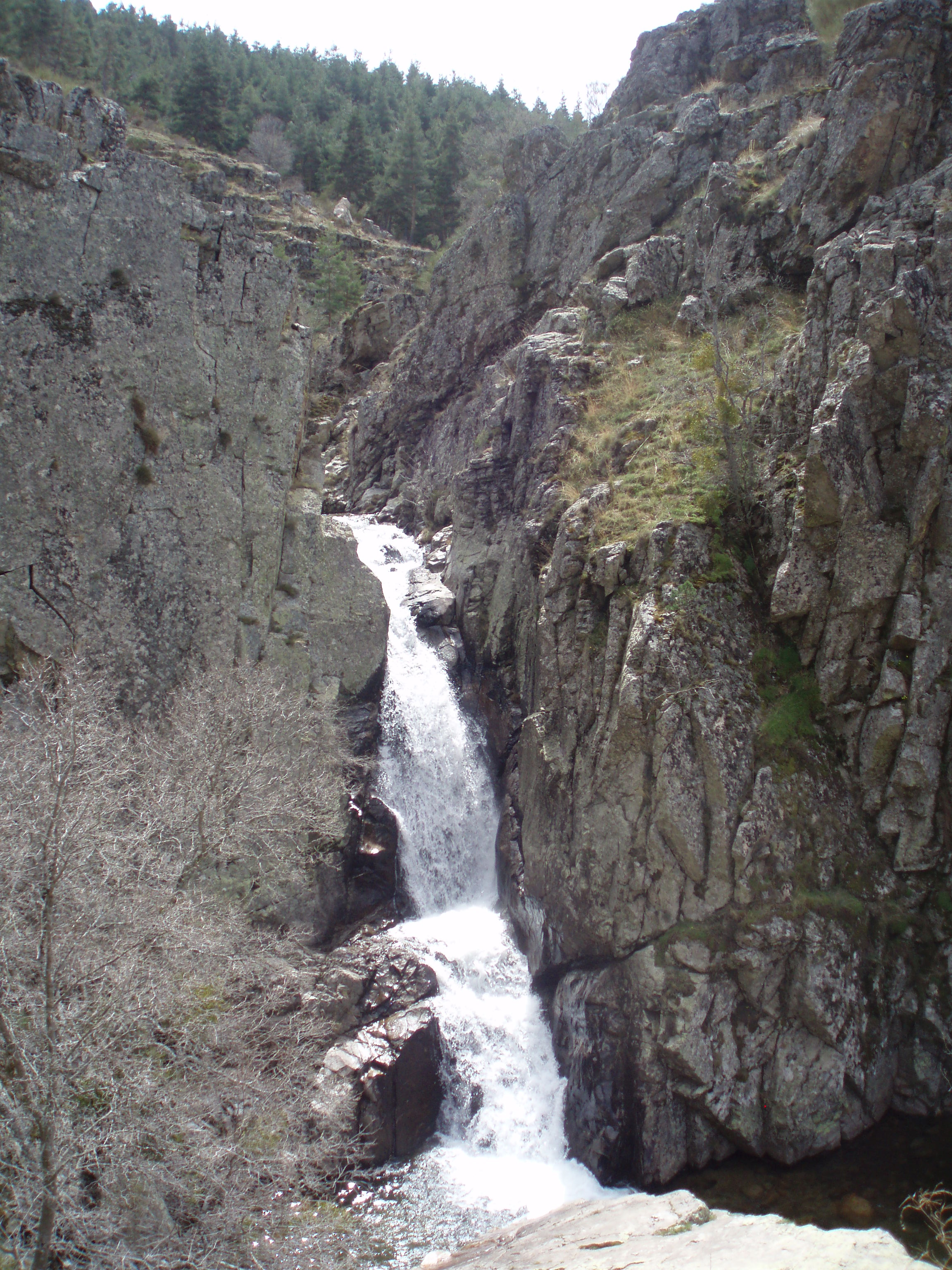
Una delle cascate del Purgatorio, nel sudest della valle del Lozoya.

Nella zona dei 2.000 m del versante est del picco di Peñalara vi sono varie piccole lagune di origine glaciale che sono protette; le più importanti sono: la laguna grande de Peñalara, la laguna chica de Peñalara, la laguna de los Claveles, e la laguna de los Pájaros. Sulla cresta sud del picco El Nevero ci sono due piccole lagune glaciali stagionali situate sul fondo di un circo conosciuto come hoyos de Pinilla.
In tutta la catena vi sono varie cascate di dimensioni e bellezza considerevoli, che ricevono centinaia di visitatori ogni anno. Le più importanti sono la Ducha de los Alemanes nella valle de la Fuenfría, i Chorros del Manzanares a ovest di La Pedriza, la Chorrera de Mojonavalle sul versante nord della Sierra de la Morcuera, il Chorro de Navafría sul versante nordovest dei Monti Carpetani, le Cascate del Purgatorio nella zona alta della valle del Lozoya e la Chorrera de San Mamés, sul versante sudest dei Monti Carpetani. La cascata più alta della catena è alta 80 metri ed è chiamata Chorro Grande, situato 3 km a nordest di La Granja de San Ildefonso.
L'acqua della Comunità di Madrid è una delle migliori d'Europa grazie alle condizioni geologiche della Sierra de Guadarrama. Il gneiss ed il granito, le rocce più abbondanti nella catena, liberano pochi minerali nell'acqua migliorandone la purezza.
I bacini artificiali che si trovano all'interno della catena sono di piccolo volume però in gran numero. Sul versante segoviano i principali sono il lago di Peces, il lago di Revenga, il lago del Pontón ed il lago del Pirón. Sul versante madrileno i principali sono il lago del Tobar, il lago della Jarosa, il lago di Navacerrada ed il lago di Pinilla. Più lontani dalle montagne, nella comunità di Madrid, ci sono tre bacini di maggiori dimensioni, il lago di Valmayor, il lago di Santillana e il lago del Pardo.
La diga del lago di El Villar fu la prima diga ad arco costruita al mondo.

## Monumenti e luoghi d'interesse

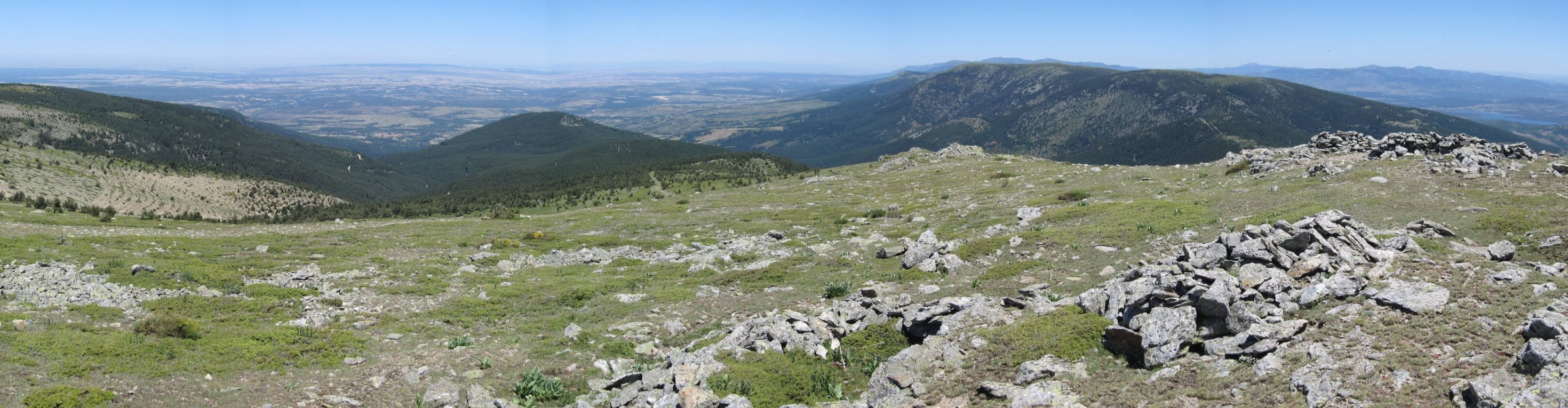
Pinete di Navafría viste dalla zona della cima del picco El Nevero.

La Sierra de Guadarrama ha una serie di valli e luoghi con un interesse speciale dal punto di vista ecologico e paesaggistico. Molti di questi luoghi vedono una grande affluenza di appassionati della montagna e turisti tutto l'anno grazie alla vicinanza dell'area metropolitana di Madrid. I luoghi che più si distinguono a livello ecologico e geologico nella Sierra de Guadarrama sono il Parque Natural de Peñalara e La Pedriza. Qui si presentano alcuni dei molti luoghi di interesse della catena:

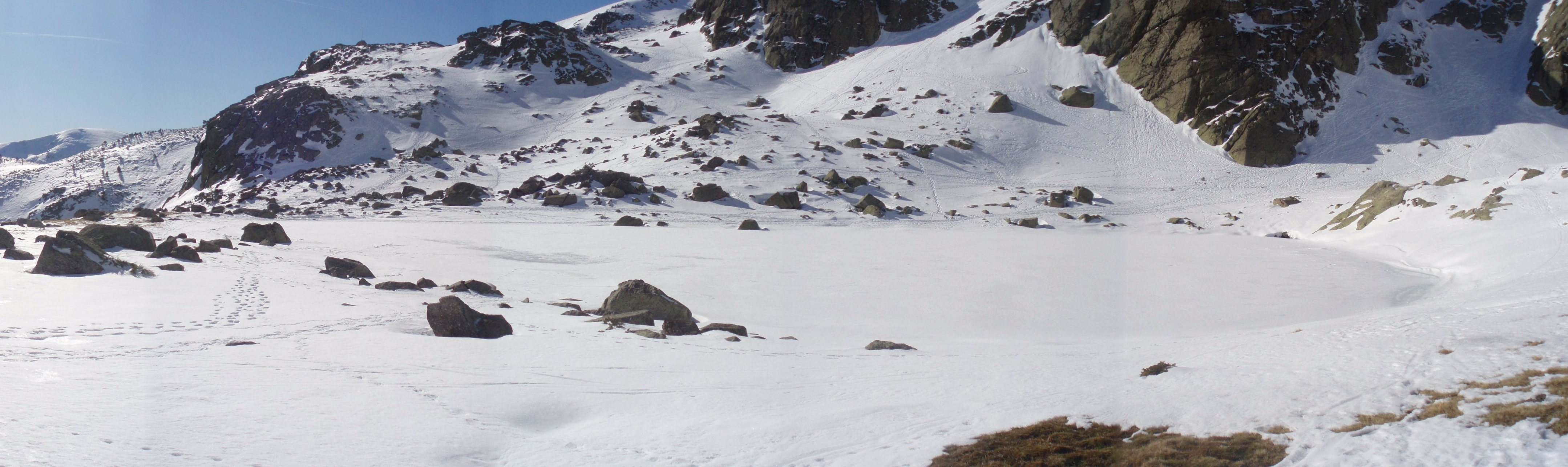
Laguna grande di Peñalara, di origine glaciale, in inverno.

Parco naturale del Peñalara
Nel versante sud del pico de Peñalara (il più alto della catena con 2.428 m) si trova un sito di particolare bellezza protetto da quando fu creato il Parque natural de Peñalara, l'unico della catena. In questo luogo si trovano tre circhi ed una serie di lagune, tutte di origine glaciale. Il circo de Peñalara è costituito da pareti di più di 300 metri di altezza disposte a forma di U. Ad un'altitudine di circa 2.000 m e nella zona del circo vi sono varie piccole lagune da cui escono ruscelli e piccole cascate durante il disgelo. Le più notevoli sono la Laguna Grande de Peñalara, la Laguna Chica de Peñalara, la Laguna de los Claveles e la Laguna de los Pájaros. I boschi di pino silvestre si incontrano al di sotto dei 2.000 m, mentre ad altitudini superiori dominano i prati e gli arbusti di alta montagna. A questo Parco Naturale si può accedere solamente da tre sentieri che partono dal puerto de Cotos.

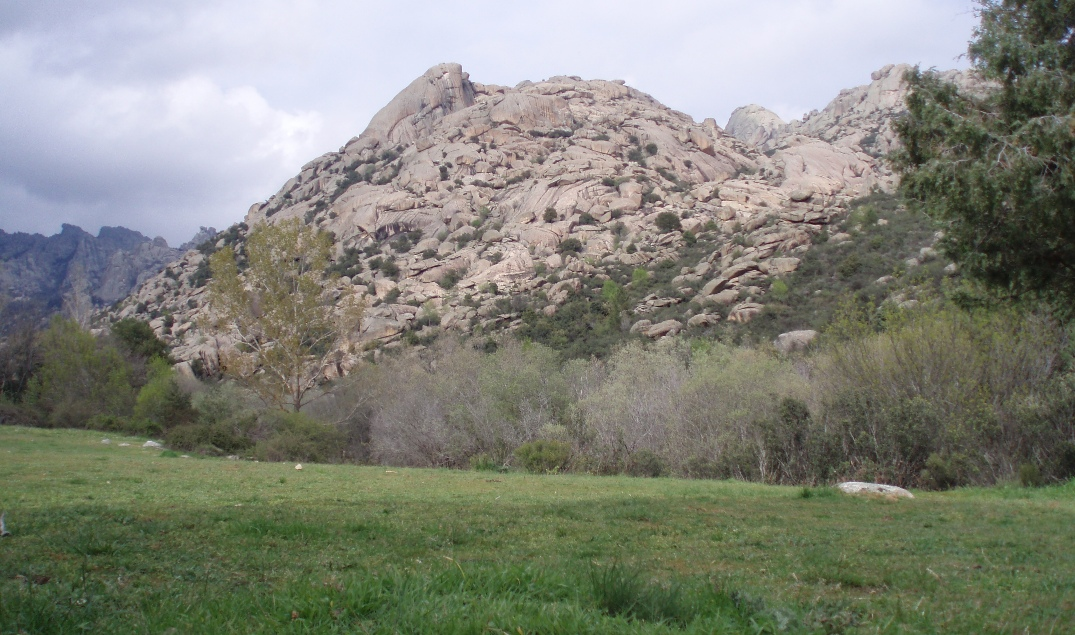
Dirupi del La Pedriza Anteriore.

La Pedriza
La Pedriza è una delle zone più caratteristiche e singolari della Sierra de Guadarrama. Si trova sul versante sud della Cuerda Larga, nel territorio del comune di Manzanares el Real (Madrid), all'interno del Parque Regional de la Cuenca Alta del Manzanares. È il più grande massiccio granitico d'Europa.
La Pedriza ha un paesaggio caratterizzato da enormi rocce e pareti di granito con forme molto curiose. Tra le elevate distese di roccia si trova un sottobosco composto da cisti e ginepri e, separato da questo, un bosco di pini. Sul fondo delle piccole valli che formano La Pedriza scorre il fiume Manzanarre nel suo alto corso ed altri ruscelli di portata rilevante. Nella parte bassa di questo sito si trova un'area ricreativa con parcheggio da cui partono vari sentieri che attraversano La Pedriza. Il picco più importante è il Risco del Yelmo, una gigantesca roccia granitica che si distacca dal resto e che supera i 1.700 metri di altitudine. Questa è la roccia più grande tra le numerose presenti e sul lato sud ha una grande parete molto sfruttata da scalatori esperti. Per tutta la storia, La Pedriza è stata un luogo molto apprezzato da esiliati e perseguitati di guerra che si nascondevano nelle grotte.

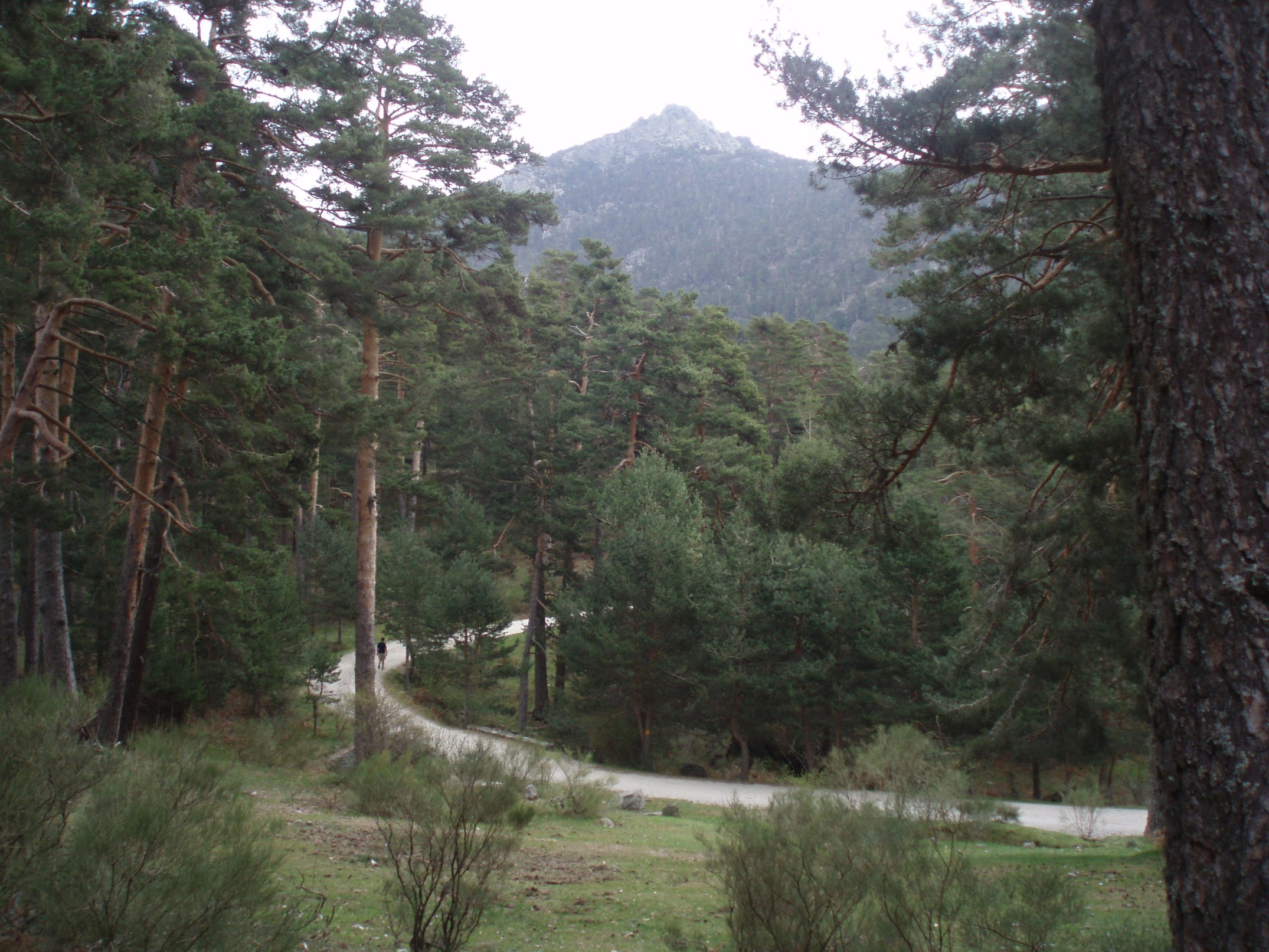
Valle de la Fuenfría con la Carretera de la República.

Valle de la Fuenfría
Questa valle situata vicino a Cercedilla (Madrid) ha uno dei boschi di pino silvestre meglio conservati di tutta la catena. È orientata da nord a sud, ha una lunghezza di circa 5 km, una larghezza di circa 2, e penetra all'interno dei Siete Picos e sul confine con la provincia di Segovia. Oltre al fitto bosco che copre la valle, si può trovare un ruscello di notevole portata e la Strada selciata romana de la Fuenfría che attraversa la catena nel puerto de La Fuenfría. Nella parte bassa si trova un'area ricreativa, le Dehesas de Cercedilla, che dispone di parcheggio. Nei fine settimana la valle si riempie di turisti e appassionati della montagna. Da questa area ricreativa partono vari sentieri (tra cui la strada romana) che percorrono la valle.

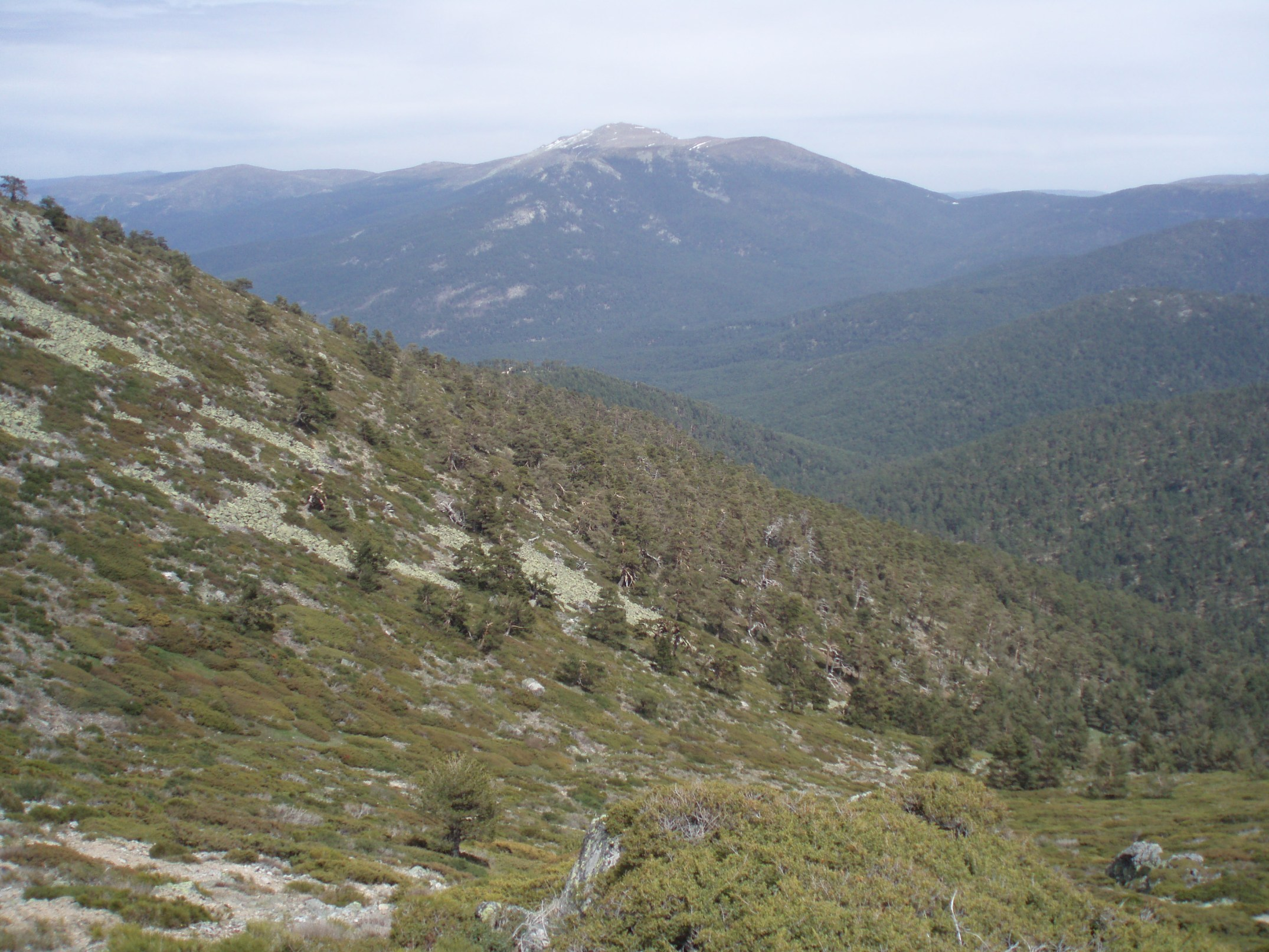
Valle de Valsaín con il massiccio del Peñalara sullo sfondo.

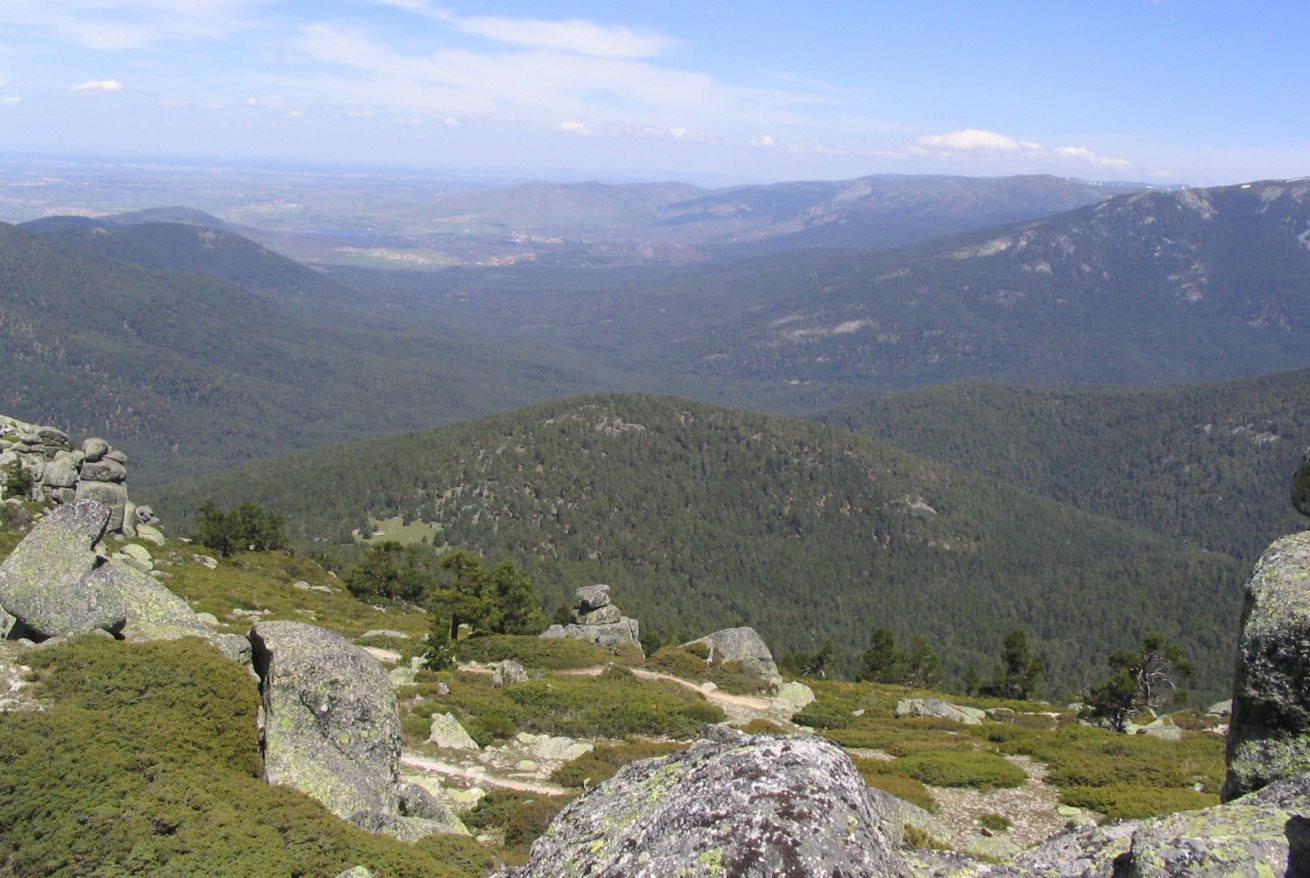
Valle de Valsaín vista dalla cima dei Siete Picos.

Valle de Valsaín
Questa ampia valle possiede il bosco di pino silvestre meglio conservato di tutta la catena. Si trova sul versante segoviano con un'orientazione sud-nord, una lunghezza di circa 10 km ed una larghezza media di 5 km, incastrato tra le montagne del La Mujer Muerta e il massiccio di Peñalara. La valle prende il nome dal paese di Valsaín, un comune che mantiene l'atmosfera tradizionale situato nella parte bassa della valle. Oltre alle pinete ed ai querceti, nel fondovalle si trovano tre aree ricreative con parcheggi e piccoli sbarramenti sul fiume Eresma, ideali per il bagno d'estate. Da queste aree partono vari sentieri che percorrono la valle boscosa.

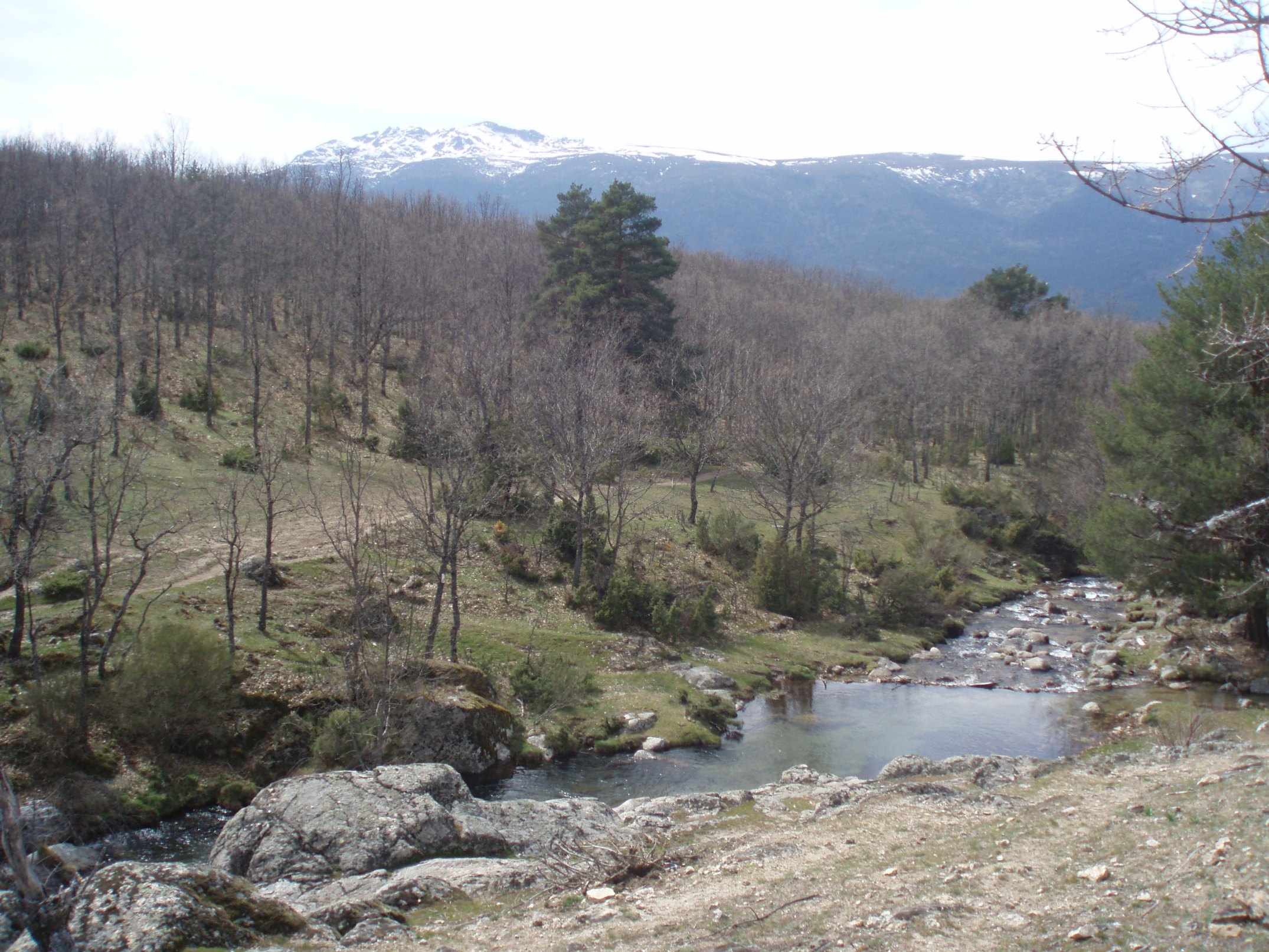
Ruscello dell'Aguilón, uno di quelli di maggiore portata della valle del Lozoya. Sullo sfondo si trova il massiccio del Peñalara.

Valle del Lozoya
La valle del Lozoya è la più estesa della catena ed una delle meglio conservate. Si situa interamente nella comunità di Madrid, tra la Cuerda Larga e la catena principale della Sierra de Guadarrama, orientata da sudovest a nordest, e nella zona nordest della Sierra de Guadarrama. Per dare un'idea delle sue dimensioni basti pensare che è lunga 25 km e larga 6 in media. I versanti di questa valle sono coperti da boschi di pino silvestre, querce e castagni, mentre il fondovalle è occupato da pascoli e coltivazioni. I due paesi più importanti situati nel fondovalle sono Rascafría e Lozoya, comune che dà il nome alla valle insieme al fiume che la attraversa, il Lozoya.

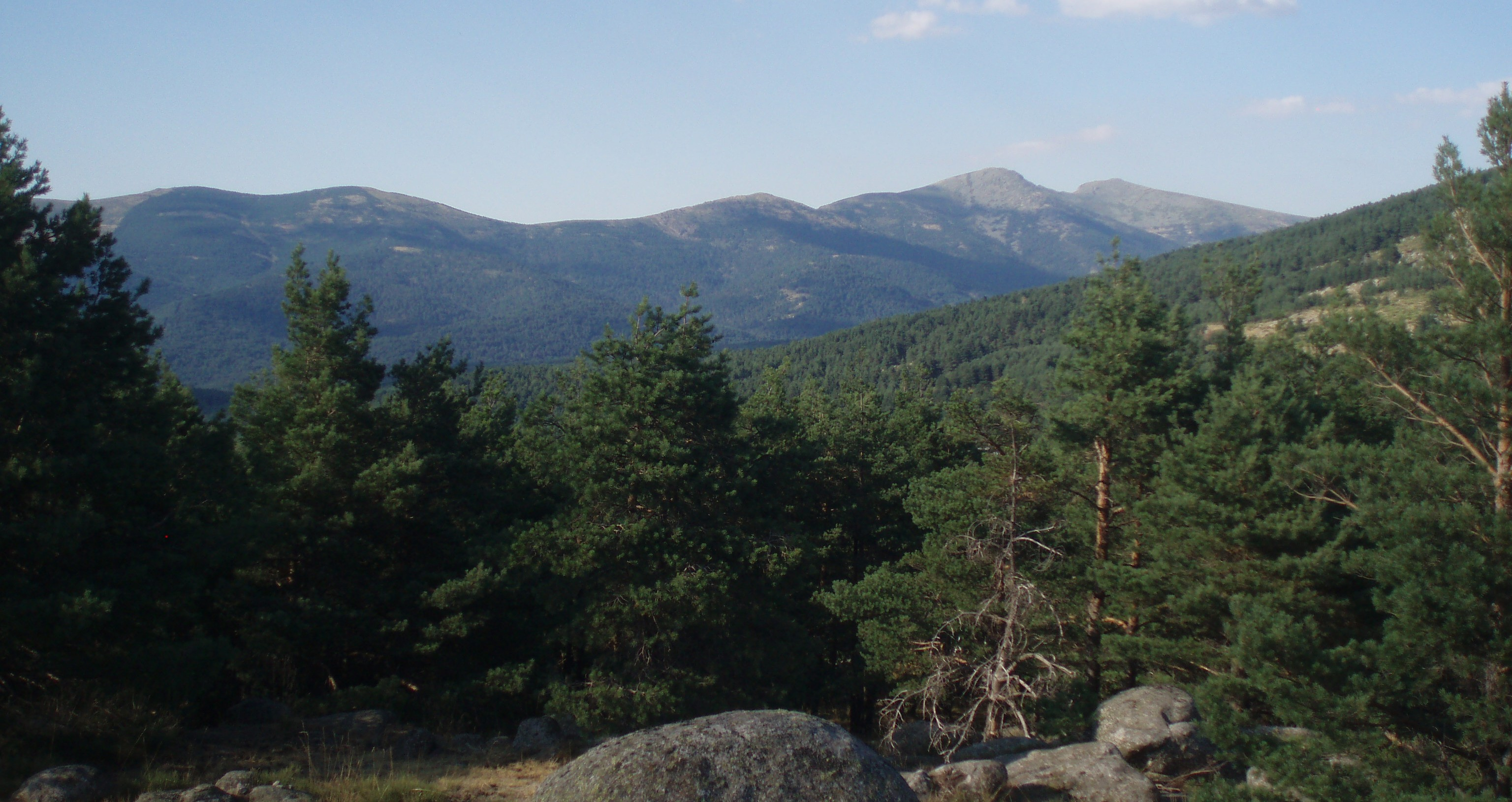
Valle del río Moros vista dai dintorni del puerto de Guadarrama.

Valle del río Moros
Questa valle situata in provincia di Segovia è una delle più grandi della catena con una superficie di circa 28 km². Pur non essendo tanto visitata e transitata come altre valli del versante madrileno, ospita paesaggi naturali di grande bellezza. Possiede un grande e fitto bosco di pino silvestre che occupa quasi tutta la superficie della valle. Le montagne del La Mujer Muerta costituiscono il confine settentrionale della valle e nel fondovalle si trovano sentieri e piste forestali che attraversano prati e passano vicino ai due piccoli bacini artificiali che vi si trovano. Il comune che dà accesso alla valle è El Espinar.
Pinete de Navafría
Vicino alla località segoviana di Navafría e sul versante nord del pico del Nevero si trova una valle che ospita uno dei migliori boschi di tutta la catena per densità, grado di conservazione e valore naturalistico. In questa popolare valle, dominata dal pino silvestre, nasce il fiume Cega. Un'altra piccola valle che sbocca nel precedente ospita il Chorro de Navafría, una delle cascate più singolari della catena. L'area ricreativa di "El Chorro", situata ai piedi della valle, fa da punto di partenza dei molti sentieri e piste forestali che si addentrano nelle pinete di Navafría. Uno di questi arriva alla cima del picco del Nevero.

## Flora e fauna

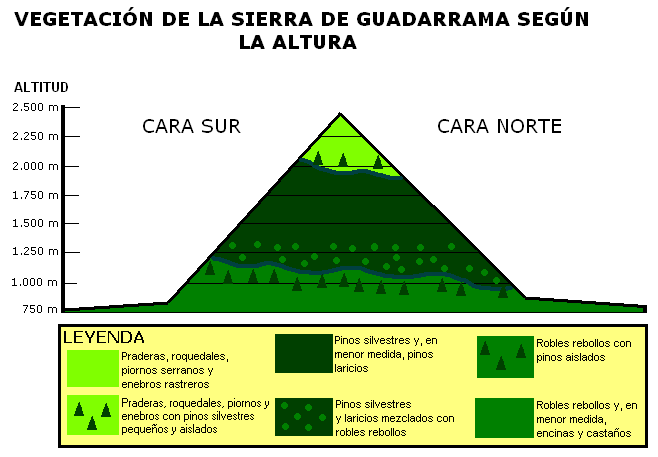
Schema della vegetazione della Sierra de Guadarrama per altitudine e versante.

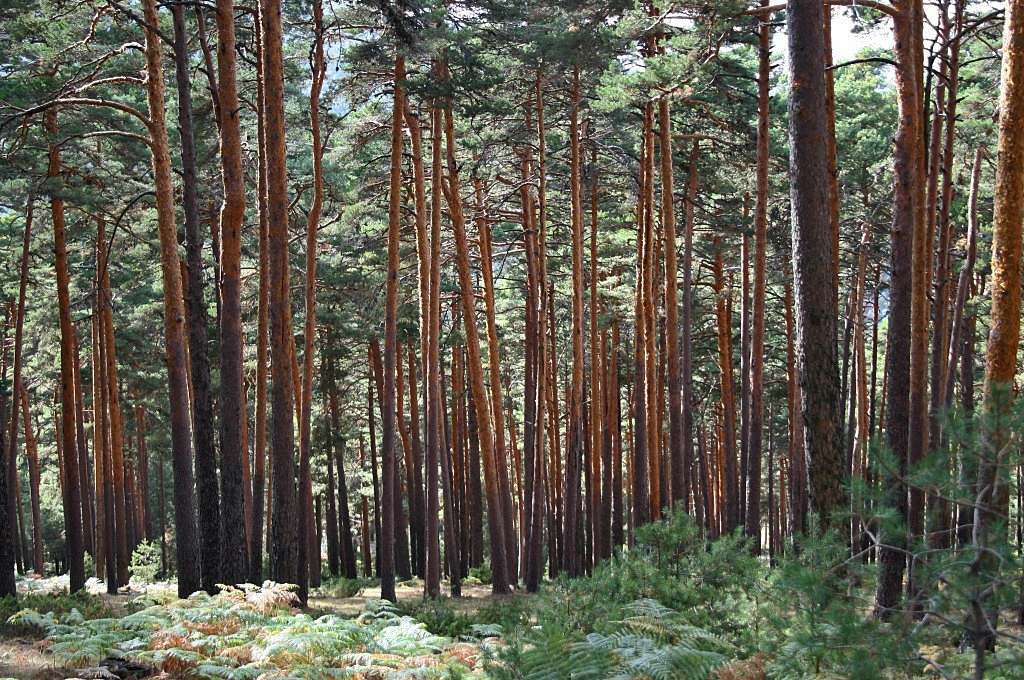
Bosco di pino silvestre con sottobosco di felci. Questa combinazione di specie vegetali è la più abbondante in queste montagne.

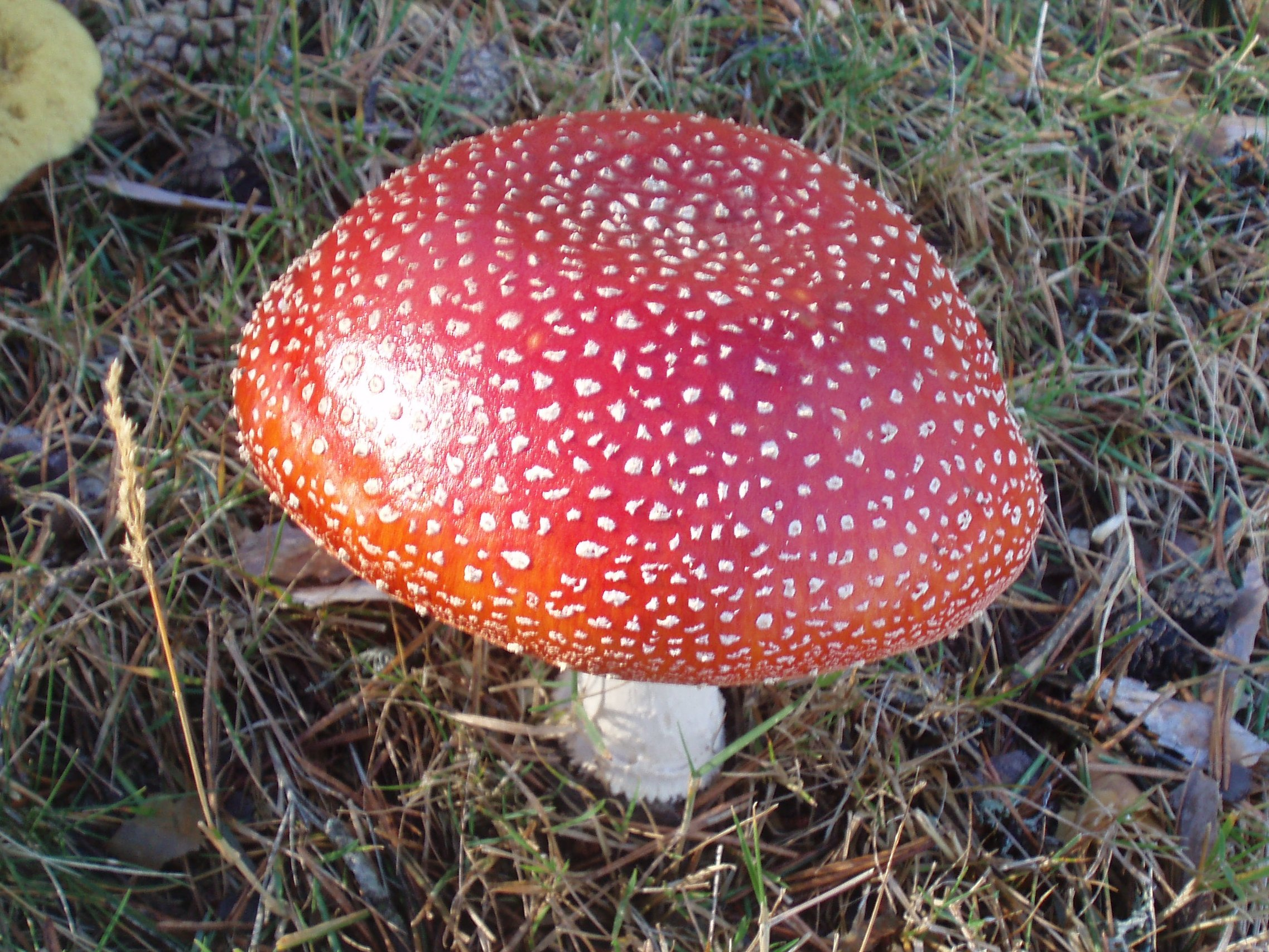
Fungo velenoso Amanita muscaria. Durante l'autunno nei versanti boscosi della catena appaiono molti funghi, alcuni commestibili.

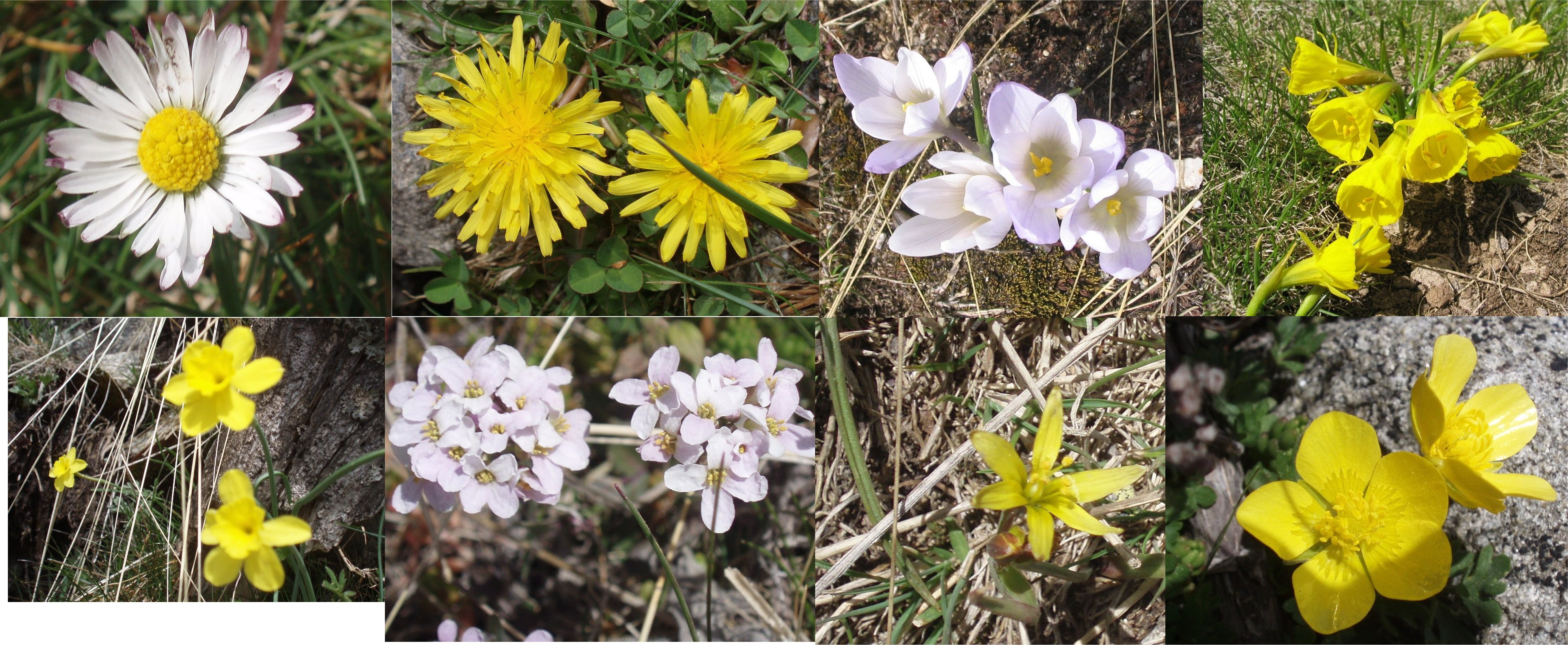
Fiori di alta montagna del Parque Natural de Peñalara e della valle de la Fuenfría. Dei due fiori dell'angolo superiore destro, il fiore bianco è un Crocus e il giallo un Narcissus.

La flora e fauna della Sierra de Guadarrama presenta una grande diversità di specie. Le specie animali e vegetali che abitano la catena costituiscono una sintesi tra le specie proprie di climi e paesaggi mediterranei, come le pianure della Meseta Centrale, e di specie proprie della montagna alpina e pirenaica. Nella catena ci sono più di 1.280 specie animali differenti, di cui 13 sono in pericolo di estinzione, più di 1.500 piante autoctone e trenta tipi di vegetazione distinti.

### Flora

#### Oltre i 1.800 metri

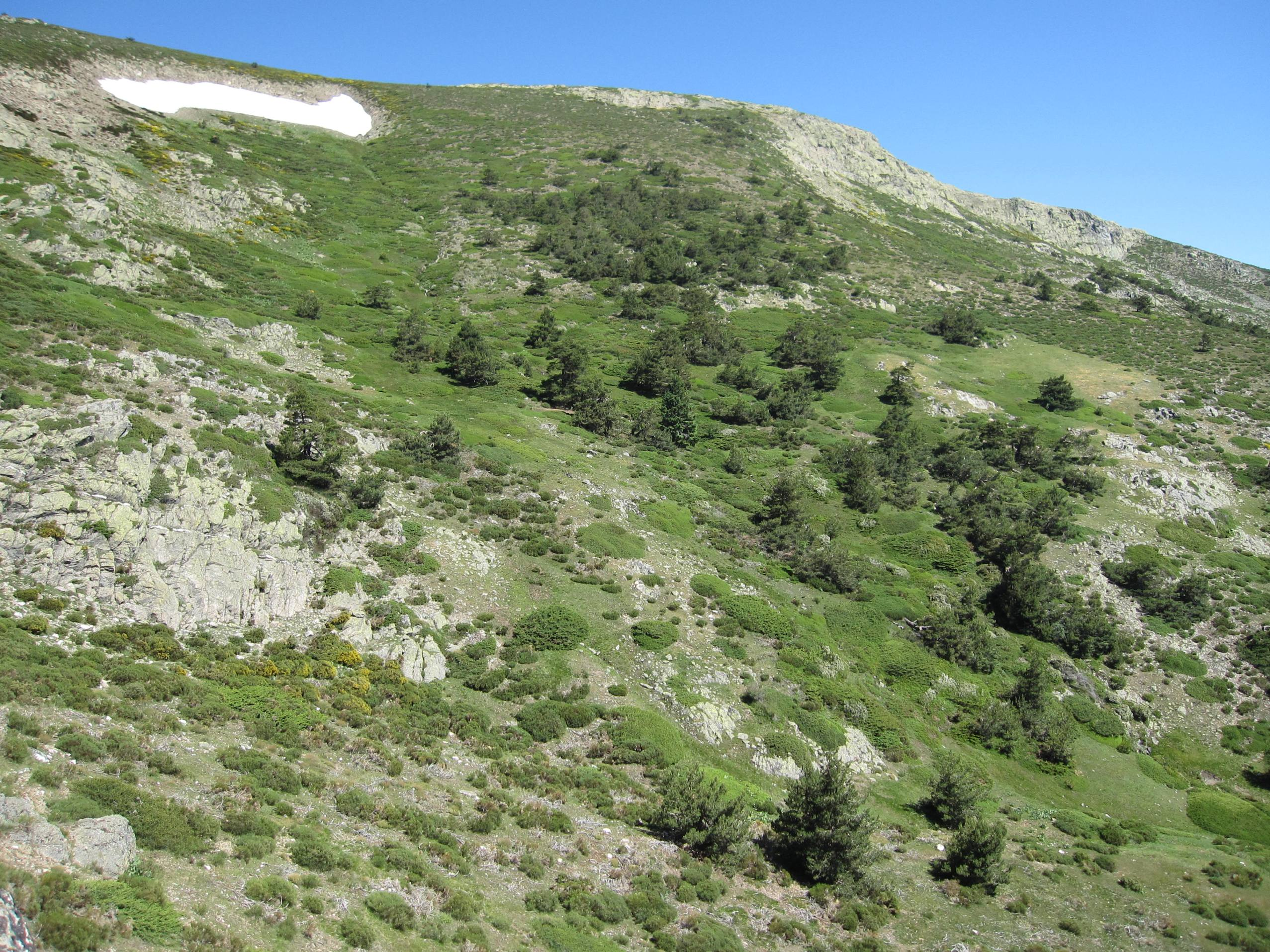
Il paesaggio oltre i 1.800 metri è dominato da specie arbustive tappezzanti come il citiso ed il ginepro. I pini silvestri sono scarsi e di bassa altezza. Vicino ai ruscelli abbondano i prati di cervino e fino a estate inoltrata si possono osservare nevai.

I versanti di questa catena si trovano coperti, nel piano alpino (oltre i 1.800 metri), da pascoli di cervino sfruttati dall'allevamento estensivo che produce carne di eccellente qualità e certificata come "Manzo del Guadarrama". In questa zona abbondano anche arbusti tappezzanti di alta montagna, i più abbondanti sono il citiso ed il ginepro tappezzante. Questi arbusti non crescono in altezza a causa del vento, che soffia molto forte per tutto l'anno. I pochi pini silvestri che si trovano a queste altitudini sono isolati e di scarsa altezza per il forte vento e le basse temperature. Le cime di questa catena sono isole ecologiche, dove ci sono specie proprie di latitudini molto più alte e che sono sopravvissute all'ultima glaciazione.

#### Tra i 2.000 ed i 1.000 metri
Nei piani subalpino e montano (tra i 2.000 e i 1.000 m) si incontrano alcuni dei migliori boschi naturali di pino silvestre (Pinus sylvestris L) che esistono in Spagna, come quelli della Sociedad Belga de los Pinares del Paular a Rascafría, sul versante madrileño, e la pineta di Valsaín in provincia di Segovia. Quest'ultimo è una delle poche foreste di proprietà statale in Spagna (appartiene a Parques Nacionales), e che è regolato dal XVIII secolo, venendo sfruttato da allora senza interruzione fino a oggi. Il pino silvestre è decisamente la specie arborea più diffusa sulla catena, anche se si possono incontrare anche zone boscose di pino nero (introdotto dall'uomo) e di pino laricio, e in forma più isolata frassini e betulle. Tra gli arbusti rappresentativi di questa fascia climatica emergono le felci, i ginepri e le ginestre.

#### Sotto i 1.400 metri
Al di sotto delle pinete (ad un'altitudine minore di 1.400 m), il piano montano è coperto da querceti di melojo (Quercus pyrenaica L), che in alcune occasioni invadono la zona di pinete causando problemi, dato che i melojos non possono essere tagliati in quanto specie protetta. Questi querceti si utilizzano per fornire di legna tutti i paesi della catena dividendo la ramaglia tra gli abitanti ogni stagione. Un'altra specie arborea che si può incontrare a questa altitudine è la betulla, che compare formando fitti boschi, e gli alberi frondosi sulle rive dei fiumi, che si osservano vicino ai corsi d'acqua. Al di sotto dei 900 metri appaiono i lecci, uno degli alberi più caratteristici della Meseta Centrale. In questa fascia climatica, la diversità di specie arbustive è maggiore che ad altitudini maggiori e varia molto in dipendenza dell'altitudine. Si possono trovare specie arbustive proprie del clima mediterraneo continentale.
Nella zona nord del versante nordovest abbondano i ginepri, che formano piccoli boschi. Nella zona più sudoccidentale della catena, le formazioni forestali cambiano di specie; così i pini silvestri vengono sostituiti dai pini domestici (Pinus pinea L), mentre le querce vengono sostituiti da querce spagnole e lecci, per essere questa una zona più bassa e con minori precipitazioni. Nelle pinete di Navafría (zona nord del versante segoviano) si trovano una mezza dozzina di faggi, una specie poco frequente a queste latitudini, anche se in epoche più fredde abbondavano nella catena.

#### Lista di specie vegetali
AlberiPino laricio, marittimo, silvestre e nero; acero, agrifoglio, betulla, bosso, castagno, ginepro turifero, leccio, melojo, nocciolo, ontano, quercia spagnola, sorbo degli uccellatori, sughera e tasso.
Arbustibiancospino, cisto, citiso, erica vagans, felce, ginepro, ginestra, lavanda selvatica, rosmarino, timo e uva ursina.
Funghi abbondanti nelle pineteAmanita, Cantharellus cibarius, Lactarius deliciosus, Lepiota, Morchella e Pleurotus eryngii.

#### Pinete della catena

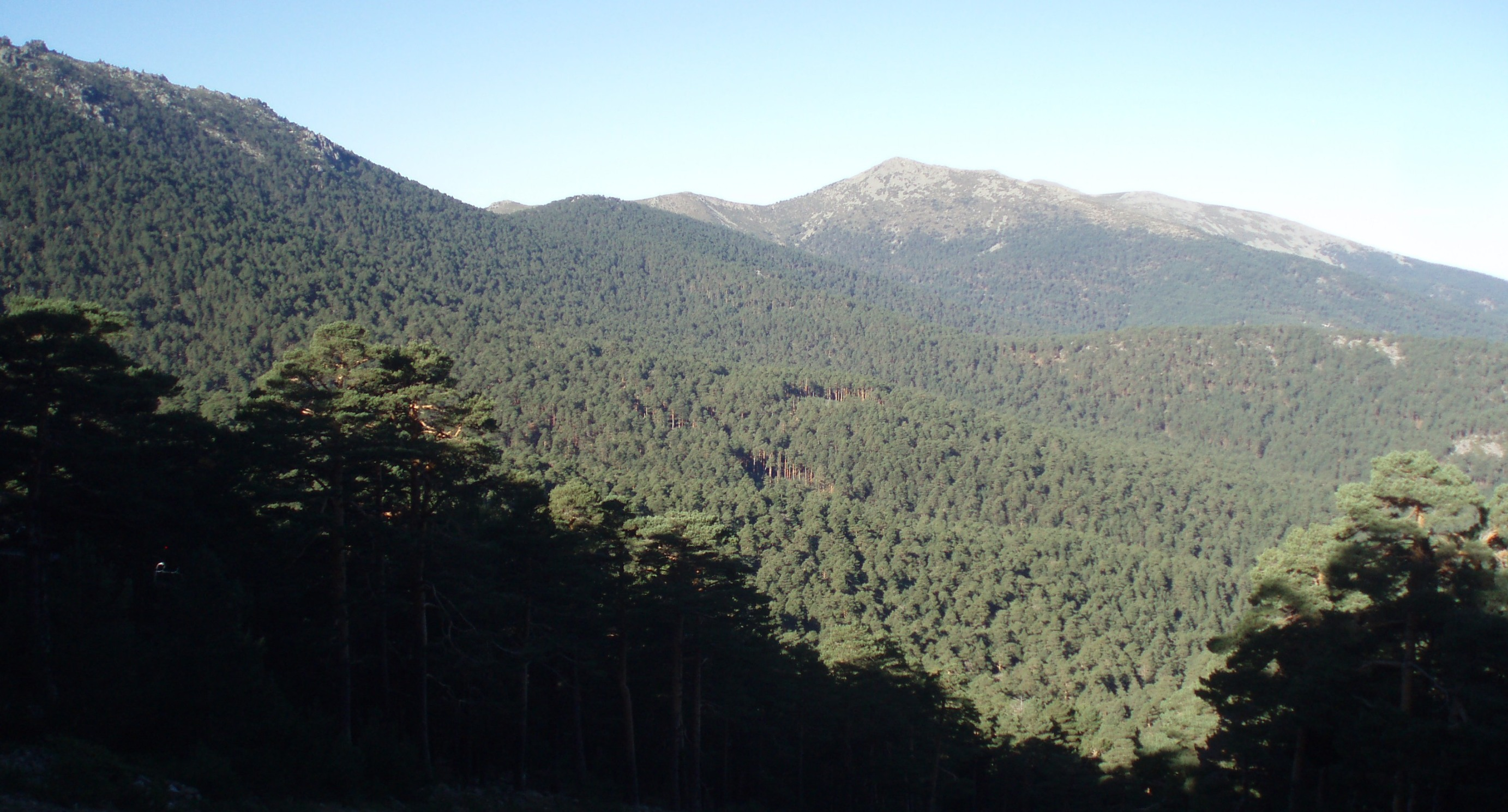
Bosco di pino silvestre nella valle de Valsaín.

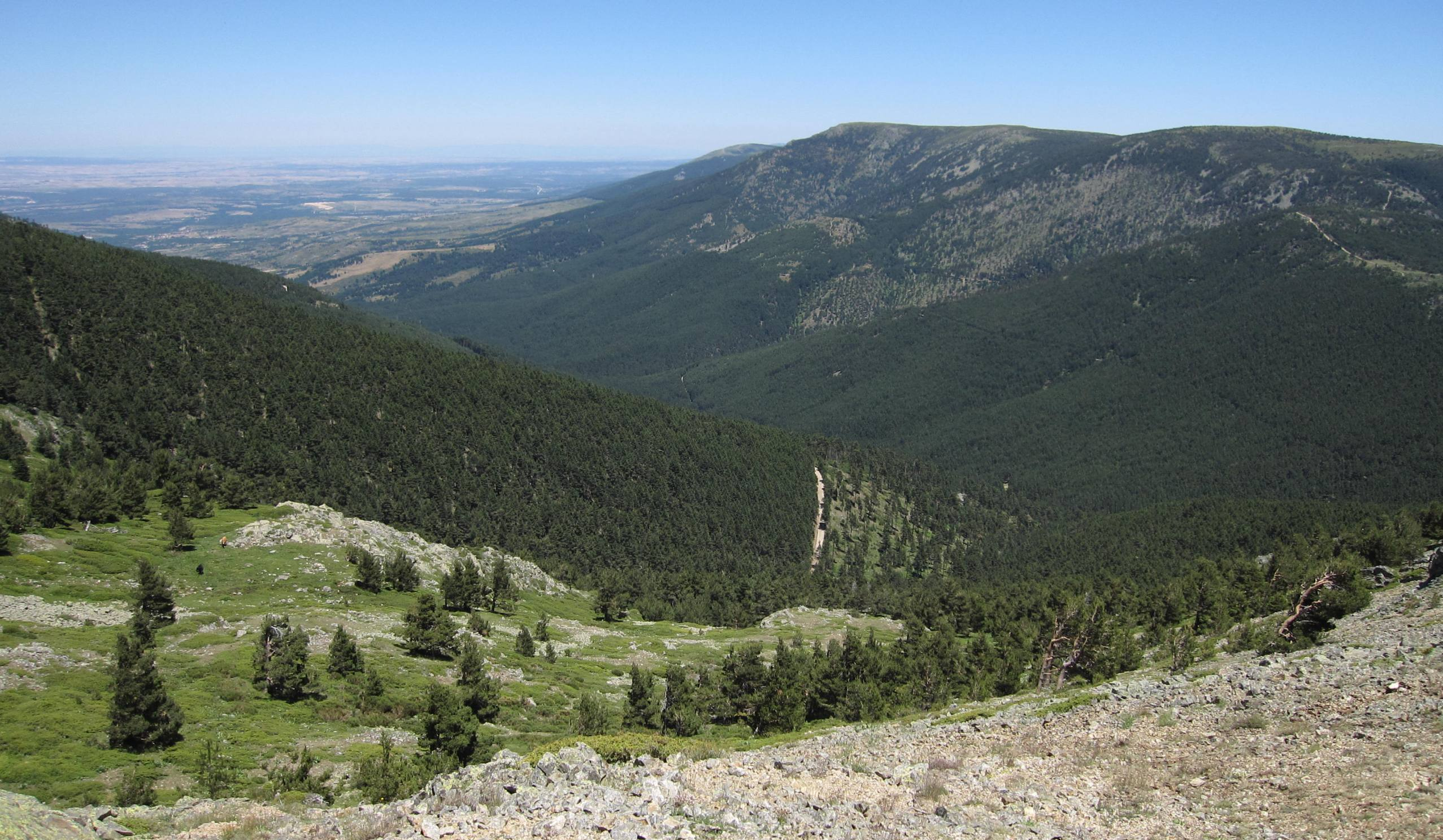
Bosco nella zona di Navafría.

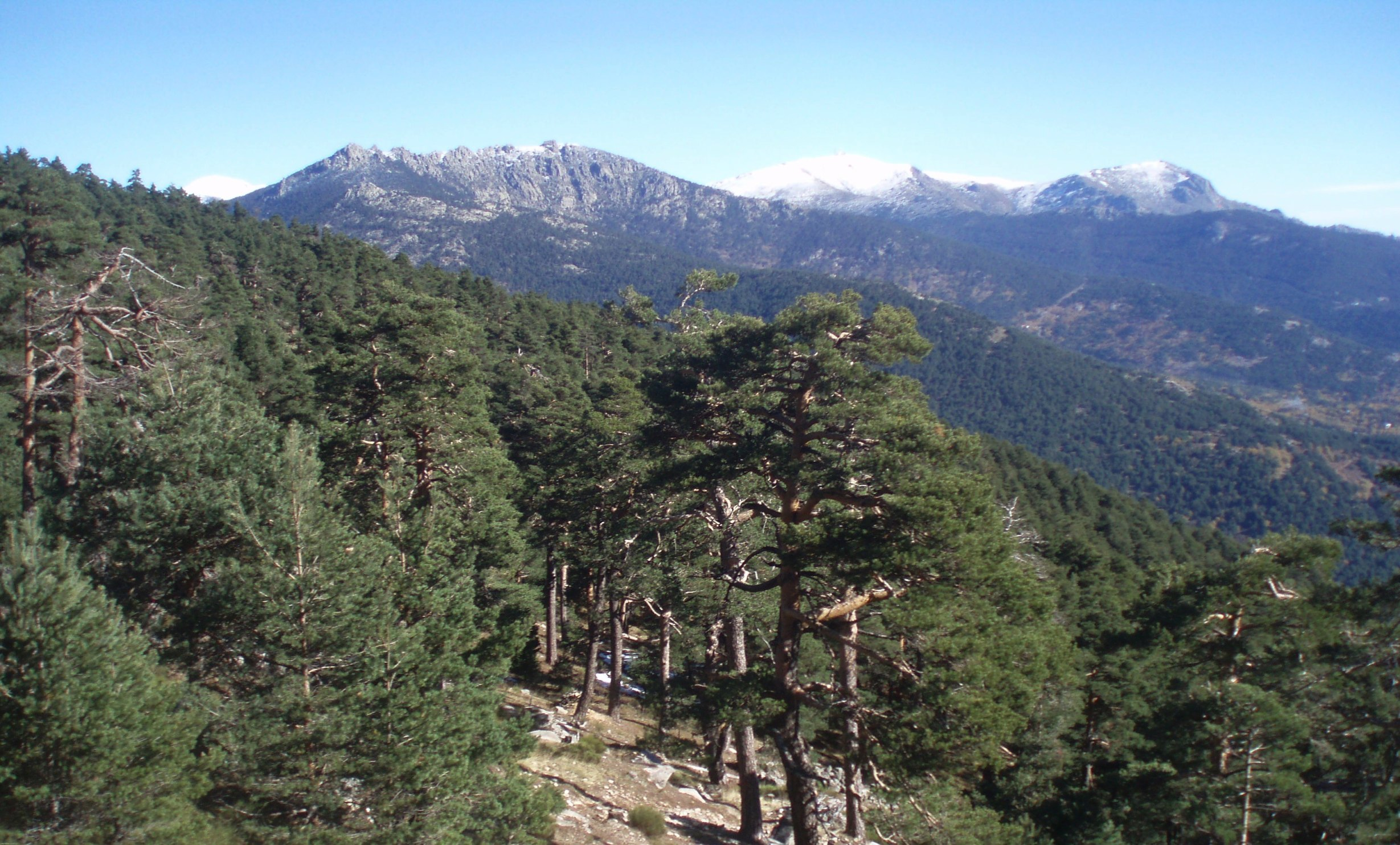
Bosco di La Fuenfría, Siete Picos e Navacerrada, uno dei meglio conservati della catena.

In queste montagne vi sono una serie di pinete eccezionali sia per dimensioni che per stato di conservazione. Questo è dovuto in gran parte ad uno sfruttamento responsabile e organizzato. Queste masse arboree si estendono sui due versanti approssimativamente tra i 1.000 ed i 1.900 metri di altitudine. Alcune pinete scomparirono nel corso dei secoli per colpa di uno sfruttamento sproporzionato e mal controllato. Attualmente rimangono quelle che hanno avuto maggiore fortuna e alcune altre ripiantate nel corso del XX secolo. Cinque di questi grandi boschi naturali di pino silvestre sono i seguenti:
Pineta di Valsaínsituata nella valle de Valsaín (Segovia), è la più estesa di tutte e una delle più conosciute. Copre più di 10.000 ha, tre quarti dei quali formano una massa continua di pini, mentre il resto è associato a querceti. I continui cambi di proprietà del bosco fecero sì che la superficie decrebbe finché nel 1940 diventò di proprietà dello Stato spagnolo. Questa pineta ospita esemplari centenari e vi nidificano più di cento specie di uccelli. La qualità del legname ivi estratto è riconosciuta a livello internazionale.
Pineta dei Belgisituata nella stretta testata della valle del Lozoya (Madrid), è una delle più estese e meglio conservate di queste montagne grazie alla gestione che fece la Società Belga delle Pinete a comprarlo dopo la Desamortización di Mendizábal nel XIX secolo. Ospita angoli umidi dove crescono betulle, pioppi tremuli, tassi e agrifogli.
Pineta della Garganta de El EspinarEstesa più di 3.000 ha, copre quasi tutta la superficie della valle del río Moros (Segovia). Il paese di El Espinar comprò questo bosco nel 1381 e da allora la vita sociale ed economica del paese fu intimamente legata alla pineta. Tra questi alberi fecero le prime esercitazioni i primi Ingegneri forestali spagnoli. Specie come l'aquila imperiale e l'avvoltoio monaco nidificano in questa pineta.
Pineta di Navafríanella valle di Navafría (Segovia) si estende questo fitto bosco che supera la linea spartiacque e raggiunge il lato madrileño. Ospita una grande quantità di uccelli e nel fondovalle abbondano ruscelli e cascate, come il Chorro de Navafría. Le zone più umide permettono la crescita di specie poco comuni a queste latitudini, come i faggi. Il suo studio e regolazione si effettuarono nell'ultima metà del XIX secolo.
Pineta di La Fuenfría, Siete Picos y NavacerradaSi estende da ovest a est dalla valle de La Fuenfría alla valle de la Barranca (Madrid). La densità e l'estensione si possono apprezzare da qualsiasi percorso che l'attraversa, siano essi strade, strade romane, sentieri o ferrovie. Nelle zone più basse si combina con querceti e in alcuni casi superano lo spartiacque per unirsi alle pinete di El Espinar e Valsaín.

### Fauna

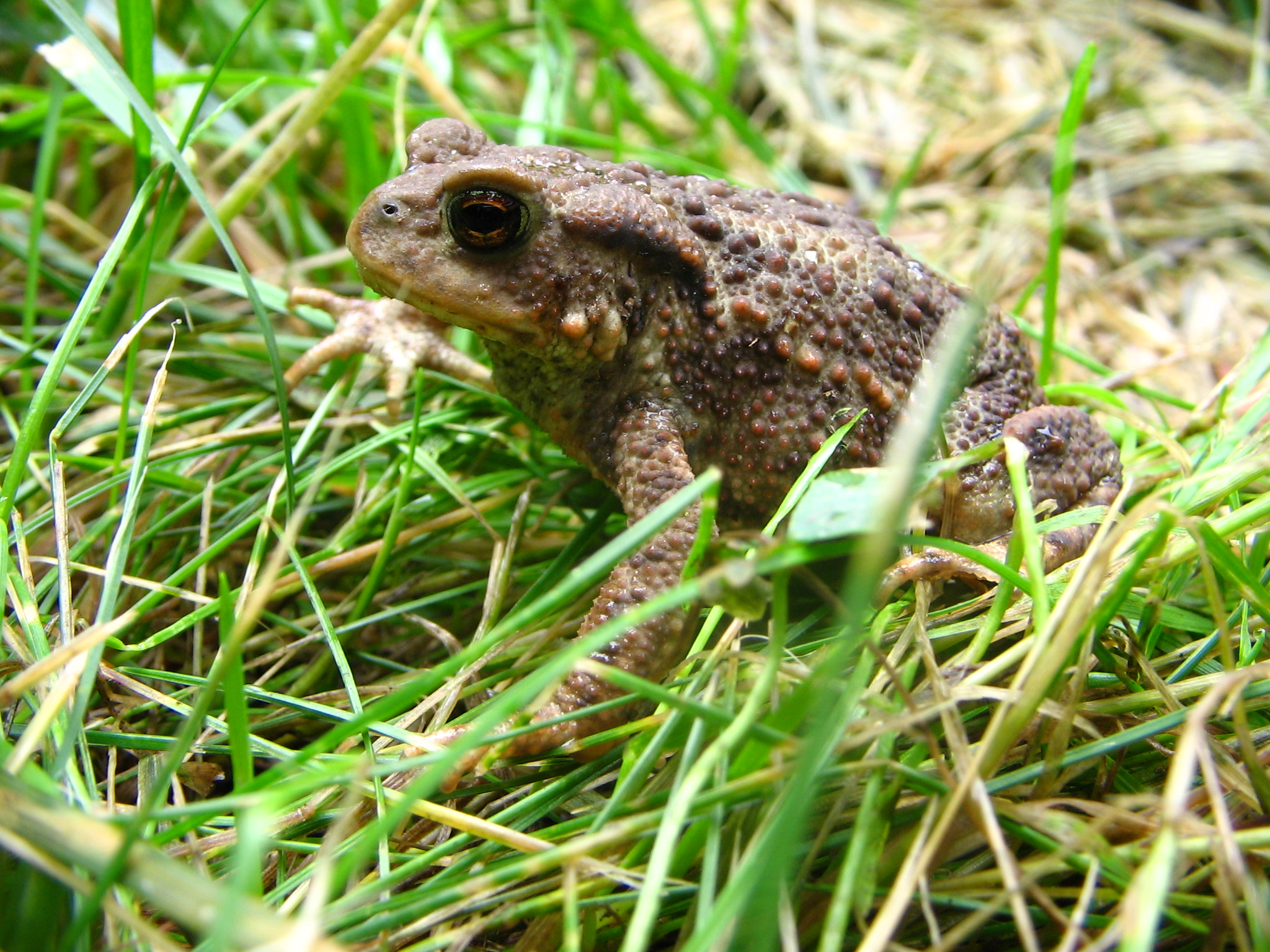
Rospo comune.

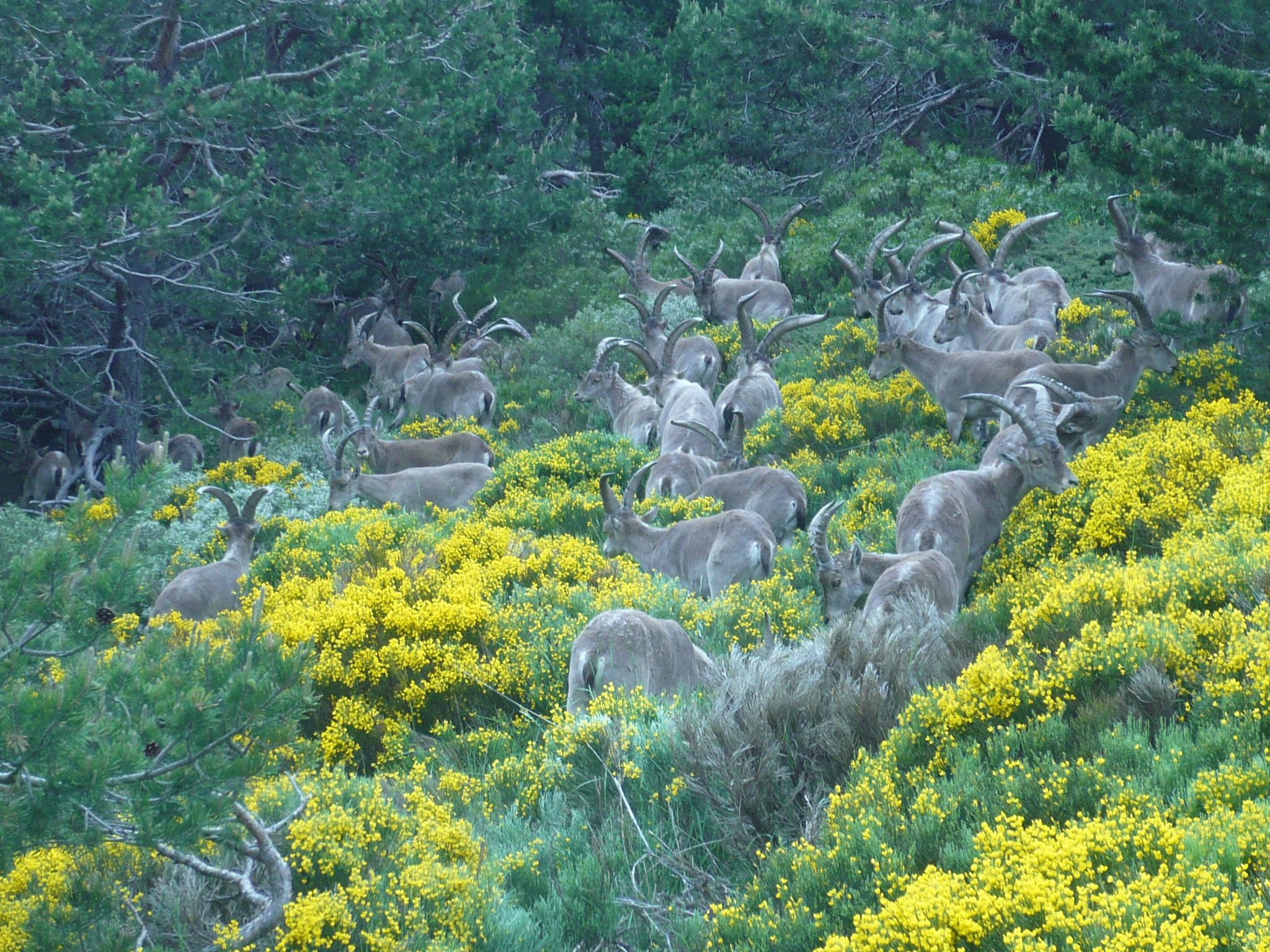
Gruppo di capre pirenaiche maschio nella catena.

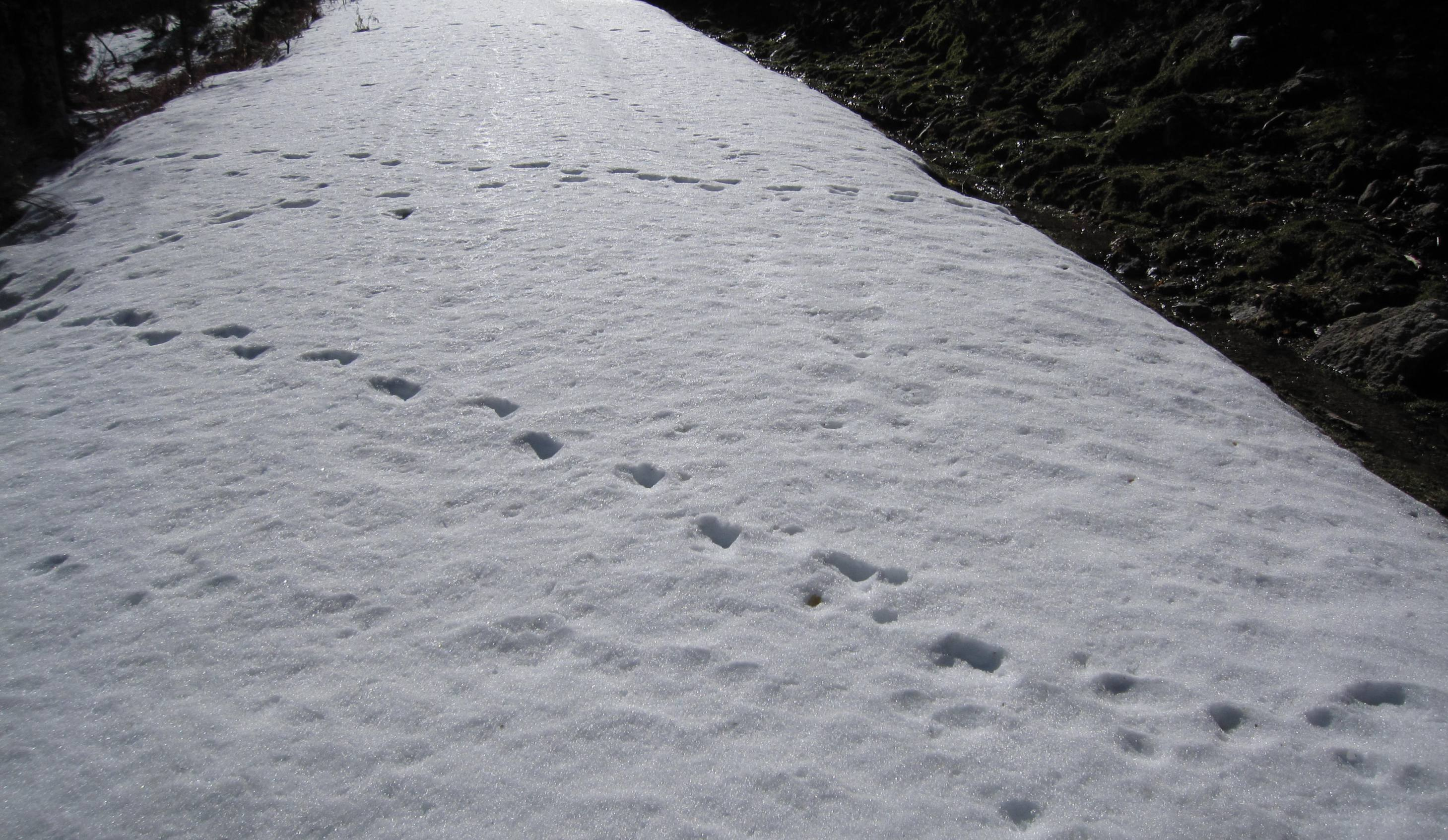
Spesso si può scoprire la presenza di animali per le impronte o i resti.

Le specie animali presenti nella Sierra de Guadarrama rappresentano il 45% della fauna totale della Spagna ed il 18% di quella europea.
In questi ecosistemi vive una grande quantità e varietà di fauna selvatica, e s'incontrano mammiferi come il cervo, il cinghiale, il capriolo, il daino, il tasso, vari mustelidi, il gatto selvatico, la volpe e la lepre; una grande quantità di uccelli acquatici nei laghi come quello di Santillana, e grandi rapaci come l'aquila imperiale o l'avvoltoio monaco, tra le principali. Le specie animali presenti nella catena rappresentano il 45% della fauna totale della Spagna ed il 18% di quella europea.
Bisogna notare l'esistenza di uccelli migratori che abitano temporaneamente la Sierra de Guadarrama. L'assiolo, il falco pecchiaiolo, il gruccione, il nibbio bruno, il nibbio reale, e numerose specie di Anatidae sono alcune di queste specie. All'inizio dell'autunno, le gru che hanno passato l'estate nel nord Europa attraversano i cieli di questa catena durante il viaggio verso le distese dell'Estremadura. Alla fine dell'inverno arrivano dall'Africa le cicogne e rapaci migratori. Alcune delle specie in pericolo d'estinzione che abitano questa catena sono l'aquila imperiale, la cicogna nera, l'avvoltoio monaco.

#### Lista di specie animali
Rettili e anfibicolubro liscio, natrice viperina, Vipera di Lataste, lucertola di Schreiber e ocellata, salamandra e rospo. Nel Parque Natural de Peñalara vi sono dieci specie di anfibi, più di quante ve ne siano in tutta l'Inghilterra o nell'Europa settentrionale.
Mammiferistambecco iberico, capriolo, cinghiale, coniglio, donnola, genetta, lepre, lupo, quercino, scoiattolo, tasso e volpe.
Uccelliaverla meridionale, beccaccia, cincia dal ciuffo, cinciallegra, cinciarella, cuculo, ghiandaia, gracchio, gruccione, martin pescatore, merlo, merlo acquaiolo, pettirosso, picchio rosso maggiore, quaglia, rampichino, regolo, rigogolo, scricciolo, starna e upupa.
Rapaciallocco, aquila minore, aquila reale, avvoltoio monaco, barbagianni, biancone, civetta, gheppio, grifone, gufo comune, gufo reale, nibbio bruno, nibbio reale e poiana.
Acquaticiairone cenerino, folaga, germano reale, quattrocchi, svasso cornuto e svasso maggiore.
Invertebratisi distingue la spettacolare farfalla Graellsia isabellae, scoperta dall'entomologo Mariano de la Paz Graells durante il regno di Isabella II, a cui è dedicato il nome specifico. Fu descritta nel 1849, nel Monte de Pinares Llanos, nel territorio comunale di Peguerinos (Ávila).

### Problemi ambientali

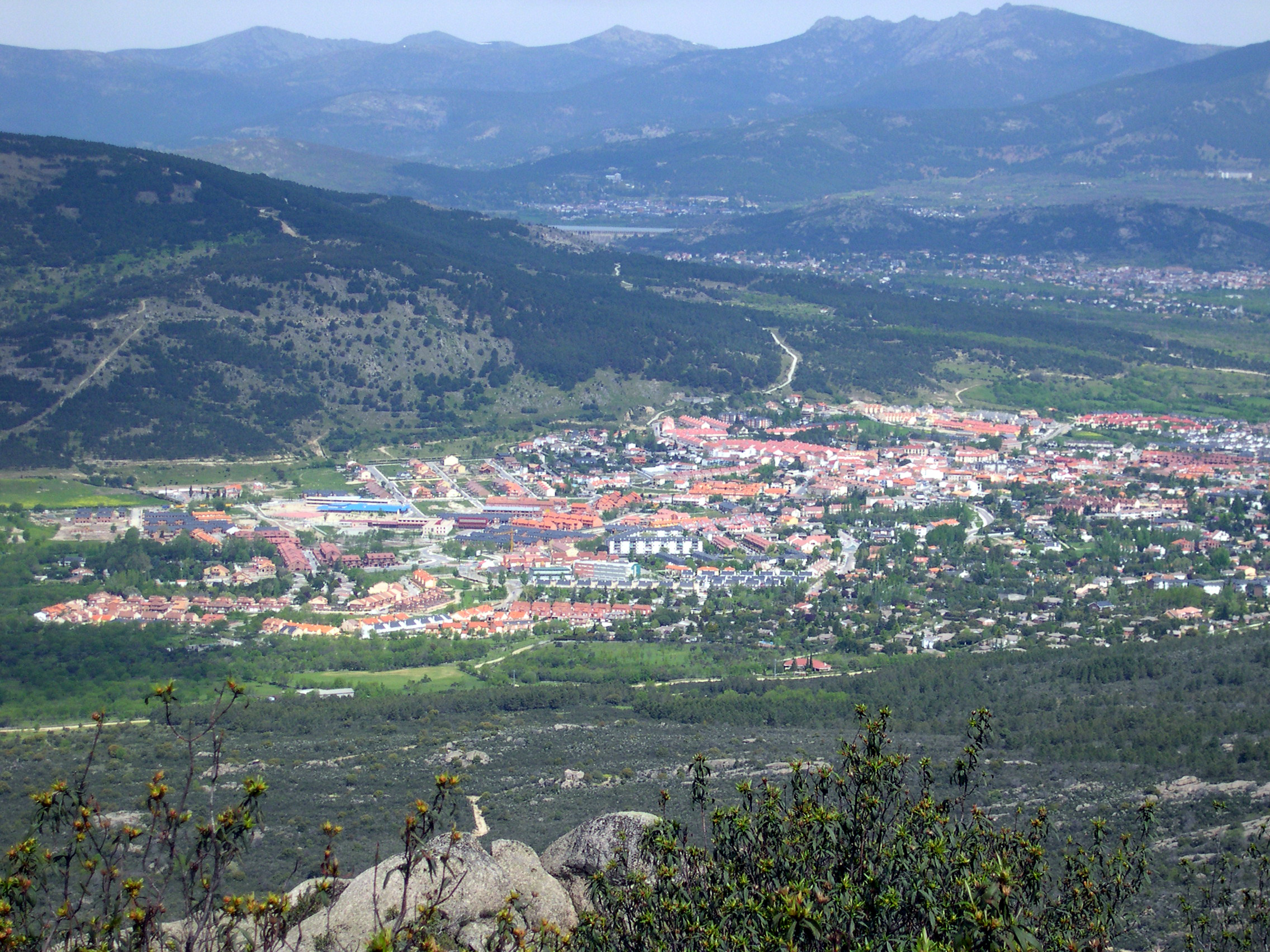
Vista aerea di Moralzarzal, uno dei comuni situati nella catena la cui superficie urbana più è cresciuta negli ultimi anni.

Il clima del centro della Penisola Iberica è il clima mediterraneo continentale caratterizzato, in parte, dalla scarsità di precipitazioni durante l'estate. Per questo i boschi della Sierra de Guadarrama corrono un alto rischio di soffrire incendi forestali che tutte le estati si hanno in Spagna. Nell'agosto del 1999, sul versante est del Monte Abantos un pauroso incendio distrusse un'importante superficie forestale in cui oggi crescono nuovi esemplari di rimboschimento. Questo fu l'ultimo grande incendio sofferto dalla Sierra de Guadarrama fino ad oggi.
Un altro grande problema ambientale a cui è esposta questa catena è la grande crescita urbanistica che si osserva in molti comuni del lato madrileno. Negli ultimi anni vi sono state molte polemiche per casi di speculazione edilizia in cui si costruiscono nuovi quartieri in spazi riqualificati, vale a dire, in spazi che erano anteriormente protetti. La creazione del parco nazionale aiuta a frenare l'avanzata delle città nella Sierra de Guadarrama.
Tuttavia la stazione sciistica di Valcotos fu la prima in Europa ad essere smantellata per rigenerare lo spazio naturale del luogo dove si trovava.

## Clima

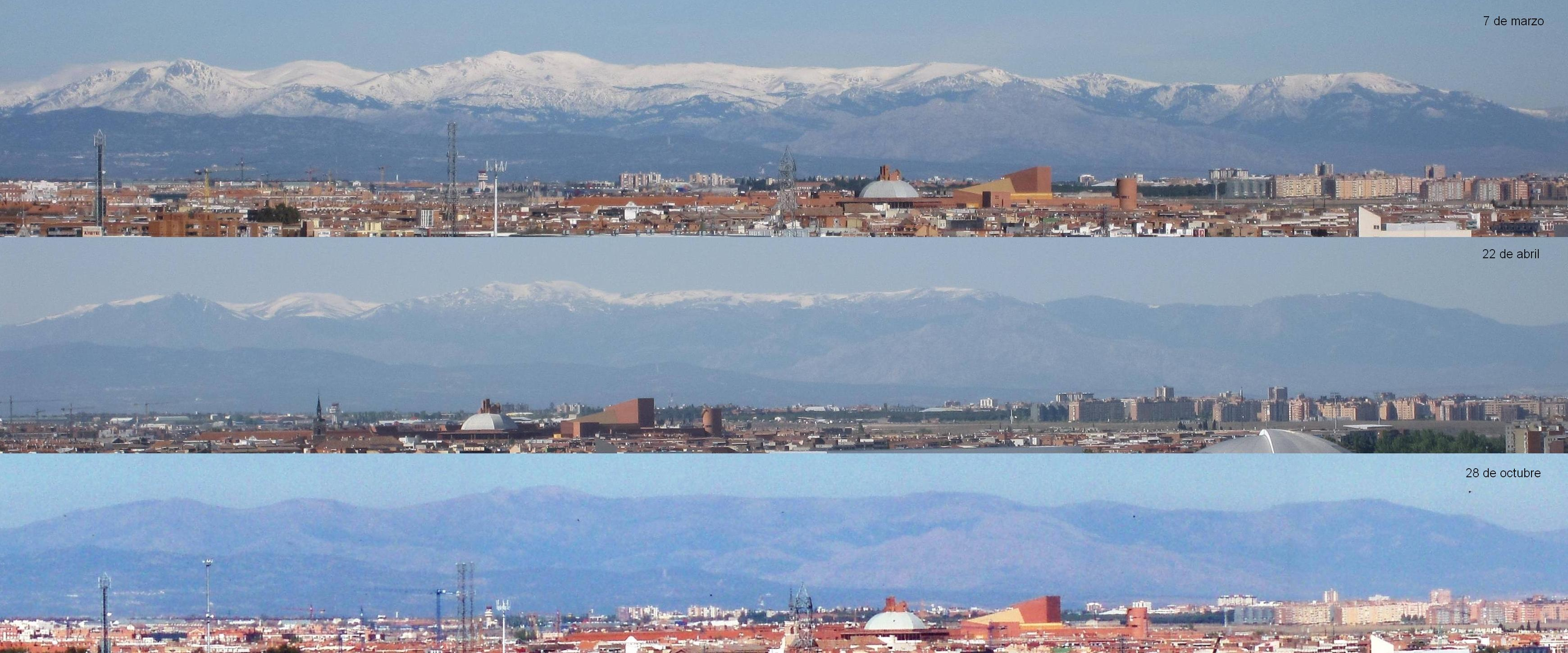
Lato sud della Cuerda Larga vista in inverno (sopra), primavera (centro) e autunno (sotto).

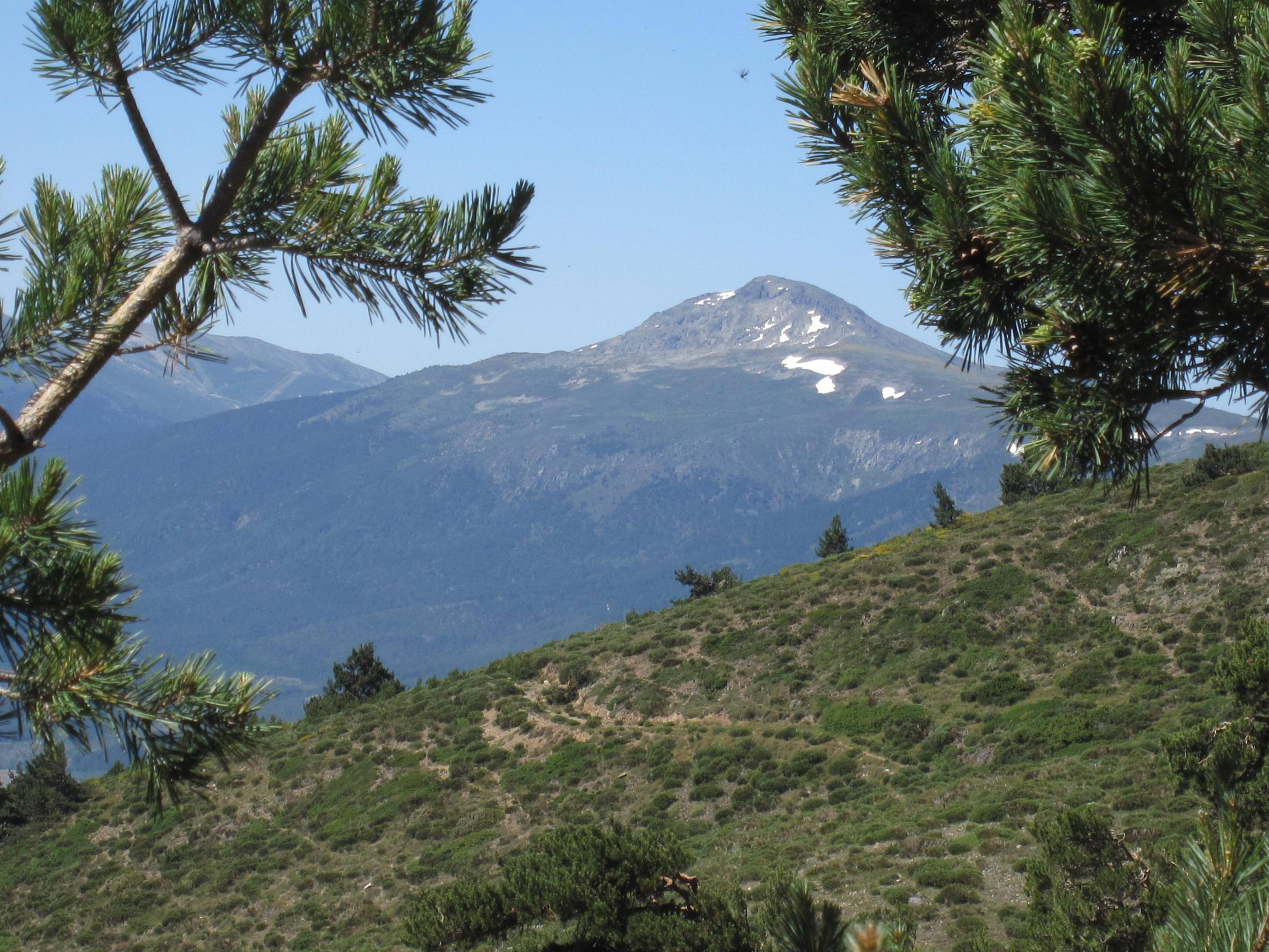
Lato nord del massiccio del Peñalara alla fine di giugno. I nevai di questa catena normalmente resistono oltre i 2.000 metri fini a luglio inoltrato. Il nevaio che resiste più a lungo si trova sul lato nord del Peñalara e in anni con molta neve resiste fino ad agosto inoltrato.

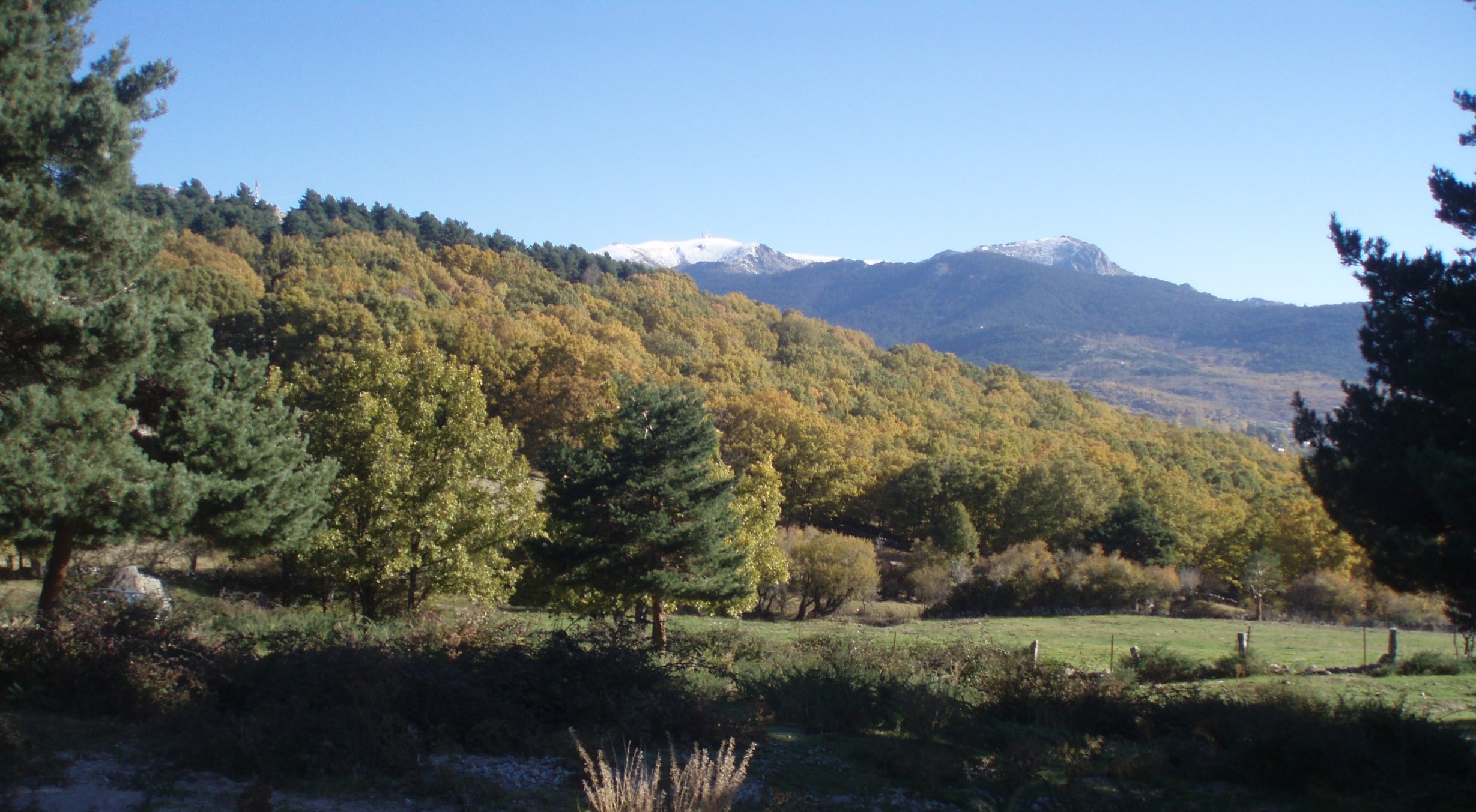
Autunno nella Sierra de Guadarrama, una stagione in cui si combinano cime innevate e boschi di querce a basse altitudini con colori autunnali.

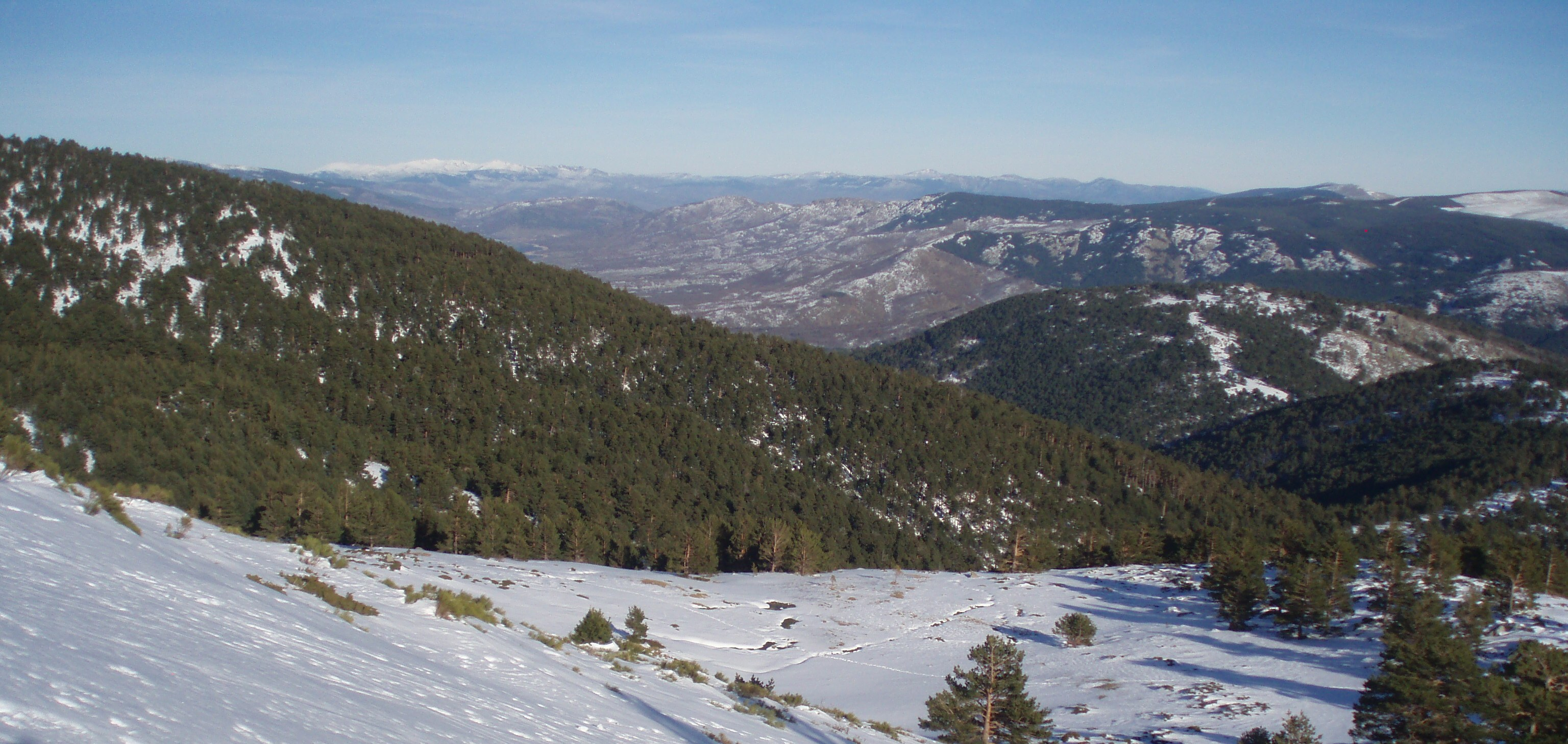
Inverno nella valle del Lozoya. In questa stagione la neve copre gran parte della catena.

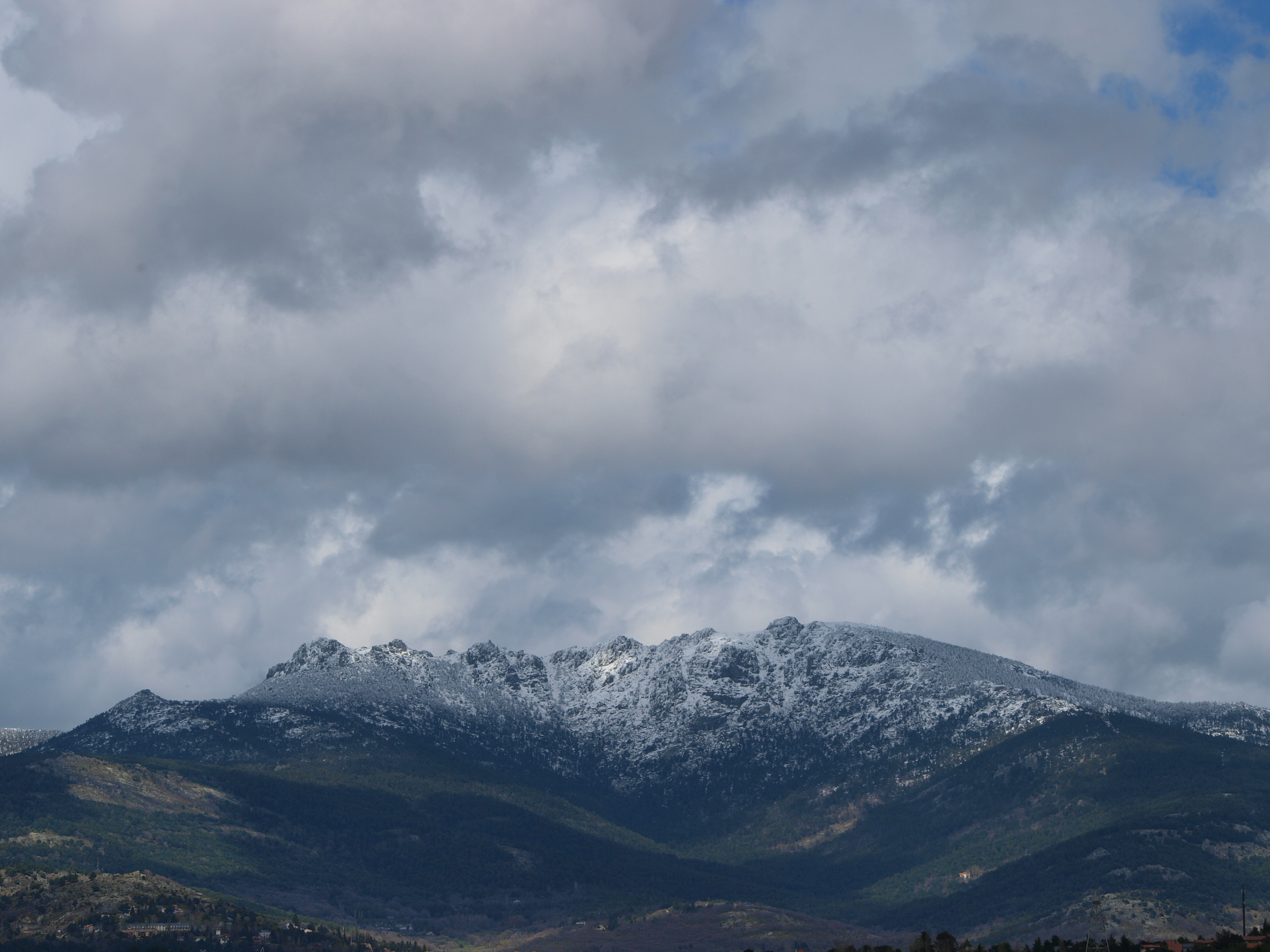
Nevicata primaverile nei Siete Picos. Questa è la stagione in cui la catena riceve più precipitazioni anche se il limite delle nevi sale rispetto all'inverno. In questa immagine scattata in aprile, le precipitazioni furono nevose oltre i 1.700 metri di altitudine.

La Sierra de Guadarrama si trova in una zona caratterizzata da un clima mediterraneo continentale, con temperature che cambiano molto tra estate e inverno e dalle estati molto secche. In ogni caso, come in tutte le zone montuose, il clima di questa catena dipende notevolmente dall'altitudine, per cui bisogna differenziare le distinte zone climatiche.
Tra gli 800 e i 1.400 metri di altitudine, le precipitazioni annuali medie si situano tra 700 e 800 mm, e sono decisamente più scarse d'estate. La temperatura media in questa zona è di 10-11 °C, con massime estive di 28 °C e minime invernali di -6 °C. In questa fascia, le precipitazioni sono tipicamente sotto forma di neve tra i mesi di dicembre e febbraio, anche se vi sono sempre eccezioni, e la neve caduta rimane al suolo per poco più di tre giorni dovuto alle temperature. In questa zona si trovano tutte le città e paesi vicini alla catena e, pertanto, è la più soggetta alla pressione urbanistica.
Tra i 1.400 e i 2.000 metri di altitudine, le precipitazioni annuali medie sono di 900-1.000 mm, più scarse d'estate e più abbondanti salendo di quota. La temperatura media in questa zona è di 8-9 °C, con massime estive di 25 °C e minime invernali di -8 °C. In questa fascia, le precipitazioni solitamente sono in forma nevosa tra i mesi di dicembre e aprile, con eccezioni, e la neve precipitata rimane al suolo in forma permanente durante l'inverno, rimanendo congelada per più tempo sul versante nord.
Al di sopra dei 2.000 metri di altitudine, le precipitazioni annuali medie si situano tra 1.200 e 2.500 mm, più scarse d'estate e più abbondanti salendo di quota. La temperatura media in questa zona è di 6-7 °C, con massime estive di 22 °C e minime invernali di -12 °C. Le precipitazioni sono tipicamente sotto forma nevosa oltre gli 800 m nei mesi invernali, e oltre i 1.600 m in inverno e primavera, anche se queste sono tendenze medie. In questa fascia, le precipitazioni solitamente sono in forma nevosa tra i mesi di novembre e maggio, con eccezioni, e la neve precipitata rimane al suolo in forma permanente durante tutto l'inverno e gran parte della primavera.
In sintesi, il clima della Sierra de Guadarrama è abbastanza umido, soprattutto rispetto alla Meseta Central, e in generale freddo, soprattutto al salire in altitudine. Sulle creste e sui picchi il vento è solitamente molto intenso e le tormente nei dintorni sono più frequenti che nella Meseta. Nonostante che la Sierra de Guadarrama si trovi in una zona con clima secco (450 mm/anno), le precipitazioni annuali superano i 1.200 mm.
| Altitudine        | Temp. in inverno | Temp. in primavera e autunno | Temp. in estate |
| ----------------- | ---------------- | ---------------------------- | --------------- |
| 2.428 m - 2.000 m | -1 °C - -9 °C    | 8 °C - -3 °C                 | 20 °C - 5 °C    |
| 2.000 m - 1.400 m | 3 °C - -3 °C     | 11 °C - 5 °C                 | 23 °C - 7 °C    |
| 1.400 m - 800 m   | 4 °C - -2 °C     | 15 °C - 7 °C                 | 25 °C - 11 °C   |

| Puerto de Navacerrada (1.858 m) | Mesi | Mesi | Mesi | Mesi | Mesi | Mesi | Mesi | Mesi | Mesi | Mesi | Mesi | Mesi | Stagioni | Stagioni | Stagioni | Stagioni | Anno  |
| Puerto de Navacerrada (1.858 m) | Gen  | Feb  | Mar  | Apr  | Mag  | Giu  | Lug  | Ago  | Set  | Ott  | Nov  | Dic  | Inv      | Pri      | Est      | Aut      | Anno  |
| ------------------------------- | ---- | ---- | ---- | ---- | ---- | ---- | ---- | ---- | ---- | ---- | ---- | ---- | -------- | -------- | -------- | -------- | ----- |
| T. max. media (°C)              | 2,0  | 2,5  | 4,7  | 5,7  | 10,2 | 16,3 | 21,2 | 21,2 | 16,6 | 9,8  | 5,4  | 3,2  | 2,6      | 6,9      | 19,6     | 10,6     | 9,9   |
| T. media (°C)                   | −0,6 | −0,2 | 1,5  | 2,5  | 6,5  | 11,9 | 16,2 | 16,3 | 12,4 | 6,7  | 2,8  | 0,7  | 0,0      | 3,5      | 14,8     | 7,3      | 6,4   |
| T. min. media (°C)              | −3,1 | −2,9 | −1,7 | −0,8 | 2,8  | 7,5  | 11,3 | 11,3 | 8,2  | 3,6  | 0,2  | −1,7 | −2,6     | 0,1      | 10,0     | 4,0      | 2,9   |
| Precipitazioni (mm)             | 141  | 116  | 92   | 138  | 142  | 71   | 33   | 24   | 63   | 143  | 186  | 176  | 433      | 372      | 128      | 392      | 1 325 |
| Giorni di pioggia               | 12   | 11   | 10   | 13   | 13   | 8    | 4    | 3    | 7    | 11   | 12   | 13   | 36       | 36       | 15       | 30       | 117   |
| Giorni di neve                  | 13   | 12   | 11   | 13   | 5    | 1    | 0    | 0    | 1    | 3    | 8    | 11   | 36       | 29       | 1        | 12       | 78    |
| Giorni di nebbia                | 6    | 4    | 2    | 4    | 4    | 2    | 1    | 1    | 3    | 4    | 6    | 7    | 17       | 10       | 4        | 13       | 44    |
| Umidità relativa media (%)      | 82   | 83   | 78   | 81   | 76   | 54   | 54   | 65   | 81   | 83   | 83   | 74   | 79,7     | 78,3     | 57,7     | 82,3     | 74,5  |

## Comunicazioni

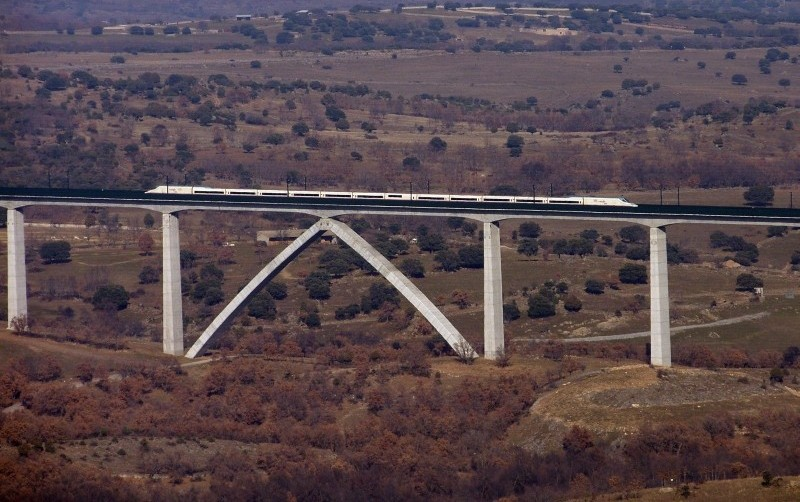
Viadotto Arroyo del Valle, ai piedi del picco di La Najarra.

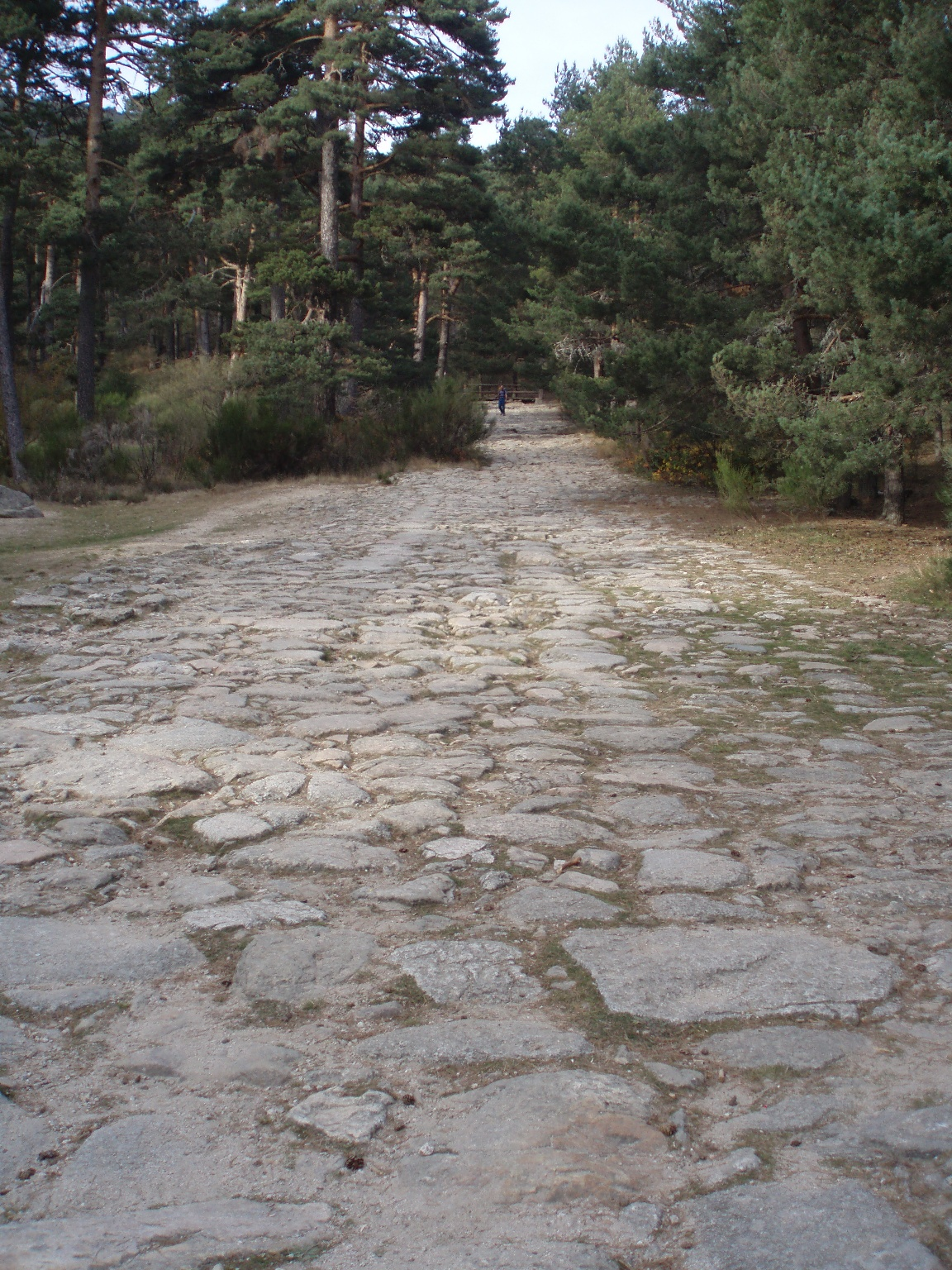
Strada selciata romana de la Fuenfría, nella valle omonima.

Per la sua condizione di frontiera naturale, la Sierra de Guadarrama è attraversata da importanti vie di comunicazione tra il nord e il sud della penisola. Al I secolo d. C. risale la strada selciata romana de la Fuenfría che attraversa il passo omonimo. Parte dalla località di Cercedilla e tuttora si può salire al passo calpestando le sue pietre.
Questa strada porta a Segovia e continua verso il nord. Il puerto de la Fuenfría fu sostituito a metà del XVIII secolo dal puerto de Guadarrama o "del León", utilizzato dalla strada statale VI che unisce Madrid ad La Coruña, anche se esiste un altro valico per mezzo di gallerie per l'autostrada a pedaggio AP-6. Più tardi si costruirono nuovi passi di montagna come il puerto de Navacerrada, valico della strada Madrid-Segovia, ed il puerto de Somosierra, attraversato dalla superstrada A-1 Madrid-Irún. Ci sono anche resti di strade romane tra i comuni di Zarzalejo e Robledo de Chavela.
La Carretera de la República è l'unica strada della catena la cui costruzione non si completò grazie alla pressione di gruppi ecologisti. Si cominciò a costruirla negli anni 1930 ed i lavori terminarono durante la Seconda Repubblica (da cui il nome). Attualmente è una pista forestale non asfaltata con tre punti panoramici che sale per la valle de la Fuenfría fino al passo omonimo.
La catena è attraversata dalle ferrovie di media velocità Madrid-Ávila, Madrid-Segovia e Madrid-Burgos, che collegano Madrid con tutta la metà nord della Spagna. Dal 22 dicembre 2007, il tunnel ferroviario di Guadarrama, lungo 28 km, il più lungo di Spagna, e il viadotto Arroyo del Valle, situati presso Miraflores de la Sierra (Madrid), sono utilizzati dalla linea ferroviaria ad alta velocità Madrid-Segovia-Valladolid. 
Esiste un'altra linea ferroviaria nella catena, che non l'attraversa ma semplicemente la scala ed è ad uso prettamente turistico. È conosciuto come Ferrovia del Guadarrama e sale da Cercedilla, passa per il puerto de Navacerrada e termina al puerto de Cotos. È l'unica linea a scartamento ridotto della RENFE, e per questo un caso speciale degno di nota.

### Accessi alla catena

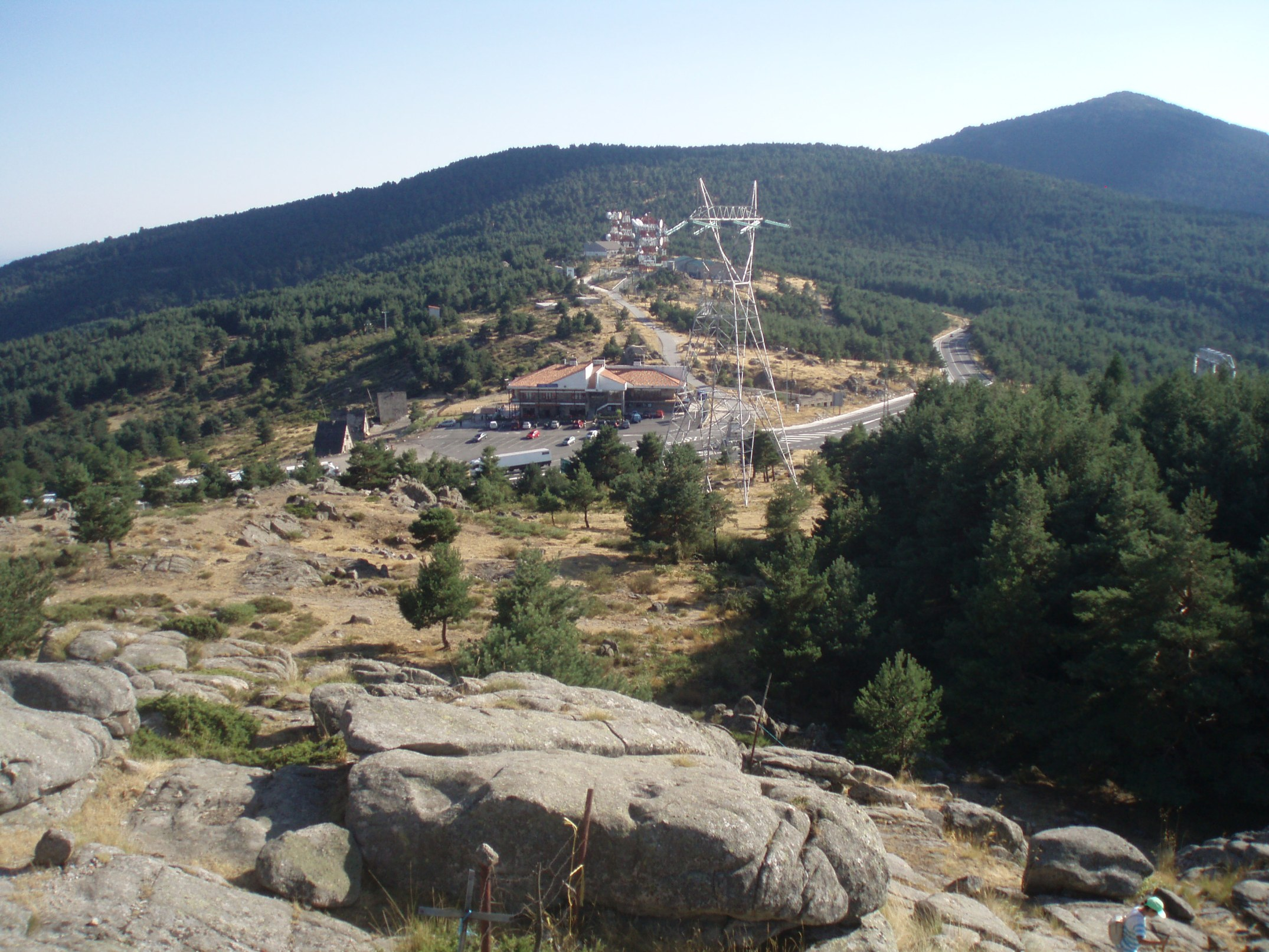
Puerto de Guadarrama (1.511 m), uno dei più transitati e importanti. Attraversare la catena per questo passo è la migliore opzione per chi non vuole pagare il pedaggio della galleria dell'autostrada A-6.

Da MadridMadrid si trova 60 km a sudest della catena, che può essere raggiunta in automobile in circa 50 minuti. Dalla capitale partono tre superstrade che vanno verso la catena. Una di queste è la A-6 o Autovía del Noroeste. Al km 39 si trova l'uscita per Segovia ed il puerto de Navacerrada. Questa nuova strada, chiamata M-601, passa per Navacerrada, attraversa il passo omonimo e scende per la valle de Valsaín. Se si continua lungo la A-6 si arriva nella zona del puerto de Guadarrama e, una volta passato, alla parte bassa della valle del río Moros. Un'altra superstrada è la M-607 o strada di Colmenar Viejo, che porta a detta città. Una volta passata, la strada ha uscite per Manzanares el Real (punto di partenza per raggiungere La Pedriza) e Miraflores de la Sierra (punto di partenza per la zona del puerto de la Morcuera). La terza superstrada che parte da Madrid porta all'estremo nordest della catena, passando per la sierra de la Cabrera. Si tratta dell'Autovía del Norte, la A-1, che attraversa il puerto de Somosierra per mezzo di gallerie.
Da Madrid partono treni che portano alla catena. La linea C8a di Cercanías di Madrid passa per El Escorial (città vicina al Monte Abantos) in direzione Avila. La linea C8b passa per Cercedilla, per la zona del puerto de Guadarrama e si conclude a Segovia. Da Cercedilla parte la Ferrovia del Guadarrama (linea C9 di Cercanías di Madrid) che passa per i passi di Navacerrada e Cotos.
L'autobus di linea è un altro mezzo di trasporto pubblico che si può utilizzare per raggiungere la catena partendo da Madrid. La linea 691 parte dalla stazione di Moncloa (Madrid) e ferma a Collado Villalba, Becerril de la Sierra, Navacerrada, Puerto de Navacerrada, Puerto de Cotos e Valdesquí. La linea 724 parte dalla stazione di Plaza de Castilla (Madrid) e porta a Manzanares el Real, situata ai piedi del La Pedriza. Sempre da Plaza de Castilla partono la linea 725, che porta a Miraflores de la Sierra, ai piedi della Sierra de la Morcuera, e la linea 194, che porta a Buitrago del Lozoya, nel nord della catena.
Da Segoviala città si trova 13 km a nordovest della catena, che si può raggiungere in venti minuti. La strada autonomica CL-601 parte da Segovia in direzione La Granja de San Ildefonso e successivamente, passando per la valle de Valsaín, arriva al puerto de Navacerrada. L'autostrada a pedaggio A-61 parte dalla città e porta alla parte bassa della valle del río Moros, cioè alla zona di El Espinar. La strada nazionale N-110, che passa per Segovia, passa ai piedi di tutta la catena e ad essa parallela per il versante nordovest, il che la converte in una strada di accesso a qualsiasi punto del versante castigliano-leonese della catena partendo dalla città di Segovia.
Da Segovia parte un treno regionale diretto a Madrid che passa per la zona del puerto de Guadarrama e per Cercedilla, località madrilena dove questa linea si unisce alla rete di Cercanías di Madrid. Ci sono autobus di linea che partono da Segovia e diretti a El Espinar, La Granja e Valsaín, paesi situati ai piedi della catena.

## Storia

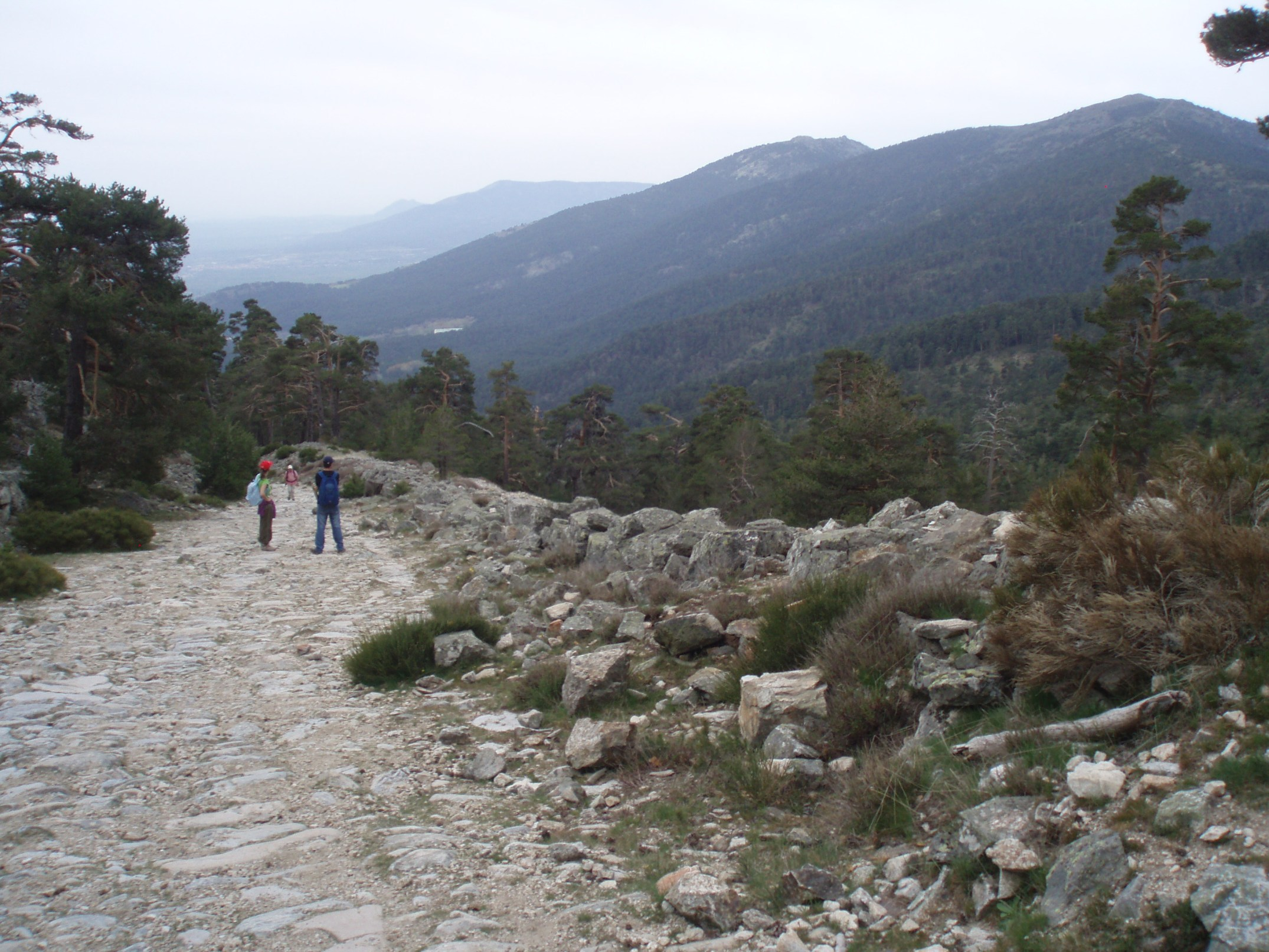
Strada selciata romana de la Fuenfría, costruita nel I secolo, sullo sfondo la valle de la Fuenfría.

### Preistoria
La storia umana della Sierra de Guadarrama inizia nell'Età del Bronzo, in date che oscillano tra il 1400 ed il 1200 a.C. L'enclave dell'insieme ceramico di "Los Aljibes" situato nel La Pedriza indica l'interesse dell'essere umano per queste montagne. L'enclave, in cui si sono scoperte pitture rupestri, frammenti di stampi, pezzi di falce, punte di freccia e ritrovamenti metallurgici vicini sembra essere un rifugio-santuario, dato che sfrutta una cavità formata da due blocchi di granito, con aspetto di dolmen, che crea uno spazio rettangolare interno capace di ospitare varie persone.

### Medioevo

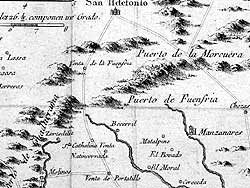
Mappa del 1760 della Sierra de Guadarrama.

La condizione di barriera naturale della catena ha fatto sì che queste montagne siano state scenario di importanti combattimenti in molti dei conflitti armati che ha sofferto la Spagna. Di fatto, costituì la frontiera tra i regni cristiani a nord e musulmani al sud ai tempi della Reconquista, più esattamente tra l'VIII secolo ed il 1085. In ricordo di quell'epoca possiamo oggi godere di splendidi esempi di città medievali murate su entrambi i lati della catena, come Buitrago del Lozoya sul versante madrileño o Pedraza su quello segoviano, di castelli come quello di Manzanares el Real e di torri difensive arabe come l'Atalaya de Torrelodones.
Dalla fondazione romana, alla città di Segovia fu sempre associata la parte centrale di questa catena, dato che le appartenevano tutti i boschi ed i pascoli su entrambi i versanti. Tuttavia, dalla creazione della provincia di Madrid, date le necessità della Corte una volta installatasi nella città di Madrid nel XVI secolo, si ripartirono i versanti tra le due province. Da allora la linea principale delle cime segnò il limite tra la Castiglia del nord e del sud.

### Età Contemporanea
Durante la Guerra d'Indipendenza contro l'invasione francese, si combatté nel 1808 la battaglia di Somosierra sul passo omonimo, dove le truppe spagnole furono sconfitte dai lanceri polacchi al servizio di Napoleone; a memoria del fatto si eresse un monumento presso il passo. Allo stesso modo, durante la Guerra Civile Spagnola (XX secolo) la Sierra de Guadarrama fu un importante fronte che si mantenne per quasi tutto il conflitto, come mostrano le trincee e le casematte che ancora rimangono lungo la linea spartiacque.

### Guadarramismo
Grazie alle influenze del Centro Europa, a metà del XIX secolo queste montagne furono il primo sito in Spagna dove si realizzarono attività di conoscimento dell'ambiente naturale e di valorizzazione delle risorse naturali, non solo da un punto di vista economico e scientifico ma anche come risorsa educativa e di diffusione specialmente per gli abitanti della città. Sotto questo aspetto emerge il lavoro dell'Institución Libre de Enseñanza, che all'inizio del XX secolo promosse un'assimilazione dei valori culturali dell'ambiente fisico madrileno, ispirando società, gruppi e riviste che promozionarono in particolare la Sierra, al punto che già negli anni 1920 si discuteva l'opportunità di dichiararla Parque Nacional de Guadarrama, progetto che ha trovato nuovo impeto negli anni 2000. Naturalisti come Francisco Giner de los Ríos, Manuel Bartolomé Cossío e Constancio Bernaldo de Quirós, tra gli altri, furono fondamentali nella scoperta a livello scientifico e sportivo di queste montagne in quell'epoca. Il termine "guadarramismo" apparve in quegli anni, in cui la Sierra de Guadarrama smise di essere una catena sconosciuta al di fuori del mondo del settore primario.

### I primi spazi protetti
Nel 1985 fu creato il Parco regionale dell'alto bacino del Manzanarre, che protegge una vasta superficie della catena che va dai Siete Picos fino al La Pedriza. Nel 1990 fu creato il Parque Natural de Peñalara, di dimensioni decisamente minori rispetto al primo però con un livello di protezione più elevato. Nonostante la creazione di questi spazi naturali, negli ultimi decenni del XX secolo numerose associazioni di cittadini ed ecologisti hanno iniziato a manifestare contro la pressione urbanistica a cui è sottoposta la catena, specialmente sul versante madrileño. All'inizio degli anni 2000 iniziarono le pratiche per la creazione del Parque Nacional de la Sierra de Guadarrama, una nuova zona protetta che coprirà le zone alte della parte centrale della catena e La Pedriza. Secondo l'accordo sottoscritto dai governi della Comunità di Madrid e della Castiglia e León nel novembre del 2009, quasi 20.000 ettari del parco apparterranno alla prima comunità autonoma e 12.500 alla seconda.

## Cultura

### Pittura

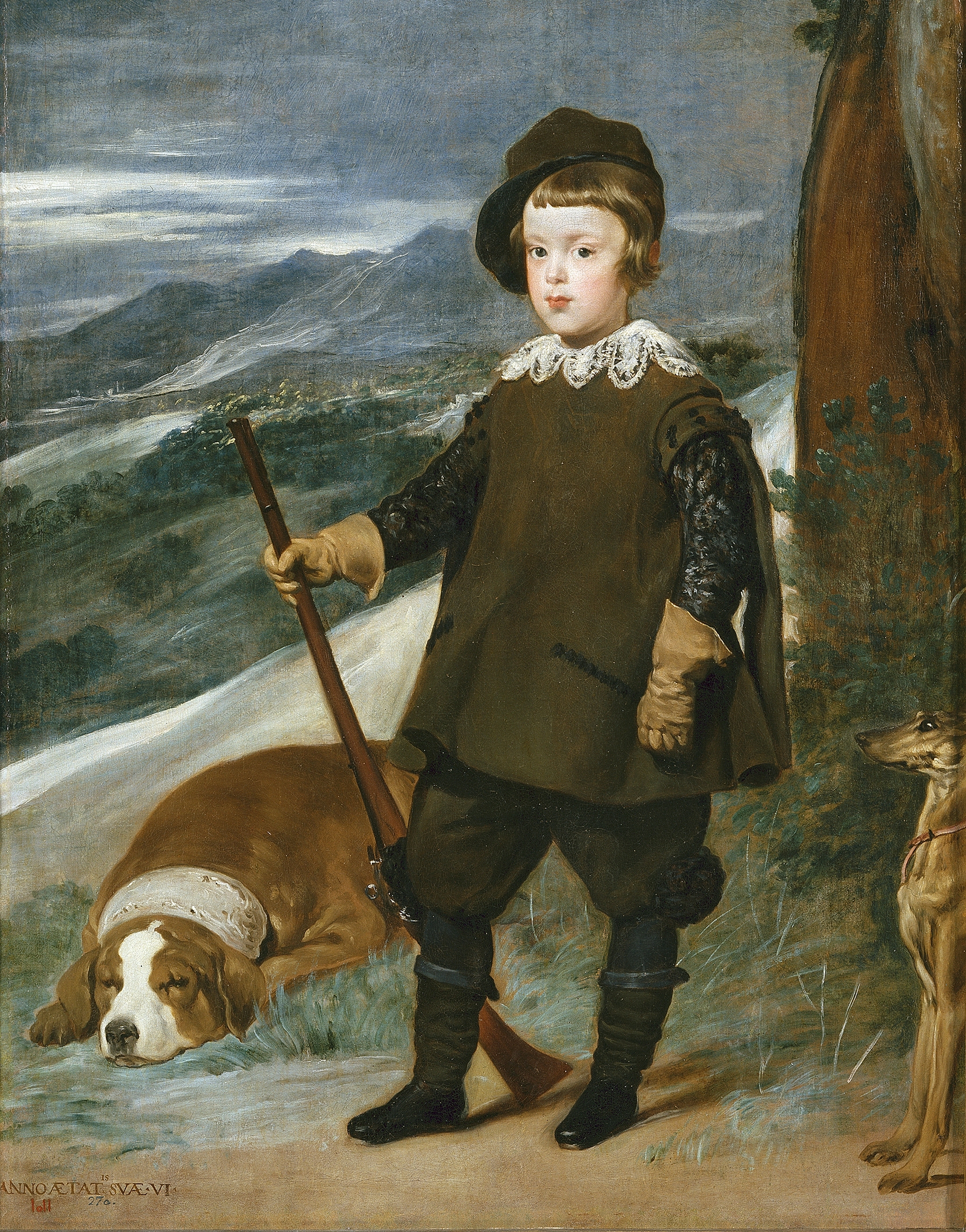
Il principe Baltasar Carlos a caccia, quadro di Diego Velázquez dove sullo sfondo è ritratta la Sierra de Guadarrama.

I famosi cieli di Velázquez che fanno da sfondo ai ritratti di Filippo IV, il conte duca di Olivares o Il principe Baltasar Carlos a caccia, sono situati sopra le cime della Sierra de Guadarrama. Bisogna aspettare il paesaggismo del XIX secolo (Carlos de Haes) perché il tema della Sierra sia per sé stesso il centro di interesse.

### Letteratura
Dal Medioevo, compaiono riferimenti letterari alla catena. Queste montagne erano un passaggio obbligato per i viaggiatori, così come gli incontri con le famose serranas, pastorelle rustiche di cui alcuni scrittori, come Juan Ruiz, Arciprete di Hita, riferiscono in maniera cruda, mentre altri scrittori in termini bucolici e italianizzanti, come Íñigo López de Mendoza, Marchese di Santillana, della famiglia Mendoza precedentemente citata. Poeti del XX secolo come Luis Rosales si ispirarono alle montagne per le loro composizioni.
Sulla Carretera de la República si sono costruiti punti panoramici con i nomi di Luis Rosales e Vicente Aleixandre come omaggio a questi scrittori che parlarono della catena nelle loro opere. Vicino a questa strada c'è un orologio solare in omaggio a Camilo José Cela. Tra il puerto de Guadarrama e La Peñota si trova la Peña del Arcipreste de Hita, una parete granitica dichiarata Monumento Naturale di Interesse Nazionale dove è stato scolpito nella roccia un testo in ricordo dello scrittore.
Tra gli scrittori nati nella Sierra de Guadarrama, vale la pena evidenziare il poeta Luis Felipe Vivanco (San Lorenzo de El Escorial, 1907-Madrid, 1975) e il drammaturgo Jacinto Benavente (Galapagar, 1866-1954), che ricevette il Premio Nobel per la Letteratura nel 1922.

### Architettura popolare

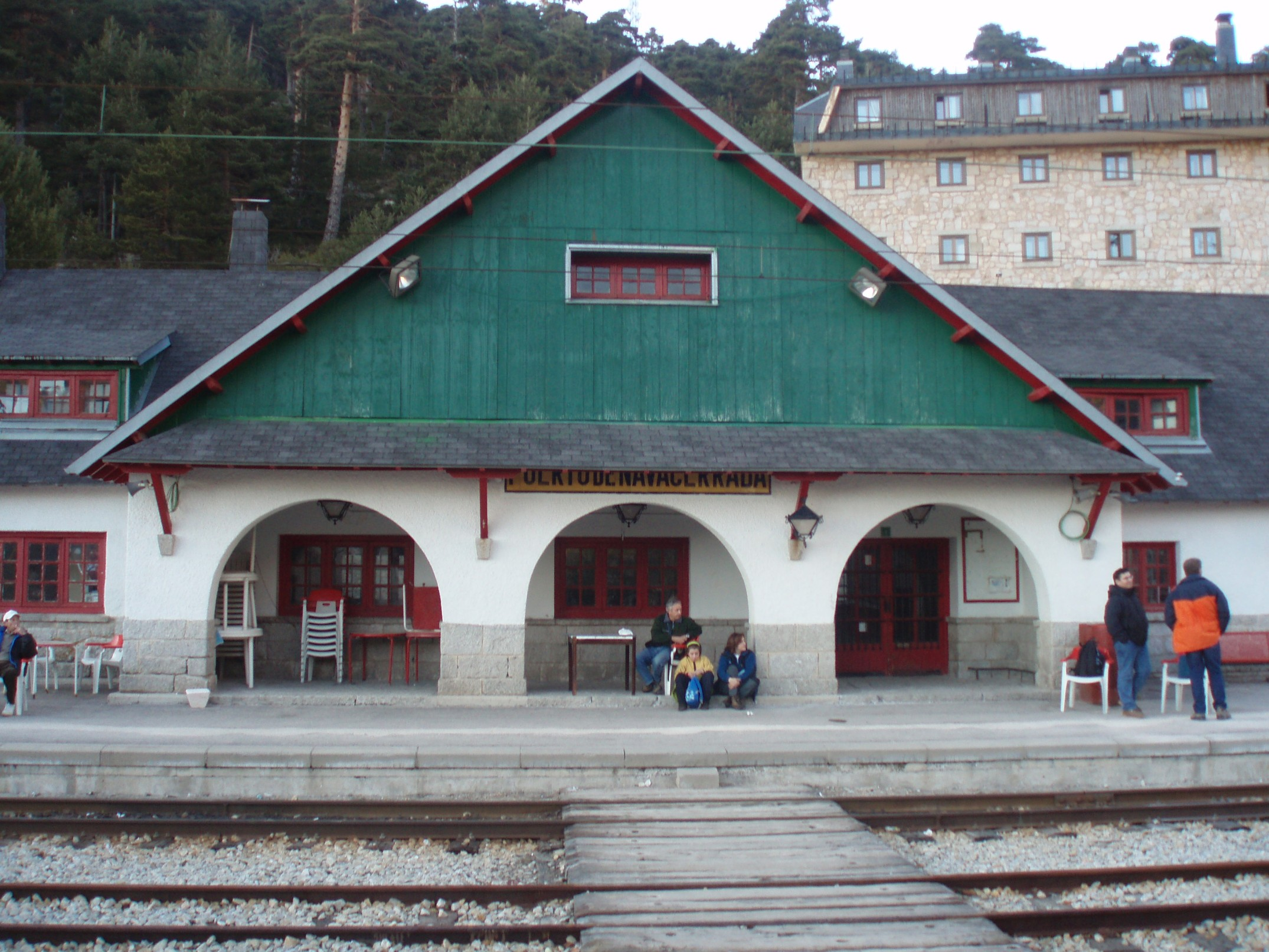
Stazione di Puerto de Navacerrada, con rivestimento in ardesia, facciata in legno, intonaco bianco, e basamento in granito.

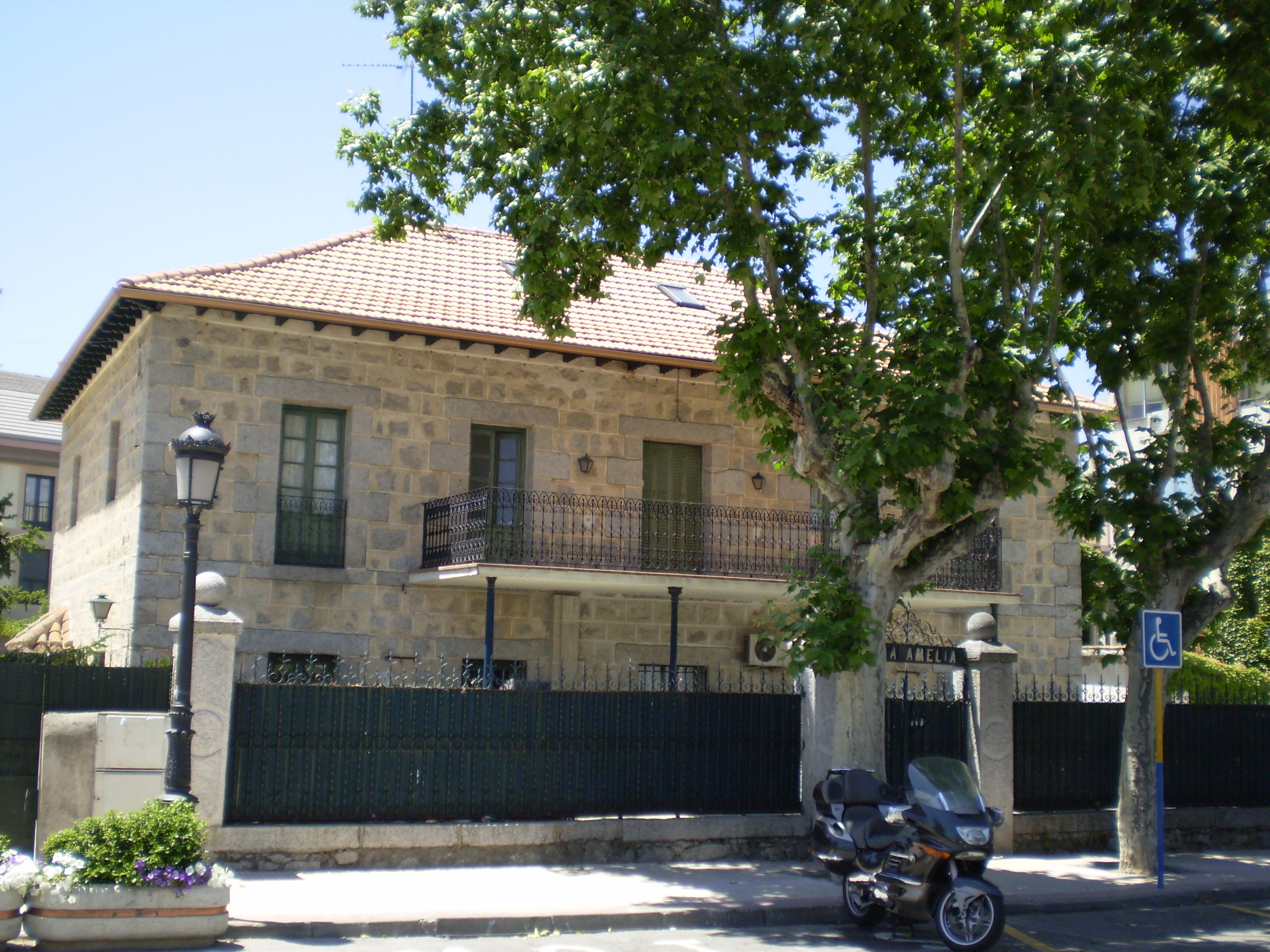
Villa Amelia, casa costruita nella prima metà del XX secolo a Torrelodones (Madrid). Il paese conserva tuttora costruzioni tipiche di montagna.

L'architettura popolare che si è sviluppata nella Sierra de Guadarrama ha come principale caratteristica l'uso del granito nelle facciate. Questo tipo di roccia, nella sua varietà gneiss, è molto abbondante nella zona e il suo sfruttamento è stato molto intenso per secoli. È anche frequente trovare facciate bianche in mattoni nascosti da zoccoli di pietra. L'uso di tetti inclinati con tegole arabe di ceramica e spioventi di legno è anch'esso molto comune, così come la presenza di balconi nelle case grandi. La struttura portante è in legno e nel nord del versante madrileño della catena vi sono esempi di costruzioni in ardesia, un materiale usato tanto nei tetti come nelle facciate. Questo è dovuto all'abbondanza di ardesia nella vicina Sierra de Ayllón. Altre caratteristiche dell'architettura popolare della catena sono l'uso di piccole aperture per fronteggiare il freddo, l'utilizzo di uno o due piani e la condivisione dello spazio tra l'abitazione e le dipendenze destinate al bestiame. I muretti di pietra che delimitano pascoli e orti caratterizzano il paesaggio che circonda i paesi.
Molte stazioni ferroviarie dei comuni di montagna, come quelle di Alpedrete e Cercedilla, conservano questa architettura, così come numerose case unifamiliari dell'inizio del XX secolo. Vi sono paesi con centro storico ben conservato che mostrano questa architettura di montagna in modo eccezionale. Alcuni di questi paesi sono Peguerinos (Ávila), Buitrago del Lozoya (Madrid) e Pedraza (Segovia).

### Costruzioni ed edifici di interesse

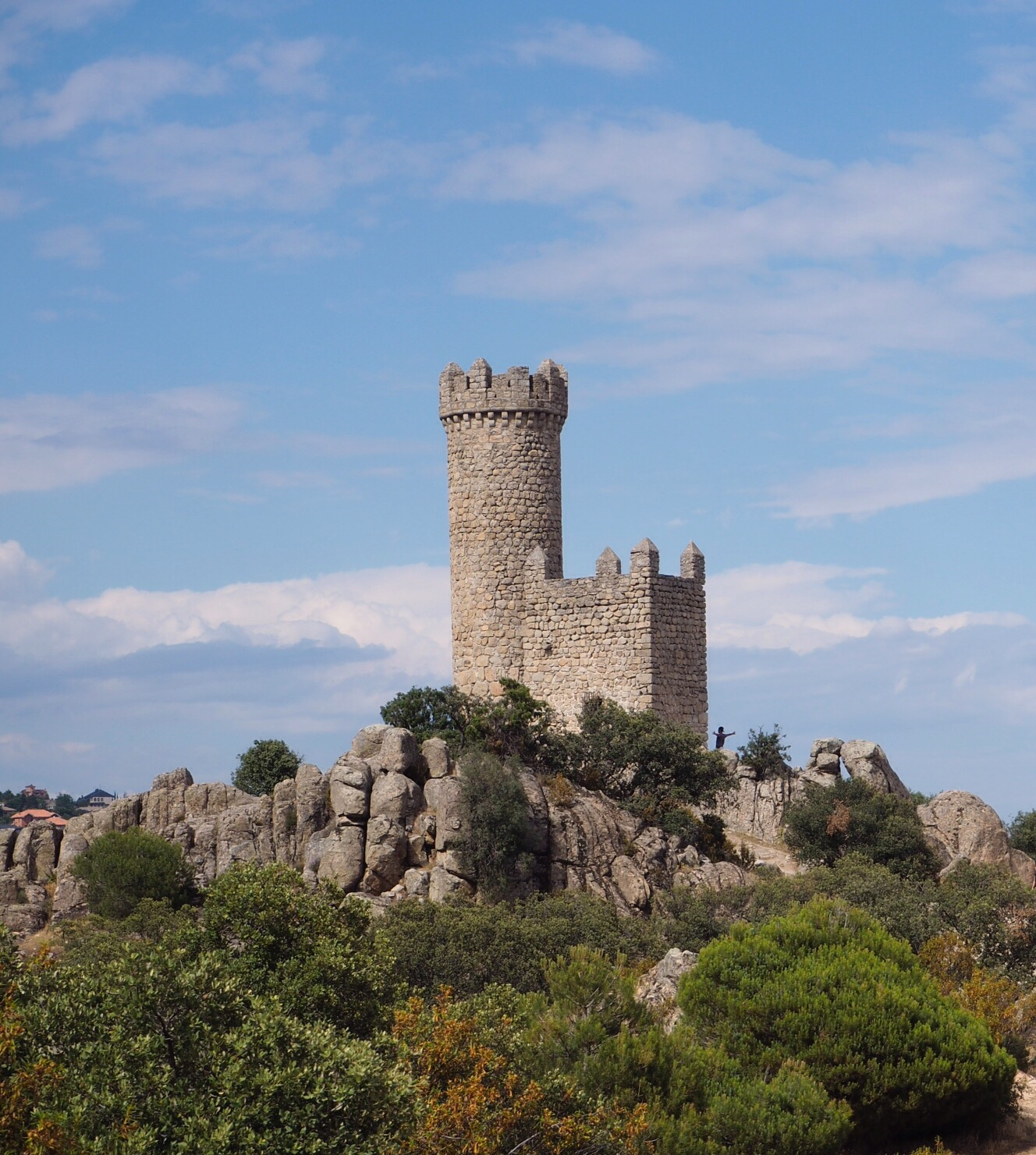
Atalaya de Torrelodones, eretta durante il periodo omayyade di Al-Andalus, tra il IX e l'XI secolo.

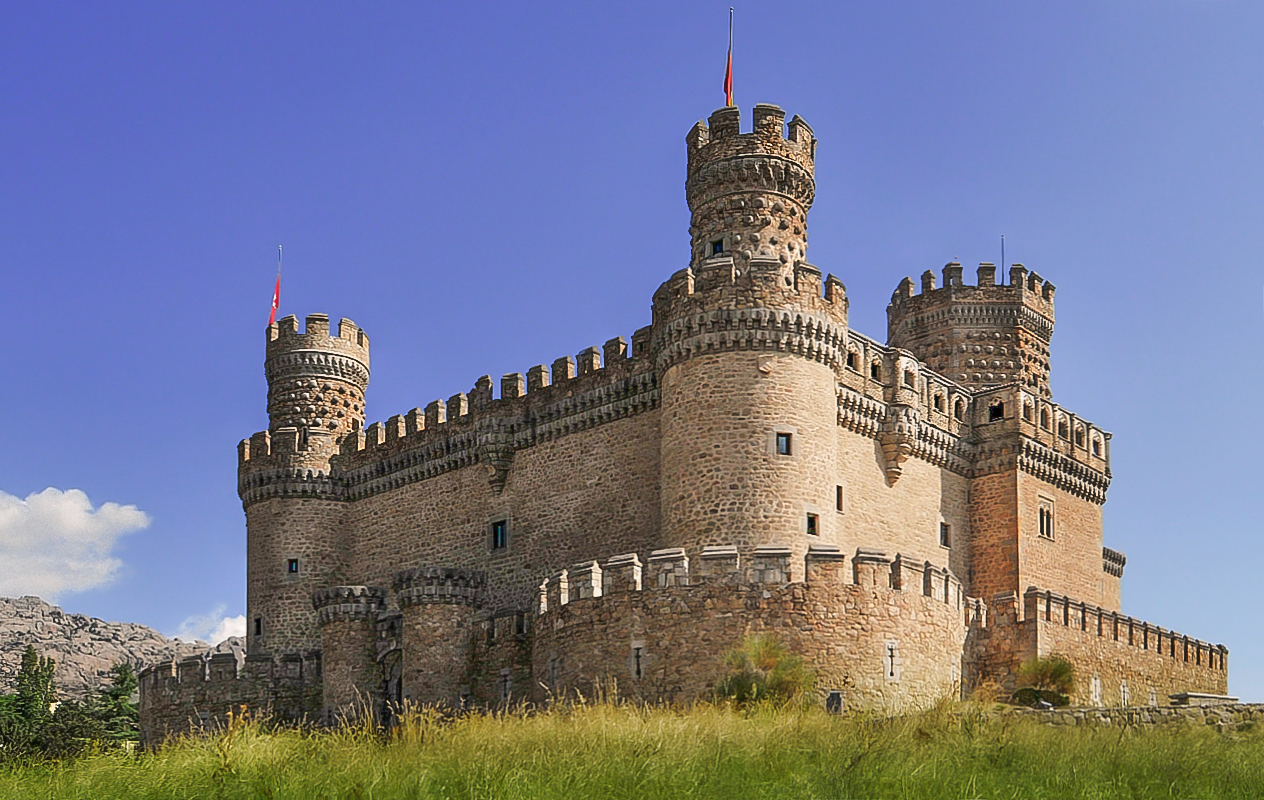
Castello di Manzanares el Real, ai piedi del La Pedriza.

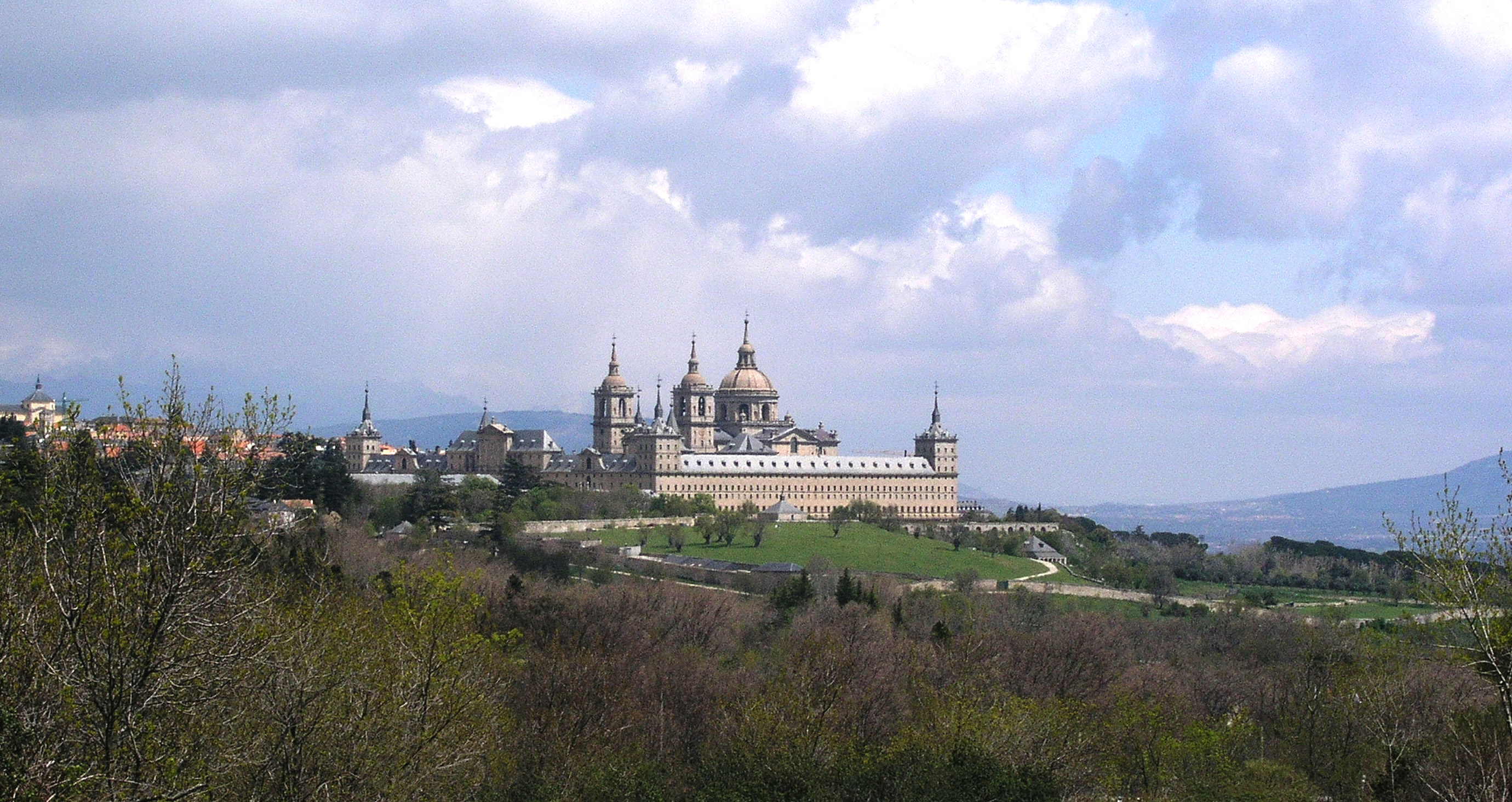
Monastero dell'Escorial, sul versante sudest del monte Abantos.

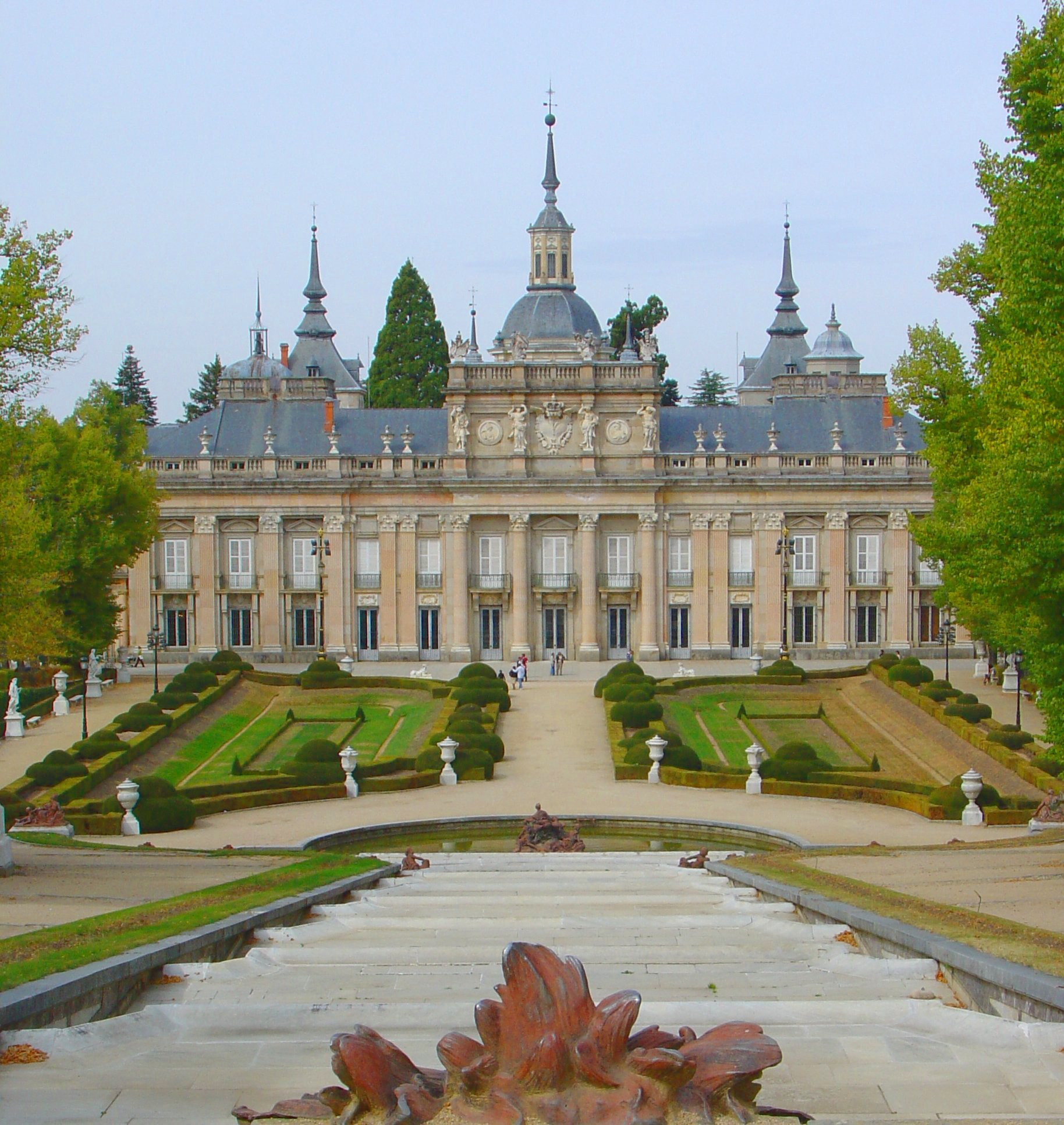
Facciata est del Palazzo Reale di La Granja de San Ildefonso, ai piedi della valle de Valsaín.

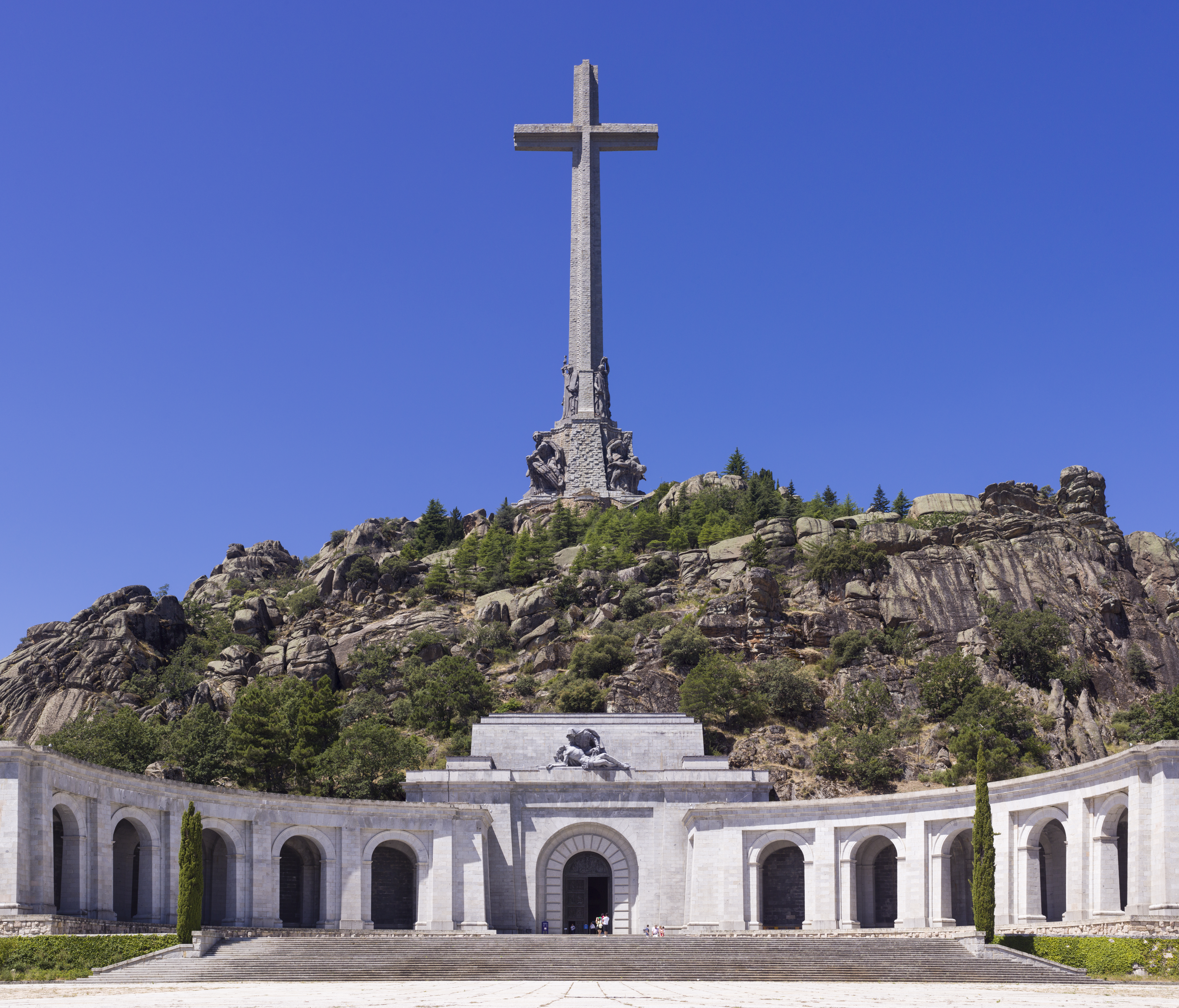
Croce e basilica della Valle de los Caídos.

Il paesaggio che offre la catena, il clima mite in estate e, soprattutto, i 60 km che la separano da Madrid sono i motivi per cui i re ed i potenti decisero di costruire edifici e strutture rilevanti per secoli. La condizione di barriera naturale fece sì che la catena fosse un sito propizio per costruire castelli e fortezze difensive, come testimoniano le torri di guardia di origine araba e cristiana che si possono osservare intorno a queste montagne. Allo stesso modo fece da barriera per l'architettura e l'arte romanica. Questo stile si sviluppò solo sul lato nord della catena perché il versante sud fu abitato dagli arabi fino al XII secolo. Si possono osservare molte chiese romaniche in provincia di Segovia, ai piedi delle montagne. Il paesaggio che offre la catena fu sfruttato dai monaci certosini nella costruzione del monastero di El Paular.
Gli edifici e le strutture più importanti vengono qui descritti in ordine cronologico:
Puente Mocha
Situato nel sud della catena, vicino al comune madrileño di Valdemaqueda, questo ponte con blocchi di granito con quattro archi e 40 metri di lunghezza attraversa il fiume Cofio. Non vi è consenso sulla datazione della costruzione. Alcune teorie indicano che l'origine è romana mentre altre assicurano che fu costruito durante l'Alto Medioevo.
Monastero di Santa Maria di El Paular
Nel territorio del comune di Rascafría, al centro della valle del Lozoya, si trova il Monastero di Santa Maria di El Paular, un edificio religioso che risale alla fine del XIV secolo. La costruzione fu ordinata dal re Enrico III di Castiglia e nel 1876 fu dichiarato Monumento Nazionale. Dell'edificio si notano in particolare i chiostri, l'atrio della chiesa ed i retabli. Il bel monastero è circondato da montagne, che aumentano il suo splendore.
Castello di Pedraza
Nel paese segoviano di Pedraza si erge l'impetuoso castello dei Velasco, una fortezza medievale che si eleva su una collina proteggendo l'abitato. Risale al XIV-XVI secolo, e dopo un restauro effettuato alla fine del XX secolo, mantiene un buono stato di conservazione. Oltre al castello, richiamano l'attenzione le mura medievali che proteggono il paese di Pedraza, che conserva un'atmosfera medievale. In questo castello visse e lavorò il pittore Ignacio Zuloaga.
Castello nuovo di Manzanares el Real
Nel comune di Manzanares el Real, ai piedi del La Pedriza, si erge il castello nuovo di Manzanares, una fortezza medievale composta da varie torri cilindriche. Risale al XV secolo e passò nelle mani di differenti proprietari per vari secoli. Fu dichiarato Monumento Histórico-Artístico nel 1931, negli anni 1970 fu restaurato ed oggi presenta un aspetto formidabile.
Monastero dell'Escorial
Dichiarato patrimonio dell'umanità, è un enorme monastero situato nella località di San Lorenzo de El Escorial, sul lato sud del monte Abantos. Questo edificio, di stile Herreriano, risale alla seconda metà del XVI secolo, la costruzione fu ordinata dal re Filippo II e gli architetti principali furono Juan Bautista de Toledo e Juan de Herrera. Nel mausoleo di questo edificio vi sono i sepolcri di tutti i re di Spagna fino ad oggi.
Palazzo Reale di La Granja de San Ildefonso
Nel comune segoviano di San Ildefonso de la Granja si trova il Palazzo della Granja de San Ildefonso, una residenza reale usata in estate. Questo palazzo, di stile barocco, fu costruito per ordine del re Filippo V nel 1724 e fu disegnato dagli architetti Filippo Juvara e Giovanni Battista Sacchetti. Del palazzo sono degni di particolare attenzione la cappella e, soprattutto, gli enormi giardini in stile francese. In questi ultimi si trovano una serie di fontane le cui sculture di esseri mitologici hanno un grande valore artistico.
Palazzo Reale di Riofrío
Nel comune segoviano di La Losa, in un bosco di lecci di 625 ettari si situa questo palazzo barocco in stile italiano. La costruzione fu ordinata nel 1751 da parte della regina Elisabetta Farnese e veniva usato dai monarchi quando andavano a caccia in questa zona boscosa ai piedi del La Mujer Muerta. Il palazzo, con tre piani organizzato intorno ad un patio centrale, fu disegnato dall'architetto italiano Virgilio Rabaglio.
Valle de los Caídos
Nella valle de Cuelgamuros, circondata da fitte pinete si trova la Valle de los Caídos, un monumento la cui costruzione fu ordinata dal generale Francisco Franco nella seconda metà del XX secolo. Questo complesso è formato da una basilica in cui è sepolto Franco e proprio sopra di essa si alza una croce in granito di 150 metri di altezza, visibile da più di 50 km di distanza, la più grande mai costruita in pietra. Una funicolare porta alla base della croce e vicino alla basilica c'è un ristorante.

### Folclore
Nei paesi della catena si conservano ancora una serie di tradizioni e festeggiamenti che hanno una lunga storia. L'inverno è la stagione con meno feste per motivi climatici. Tuttavia, in vari paesi si celebrano ancora in queste date le corridas de cintas, che costituiscono una testimonianza degli antichi combattimenti tra galli. Il ciclo di primavera inizia con la celebrazione della Settimana Santa, che in tutti i paesi assume un marcato carattere redentore. Successivamente si celebrano molti pellegrinaggi in onore alla primavera ed all'estate. Il raccolto è il motivo per cui si celebrano le feste patronali. Varie cerimonie religiose e profane si combinano per dare diversità al folclore della montagna.
Con l'arrivo dei nuovi modi di vita, alcune feste sono andate perdendosi. Per evitarlo, vi sono numerose associazioni culturali e confraternite che mantengono vive queste tradizioni. I vaccari di entrambi i lati della catena si riunivano per chiacchierare e dividere le scarse provviste in alta montagna, tradizione che si mantiene come pellegrinaggio al puerto de Malagosto, luogo in cui, da più di cinquanta anni, ogni prima domenica d'agosto si riuniscono i paesani di entrambi i versanti dei Monti Carpetani.

#### Leggende

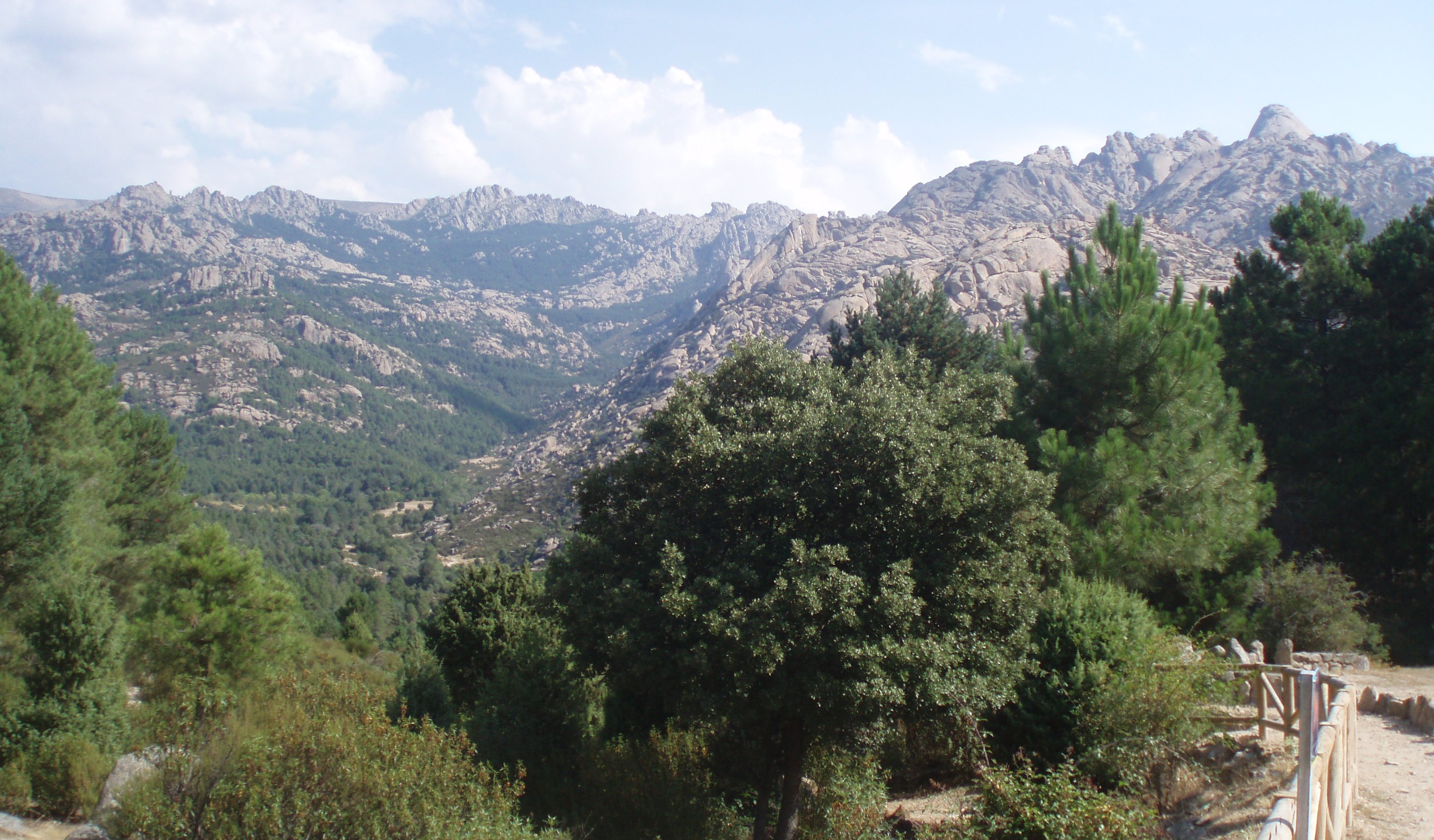
Vista generale del La Pedriza.

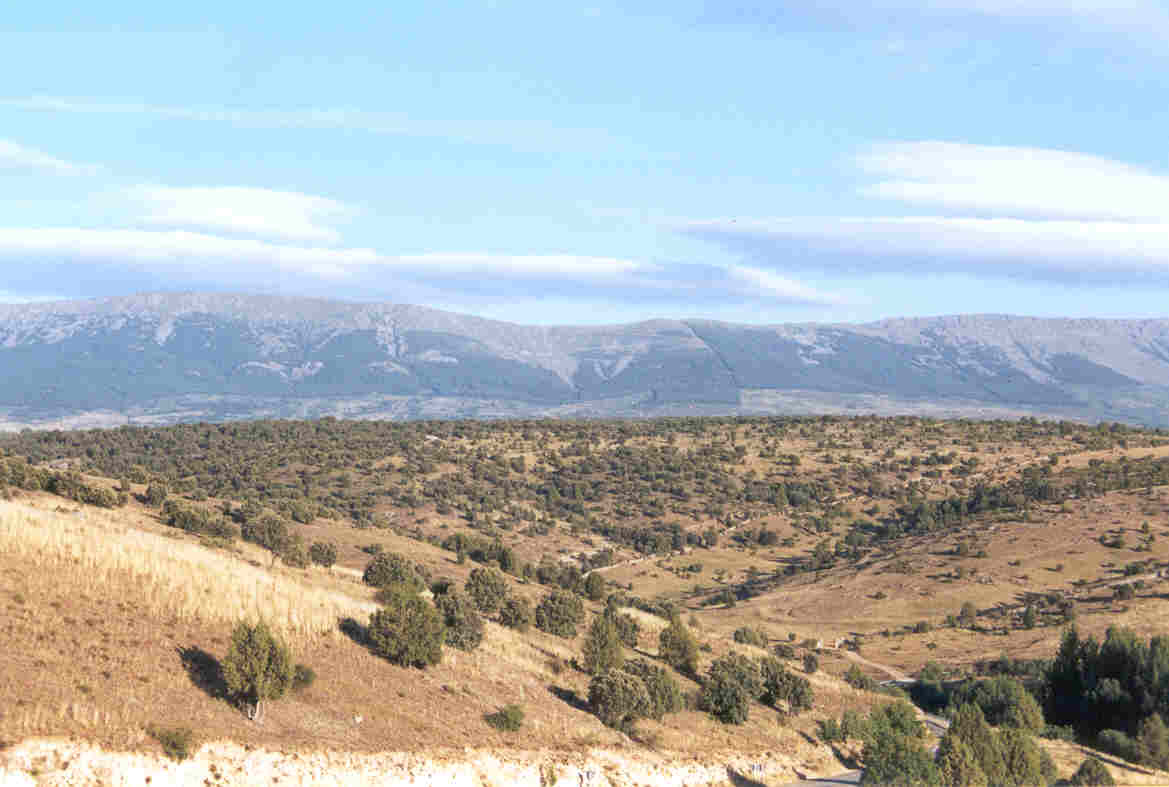
Versante nordovest della zona più settentrionale della Sierra de Guadarrama, presso il puerto de Somosierra.

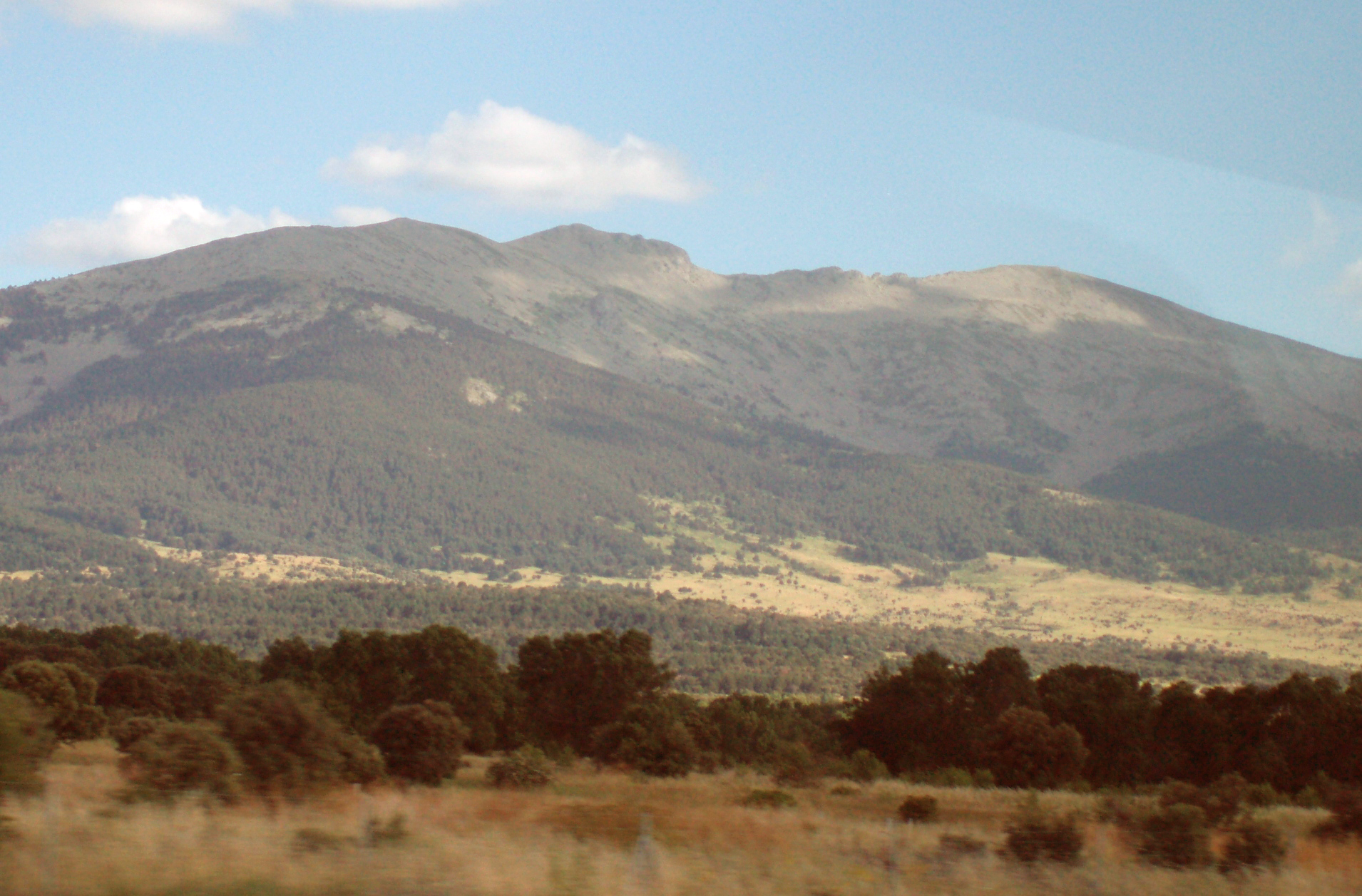
Catena del La Mujer Muerta con il celebre profilo.

Nella Sierra de Guadarrama si sono generate molte leggende, come quella del La Mujer Muerta (la donna morta), il cane nero di El Escorial e La Dama de la Cruz Verde, tra le altre. Qui si narrano alcune leggende:
La Dama de la Cruz Verde (la signora dalla croce verde)Nel Puerto de la Cruz Verde raccontano che molte volte si ha visto una giovane autostoppista che, una volta che si carica all'interno del veicolo, all'approssimarsi ad una curva inizia a gridare che si faccia molta attenzione, perché lì si uccise. Detto questo, la donna scompare e non si sa più niente di lei.
Questa leggenda è una delle varianti che esistono in vari posti del mondo della leggenda chiamata Autostoppista fantasma, Signora Bianca o Ragazza della Curva. Questo personaggio misterioso è stato visto anche nel Puerto de Galapagar. Nei programmi del mistero di Iker Jiménez Milenio 3 e Cuarto Milenio, si è parlato di questo tema.
Il cane nero di El EscorialSecondo la leggenda, durante la costruzione del Monastero dell'Escorial, un misterioso cane nero terrorizzava gli operai durante la notte, ostacolando i lavori. Forse il cane infernale proteggeva il sito, dato che si ha attribuito a El Escorial il fatto di essere una delle porte dell'Inferno che si trovano nel mondo (un'altra è la città italiana di Torino); questa fu una delle ragioni per cui Filippo II ordinò la costruzione del monastero in questo luogo: per mantenere chiusa la porta.
Il cane fu trovato e si ordinò di impiccarlo in una delle torri del monastero, dove rimase molto tempo.
Quando Filippo II tornò definitivamente a El Escorial per morire, dal suo letto di morte (accompagnato da molte reliquie di santi), continuò a sentire i latrati di quel cane infernale, che era morto da anni.
Il Cancho de los Muertos (la roccia dei morti)Il nome di questa leggenda deriva da una formazione rocciosa del La Pedriza di forma molto particolare. La leggenda racconta che una banda di salteadores sequestró una giovane di una ricca e potente famiglia di Madrid. Il capo di questa banda si assenta temporaneamente e gli altri due banditi decidono di profittare della giovane; il capo però torna inaspettatamente e li sorprende, giudicandoli rapidamente e getta il primo per questa roccia ma tentando di gettare il secondo questo si attacca alla gamba del capo facendo cadere entrambi nel vuoto, terminando così in tre ai piedi della parete rocciosa. Secondo la gente del luogo per un certo tempo si potevano vedere i cadaveri dei tre banditi in una crepa di questo luogo.
La Pastorellaogni notte dei morti alla fredda luce della luna, emerge dal centro di una laguna di Peñalara un'isoletta e in questa la figura di una pastorella. Pare che questa pastorella tentò di salvare un agnello smarrito tra le rocce confondendo i suoi belati con strani rumori che sembravano sorgere dalle profonde e oscure acque.
La Mujer Muerta (la donna morta)
Varie leggende cercano di spiegare questo nome, La Mujer Muerta, toponimo dell'insieme di monti di La Pinareja, Peña del Oso e Pico de Paspán, che formano una catena staccata e visto dalla pianura segoviana prende la forma apparente di una donna sdraiata, addormentata o morta, coperta con un velo e con le braccia incrociate.
Una leggenda con toni pastorali racconta l'amore della bella figlia di un contadino e di un pastore delle vicinanze. Questi, credendo di vedere in un altro pastore un possibile rivale, cieco di ira e gelosia lo uccise, e fece lo stesso con l'oggetto dei suoi desideri. Pochi giorni dopo, nel mezzo di una terribile tormenta, la terra tremò e apparve come per incanto questa grande mole rocciosa, che ricevette questo nome.
Un'altra leggenda, più guerresca e meno romantica racconta le lotte per il comando che combatterono due fratelli, figli del recentemente scomparso capo di una tribù che viveva nell'allora estesa pianura. La madre dei due, che non voleva vedere quella lotta fratricida, offrì la propria vita agli dei in cambio della pace per i suoi figli e così si compì. Dopo una grande tormenta, comparve il corpo della madre sotto forma di grande montagna, immagine che i figli riconobbero e immediatamente terminarono la lotta.

### Cinema

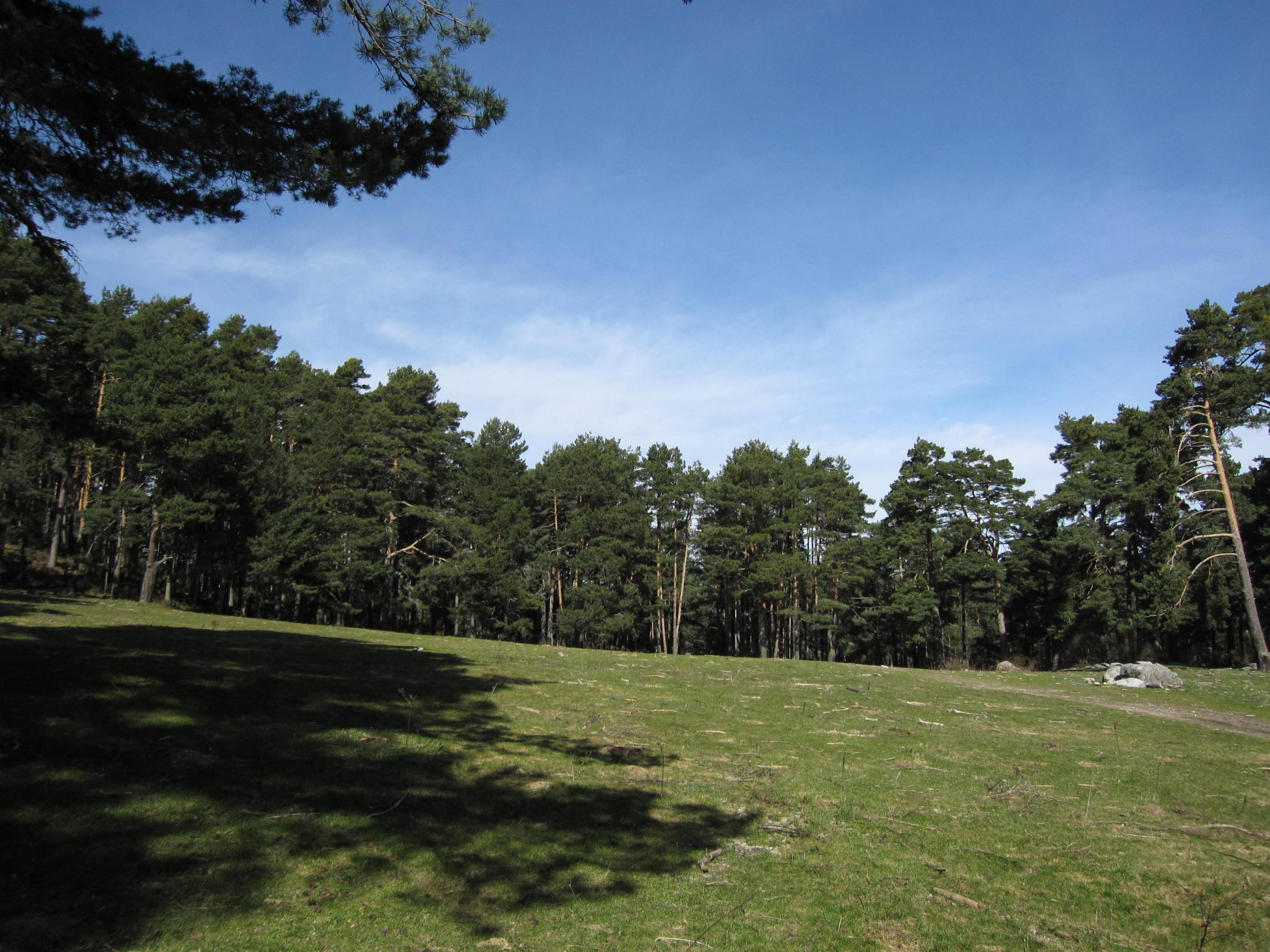
Prato presso El Espinar dove fu girato Il labirinto del fauno.

Queste montagne sono state scenario di vari film di produzione spagnola e straniera. In numerose occasioni le pinete sono state utilizzate per ambientare luoghi del nord della Spagna e del centro Europa, come in Le crociate - Kingdom of Heaven e in Il labirinto del fauno. Tuttavia, nella zona sud della Sierra del Hoyo si trovano i resti di alcuni antichi set cinematografici dove si girarono, nei decenni degli anni 1960 e anni 1970, molti film del sottogenere spaghetti western (tra cui Per un pugno di dollari).
Uno dei primi lungometraggi girati in queste montagne fu il film spagnolo Marcellino pane e vino, del 1955, che ha per scenario le pinete di El Espinar. Questo film vinse l'Orso d'oro al Festival di Berlino. Nell'ultima scena del film Per un pugno di dollari di Clint Eastwood, girata nel 1961, appare El Picazo, una montagna della Sierra del Hoyo. Nella tenuta di El Pendolero della Sierra del Hoyo, il regista spagnolo Carlos Saura ambientò due dei suoi film più conosciuti, Anna e i lupi (1972) ed il sequel Mamà compie 100 anni (1979). Una grande produzione britannica con alcune scene girate nei Montes de Valsaín nel 2005 è Le crociate - Kingdom of Heaven, con Orlando Bloom come uno degli attori protagonisti. Nelle pinete di El Espinar e della valle del río Moros si girarono quasi tutte le scene di Il labirinto del Fauno, il film spagnolo con maggiori incassi della storia.

## Utilizzo umano

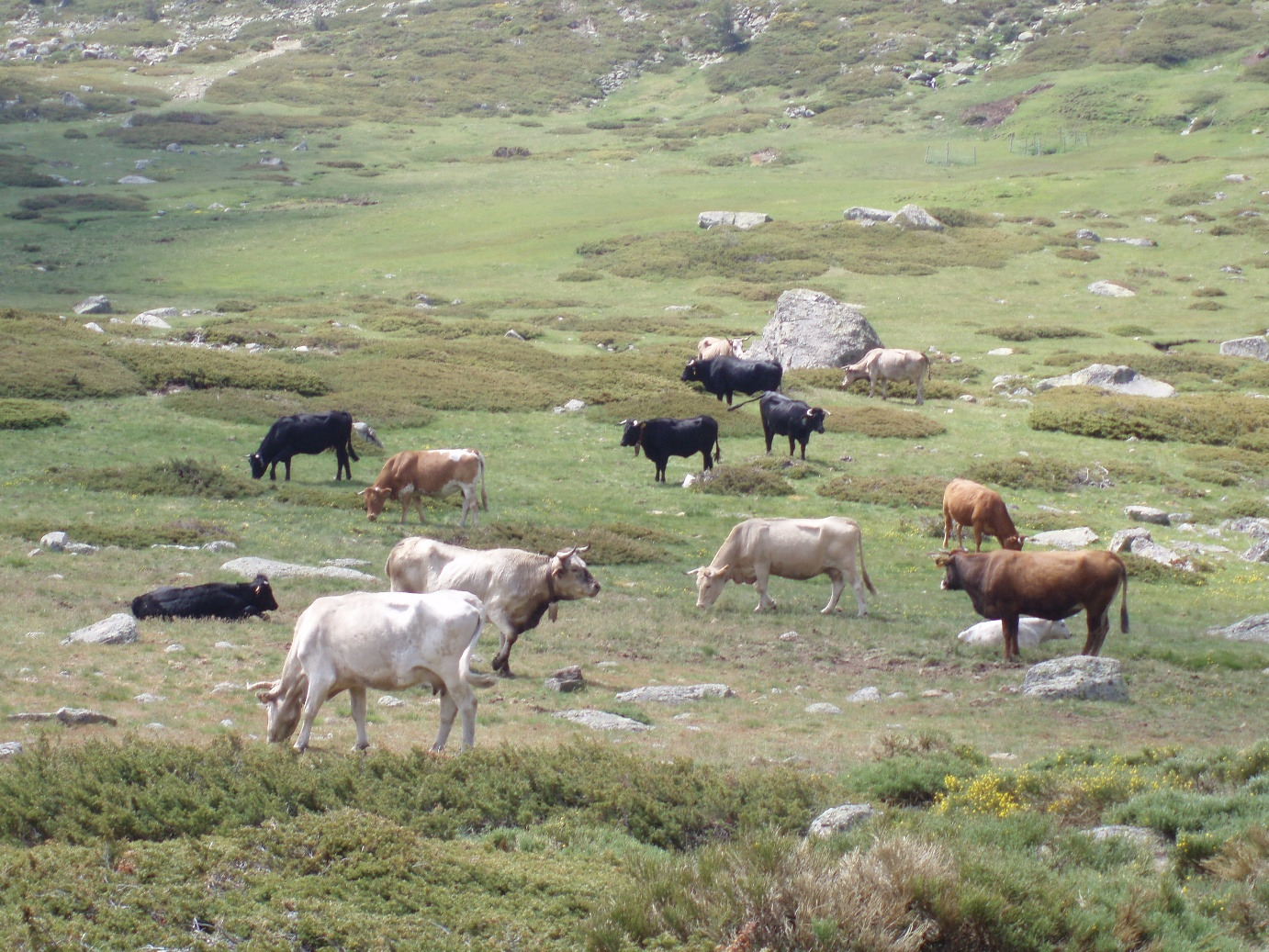
Allevamento bovino nel circo de Peñalara.

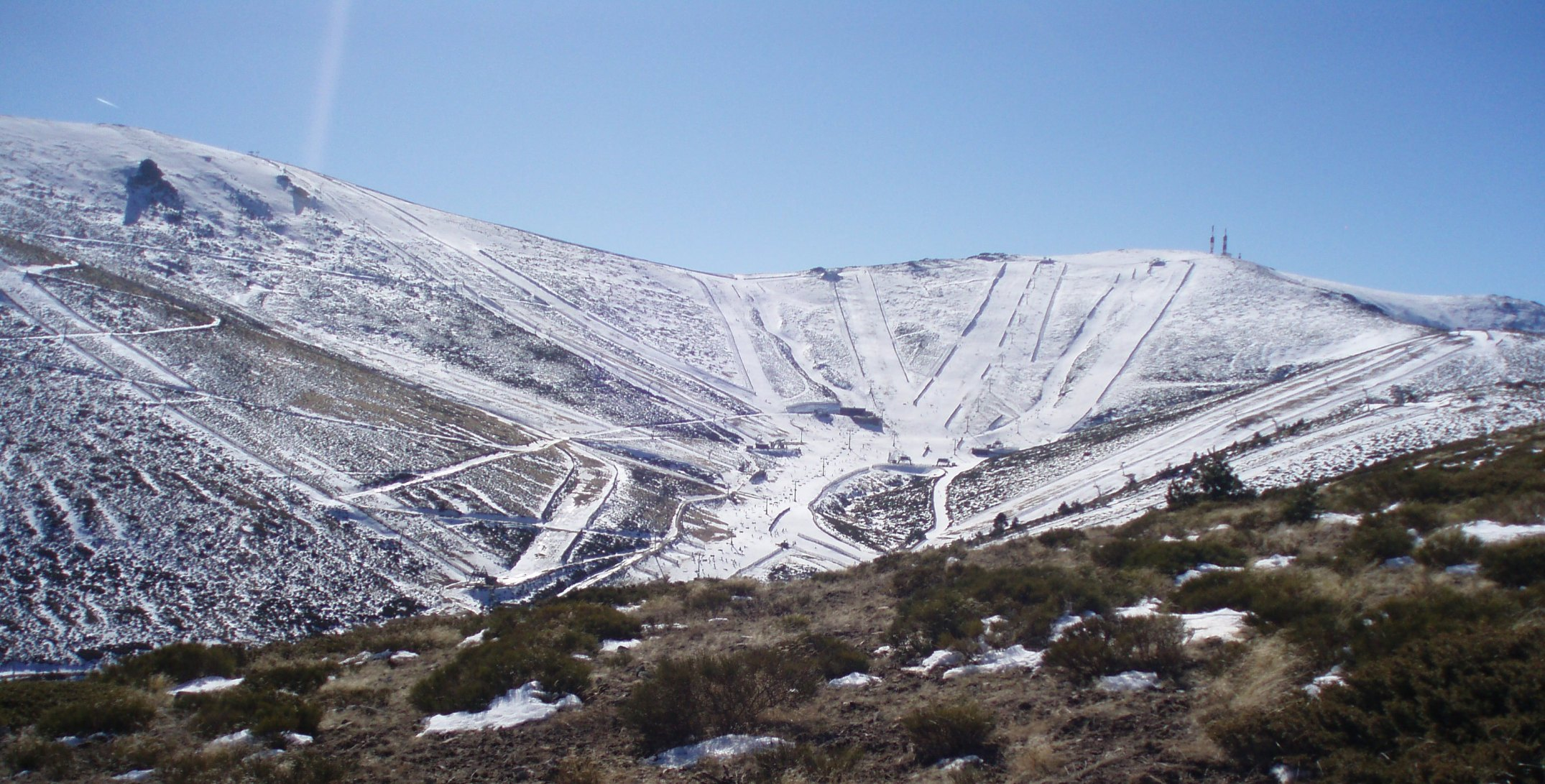
Vista della stazione sciistica di Valdesquí, ubicata sul lato nord della Bola del Mundo.

### Settore primario
Come zona di montagna, lo sfruttamento agricolo si vede ridotto alle zone piane del pedemonte, essendo più importante il settore forestale (e incluso di ricerca in ingegneria forestale nel monte Abantos), e soprattutto l'allevamento, per carne e per le corride. Per promozionare l'uso sostenibile dell'allevamento in un ambiente fragile, si creò l'IGP "Carne della Sierra de Guadarrama" in un territorio delimitado, utilizzando esemplari di razze selezionate -avilena, charolaise e limousine- in regime estensivo e alimentati a base di erbe naturali, per la cui scarsezza in determinate epoche dell'anno sono integrati con cereali. La restrizione riguarda anche i 120 produttori autorizzati nel 2004 per vendere la "Carne della Sierra de Guadarrama". Lo sfruttamento dei boschi di pino silvestre per produrre legname è un'altra attività tipica della catena. 
La Sierra de Guadarrama, in particolare la valle de Valsaín, viene sfruttata per produrre legname, che viene esportato a paesi come la Germania.

### Settore secondario
Il settore secondario è il meno sviluppato nei comuni vicini alla catena. Essendo località con popolazione scarsa e con pochi capitali, l'industria non si è particolarmente sviluppata. Solamente nei comuni più grandi come Guadarrama, El Escorial, Collado Villalba e Segovia vi sono attività industriali rilevanti per l'economia della zona.

### Settore terziario
Il settore terziario è il più dinamico attualmente. Iniziò ad assumere rilevanza nella seconda metà del XX secolo, quando la Sierra de Guadarrama si sviluppò come centro turistico di rilevanza regionale. Gli alberghi ed i ristoranti sono sempre più numerosi nei comuni e nei centri turistici della catena. Allo stesso modo si distinguono le attività collegate agli sport e alle attività di montagna, come le stazioni sciistiche, le passeggiate a cavallo, gli sport nautici, ecc.

## Zone protette

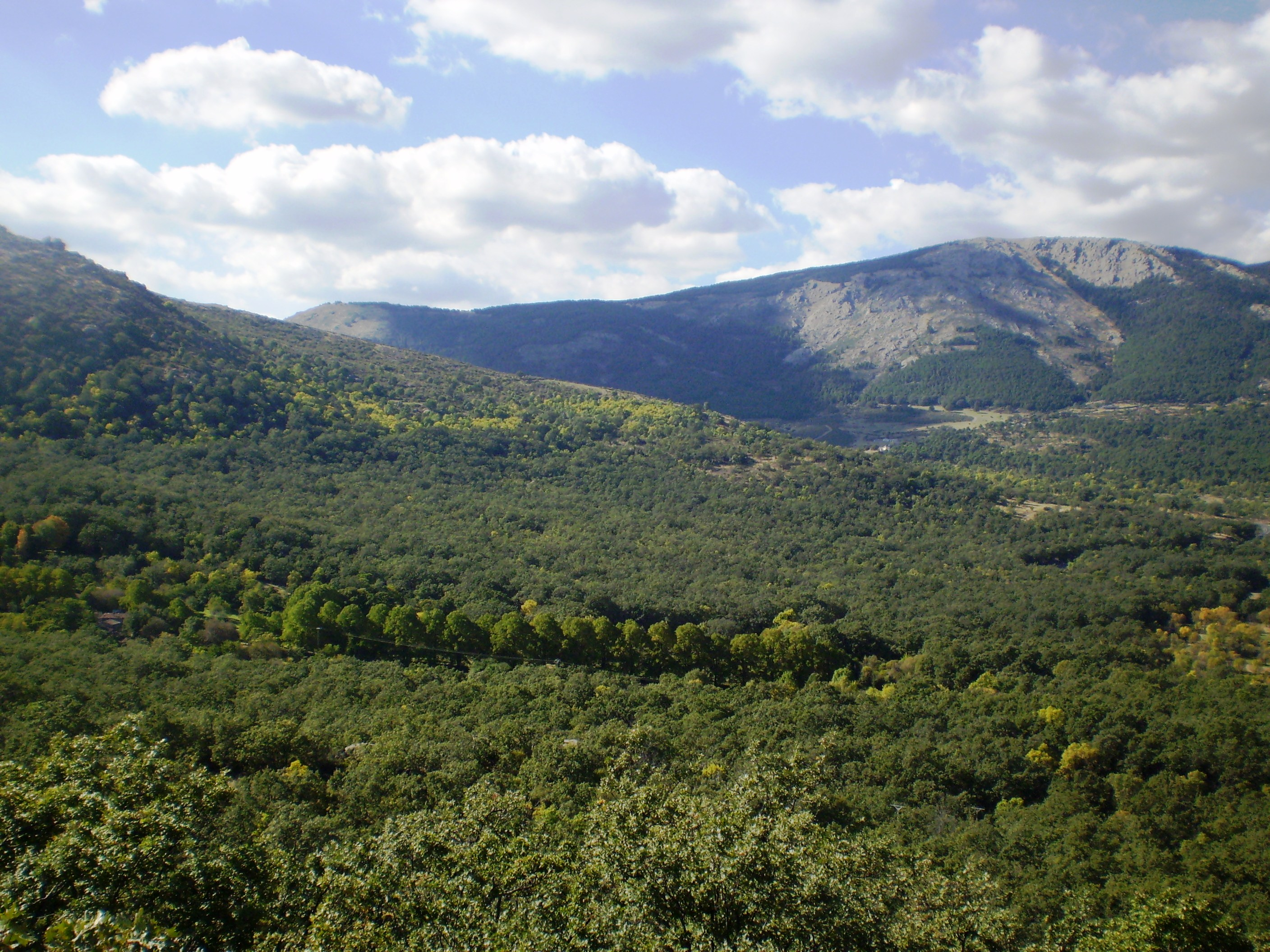
Il bosco di La Herrería, ai piedi del Monte Abantos.

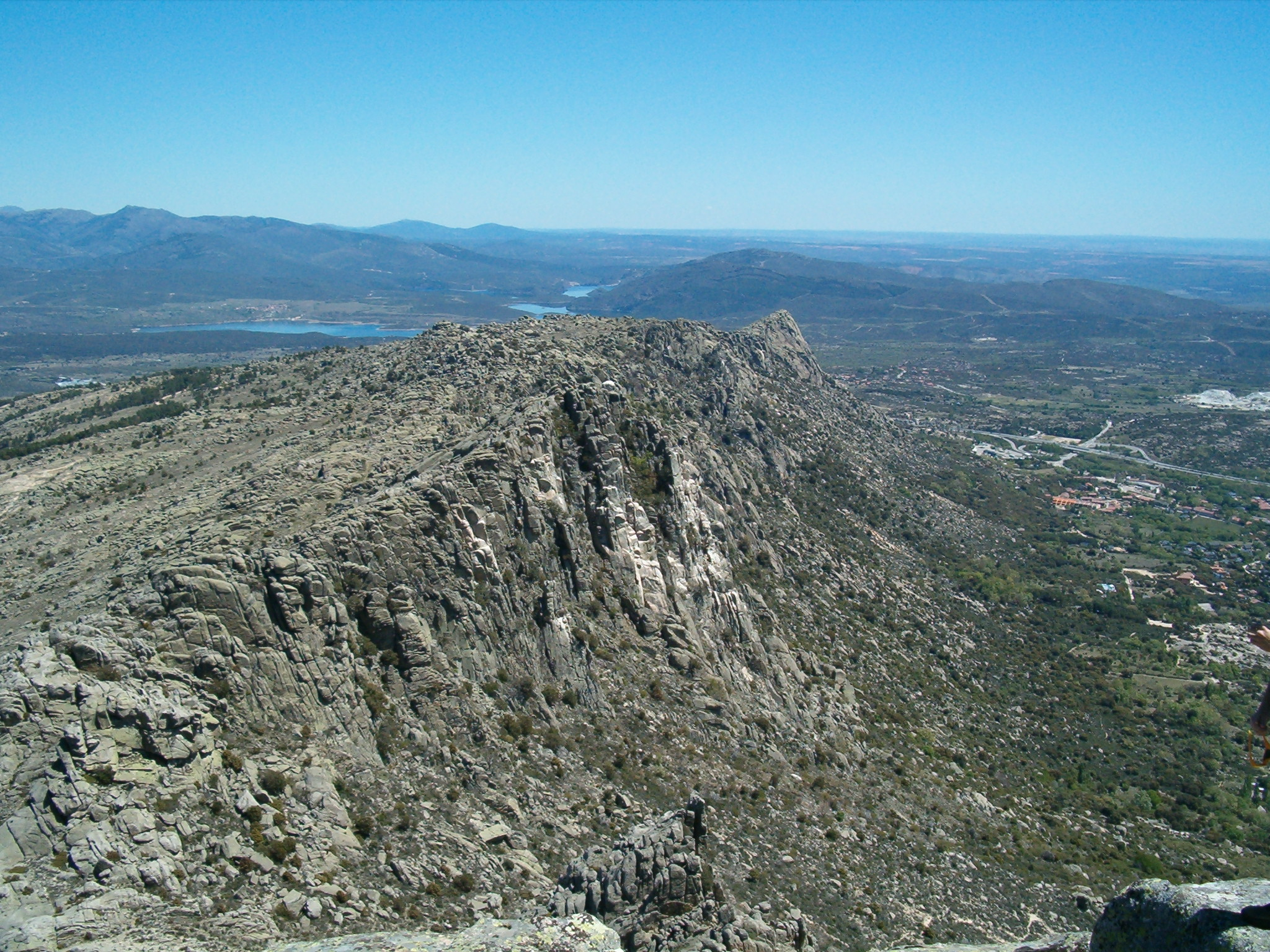
Sierra de La Cabrera vista dalla cima del Cancho Gordo, la montagna più alta di questa catena.

Ci sono tre riserve naturali nella catena che salvaguardano tre delle zone più pregiate e che hanno maggiore pressione da parte dei visitatori. Allo stesso modo si stanno definendo altre due zone protette che avranno una grande superficie, un parco nazionale sul versante madrileño e un parco regionale sul versante castigliano-leonese. Le riserve naturali sono:
- Il Paraje Pintoresco del Pinar de Abantos y Zona de La Herrería fu il primo spazio protetto nell'attuale Comunità di Madrid. Dal 1961 sono protetti i boschi del versante sud del Monte Abantos, che ospitano pini silvestri, frassini e querce melojo.
- Il Parque Regional de la Cuenca Alta del Manzanares fu il primo parco regionale costituito nella comunità di Madrid nel 1985. In origine proteggeva solamente una zona di montagna molto importante, La Pedriza, però fu successivamente ampliato fino a raggiungere a ovest i Siete Picos ed a unirsi a sud con il Monte de El Pardo, appartenente al comune di Madrid, proteggendo così più di 47.000 ettari.
- Il Parque Natural de la Cumbre, Circo y Lagunas de Peñalara è molto più piccolo e recente (1990), e copre solamente la parte più alta del massiccio del Peñalara, comprendendo il picco (che con 2.428 m è il più alto della catena) e una delle poche formazioni glaciali di tutto il Sistema Centrale, con tre piccoli circhi, due morene e quasi venti lagune di origine glaciale.
- Finalmente, nel 2013, è stato istituito il Parco nazionale della Sierra de Guadarrama che ingloba tutte le precedenti aree protette.

## Turismo

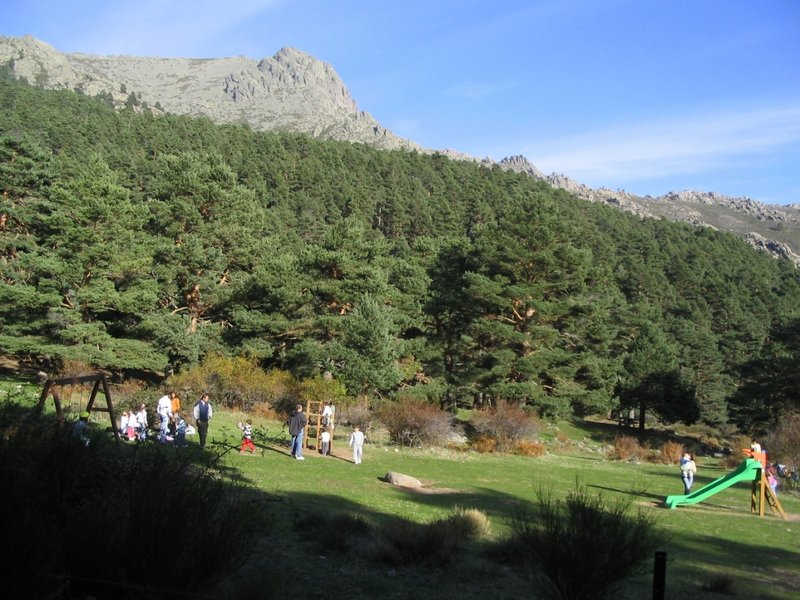
Zona ricreativa della valle de la Barranca. La Maliciosa (2.227 m) si staglia sullo sfondo. Aree di questo tipo sono molto abbondanti in queste montagne.

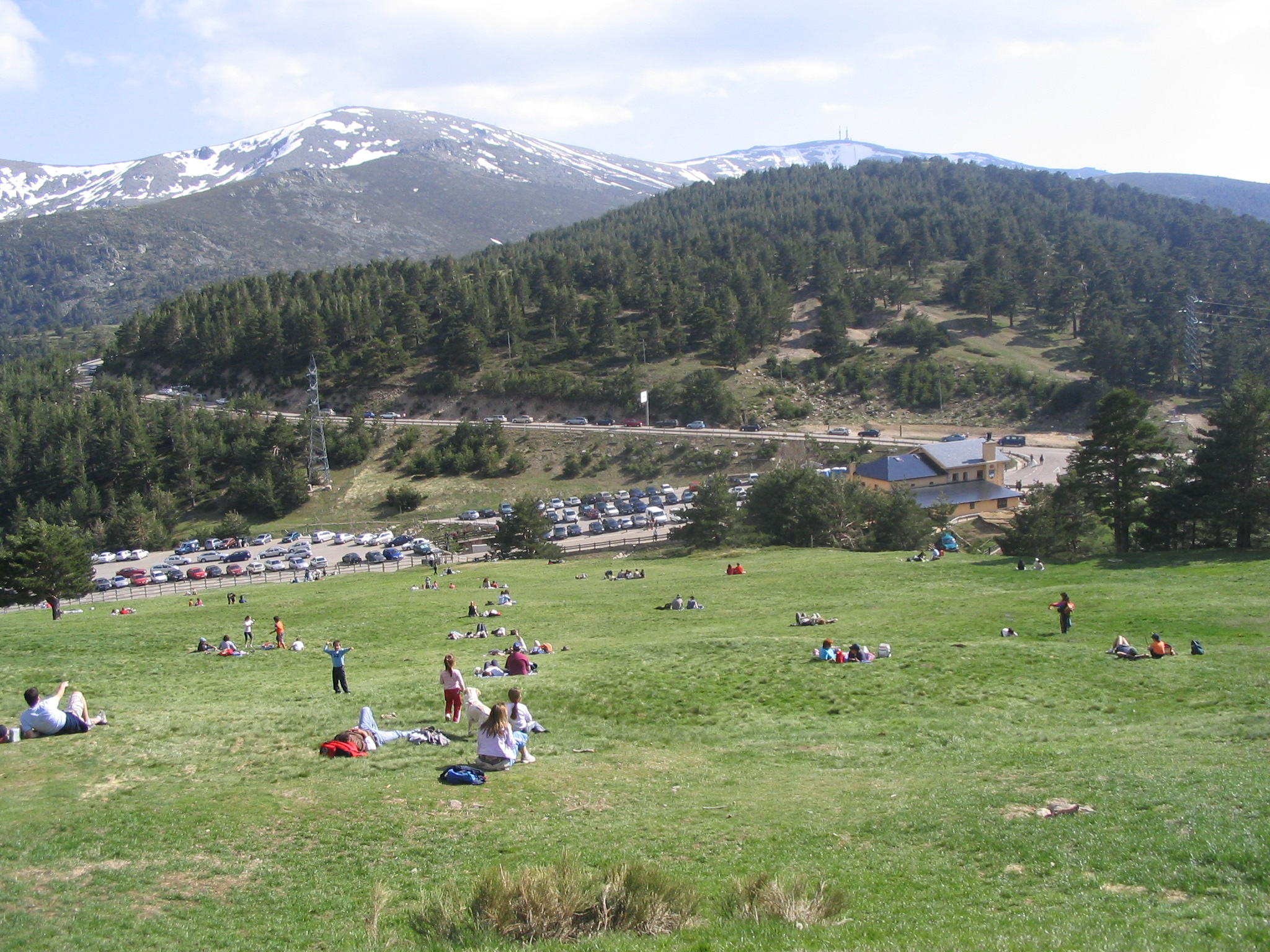
Puerto de Cotos (1.830 m), un importante centro di escursionismo dove iniziano i sentieri che entrano nel Parque Natural de Peñalara.

La Sierra de Guadarrama offre molte possibilità per praticare moltissimi sport di montagna, dall'escursionismo al paracadutismo. La vicinanza a Madrid (60 km) e a città periferiche fa sì che disponga di un gran numero di sentieri in stato abbastanza buono, varie zone per la ricreazione ed il riposo, e tre stazioni sciistiche. Questa catena è stata scenario della formazione e apprendimento di sciatori, scalatori, alpinisti e ciclisti famosi originari di Madrid e Segovia.

### Sentieri

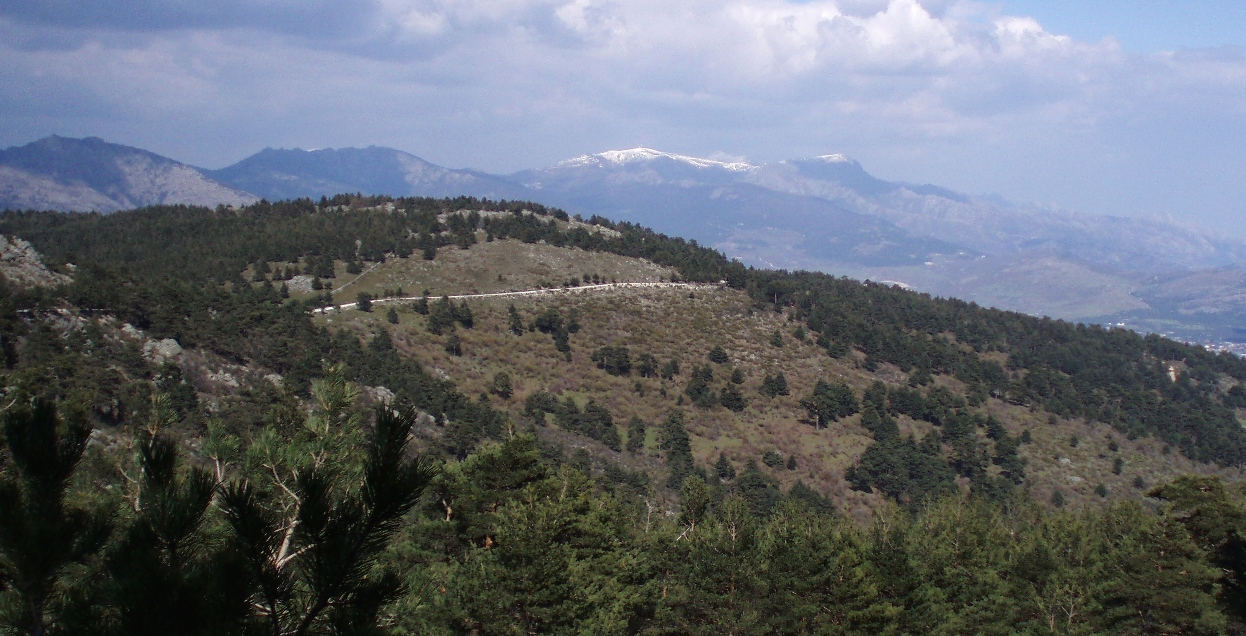
Una pista forestale nelle montagne della valle de La Jarosa. I principali picchi della catena si vedono dietro le montagne in primo piano.

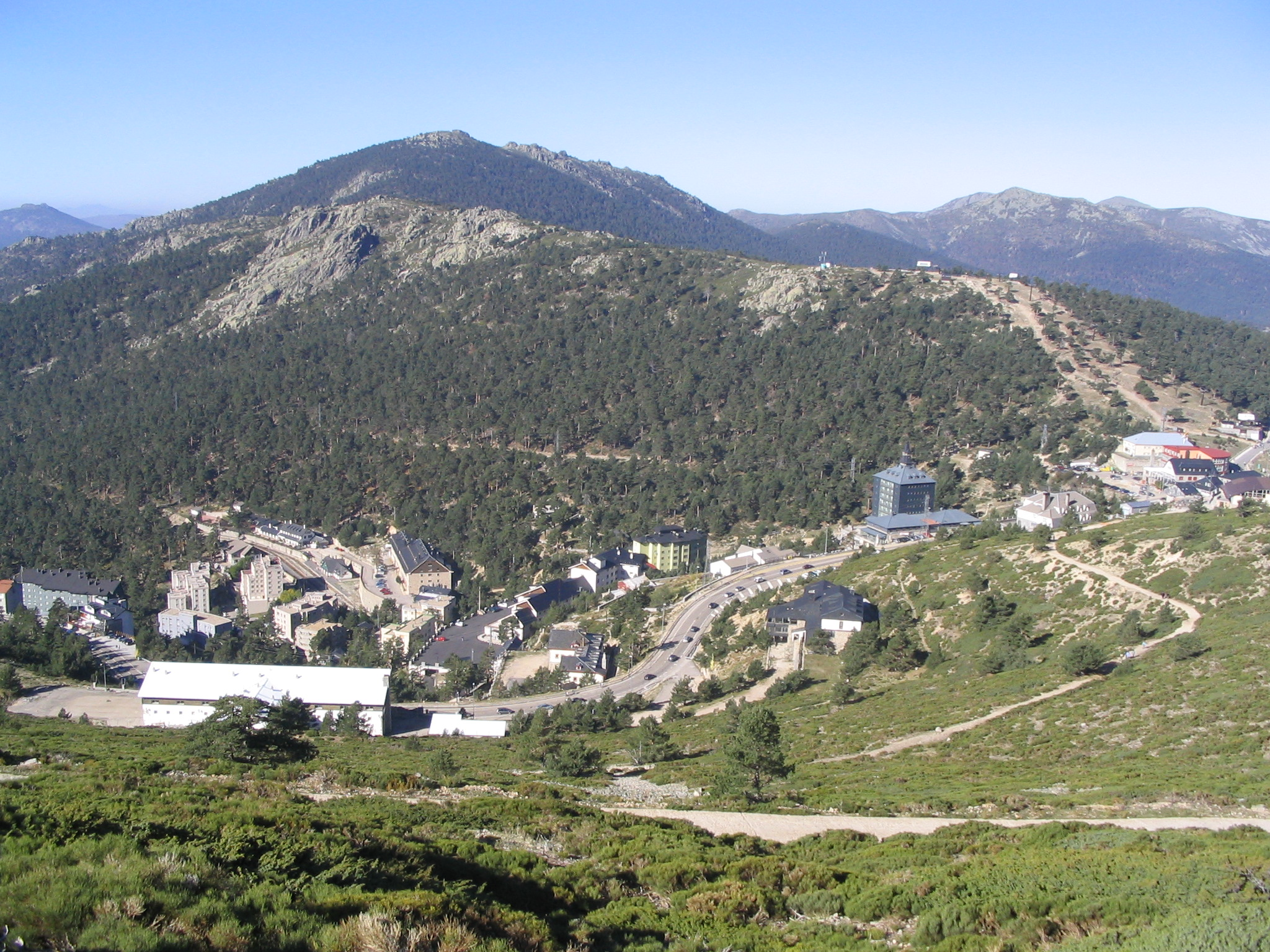
Puerto de Navacerrada (1.858 m), un importante centro de escursionismo e sci.

Vi sono sentieri segnati e in buono stato presso Robledo de Chavela e Valdemaqueda, sul Monte Abantos, nella zona dei passi di Guadarrama, Navacerrada, la Morcuera e Navafría, Nelle valli della Fuenfría, del río Moros, della Barranca, di Navalmedio, di Valsaín e del Lozoya, nel Parque Natural de Peñalara e nel La Pedriza, oltre ad altri luoghi.
Molti di questi sentieri sono segnalati ed hanno aree per il riposo con barbeque, panche e tavoli. Quasi tutti i sentieri non presentano difficoltà rilevanti in primavera, estate e autunno. In inverno, i sentieri al di sopra dei 1.600 metri hanno un livello di difficoltà di alta montagna, dato che a queste altitudini abbondano i canyon, le zone ghiacciate e il tempo cambia molto rapidamente, per cui è necessario un buon equipaggiamento. Bisogna anche segnalare che oltre i 1.600 metri, in inverno e all'inizio della primavera, lo spessore della neve suole superare il metro.
Per la catena passano quattro sentieri di Gran Recorrido, il GR-10, il GR-10.1, il GR-88 e il GR-124. Vi sono anche trenta sentieri classificati come Pequeño Recorrido che percorrono completamente determinate zone della catena, come per esempio il sentiero circolare del La Pedriza (PR-M-1) e quello del La Mujer Muerta (PR-M/SG-4). Vi sono due sentieri di carattere culturale percorsi per ragioni storiche e monumentali. Uno di essi è una variante del Camino de Santiago che passa per la strada selciata romana de la Fuenfría, mentre l'altro è la Ruta Imperial de la Comunidad de Madrid, che percorre sentieri utilizzati da Filippo II nel XVI secolo per raggiungere il Monastero dell'Escorial.
Il puerto de Navacerrada (1.858 m), oltre ad essere una stazione sciistica, è un luogo molto frequentato da famiglie ed escursionisti perché costituisce un centro di ricreazione familiare ed è il punto di partenza di molti sentieri di alta montagna. Al passo vi sono alberghi, ristoranti, scuola e noleggio di sci, un ambulatorio medico, una chiesa ed una caserma. La stazione ferroviaria, gli autobus ed un ampio parcheggio facilitano l'accesso, anche se in molti fine settimana collassa per la grande affluenza di visitatori.
Un altro centro di alpinismo molto importante di queste montagne è il puerto de Cotos (1.830 m). A questo sito si può arrivare in treno (stazione di Cotos), in auto e in autobus di linea che parte dalla stazione di Moncloa (Madrid). Dispone di un ampio parcheggio che nei giorni festivi è spesso pieno. Al passo vi sono un ristorante e l'edificio del Club Alpino Español. Da Cotos partono sentieri che si addentrano nel Parque Natural de Peñalara e costituisce un grande centro di montagna per la famiglia.

### Sci
Le tre stazioni sciistiche di questa catena non sono molto grandi però presentano un'ampia offerta di servizi. La più antica è quella del puerto de Navacerrada, situata presso il passo. Dispone di piste integrate in boschi di pino silvestre, una scuola di sci, vari alberghi e ristoranti. Un'altra è la stazione di Valdesquí, situata sul lato nord della Cuerda Larga, nella valle compresa tra la Bola del Mundo (Alto de Guarramillas) e il Valdemartín. Questa è la stazione più frequentata, la più grande, e quella in cui la neve rimane per più tempo. Il 1º dicembre del 2007 si inaugurò il Centro de esquí nórdico Navafría, una stazione di sci nordico situata presso il puerto de Navafría. Fino al 1998 c'era un'altra piccola stazione al puerto de Cotos, chiamata Valcotos, oggi smantellata. Alcune delle piste in disuso possono essere utilizzate oggi per praticare lo sci di fondo.
Le stazioni sciistiche della Sierra de Guadarrama, così come tutte quelle del Sistema Centrale, non sono grandi come quelle dei Pirenei o delle Alpi. Questo è dovuto al fatto che al di sopra della quota a cui la neve si mantiene per tutto l'inverno, che varia tra i 1.500 ed i 1.700 metri, non c'è una grande superficie sfruttabile per la costruzione di piste e installazioni per lo sci.

### Arrampicata ed altri sport

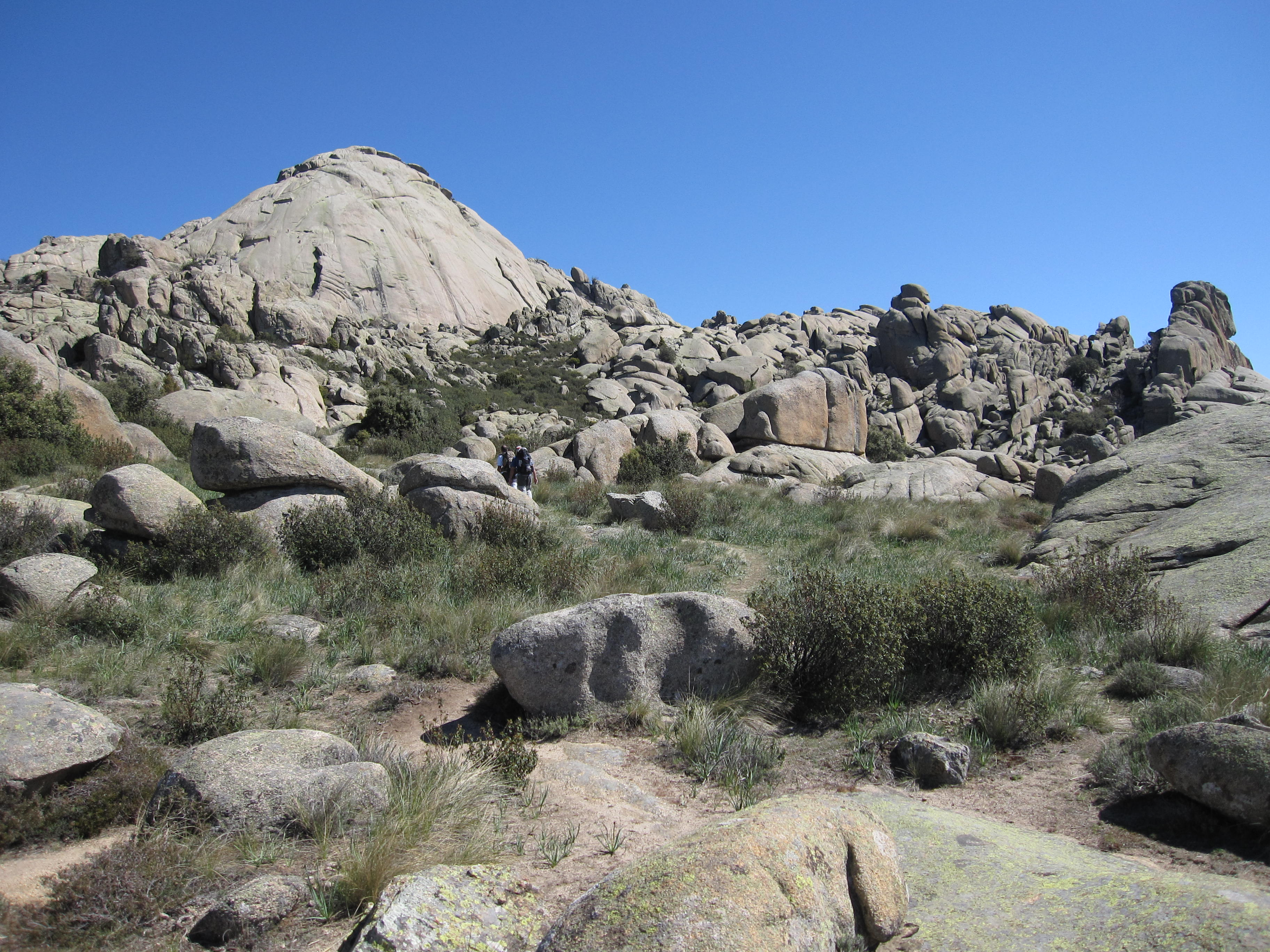
Parete sud del monte El Yelmo (1.717 m), la più frequentata dagli scalatori che visitano La Pedriza.

L'arrampicata è uno sport molto praticato in queste montagne. La maggior parte degli scalatori madrileñi e segoviani importanti impararono a scalare sulle pareti rocciose di queste montagne. Il miglior sito è La Pedriza, che ha più di 2.000 vie attrezzate di livelli differenti. In questo sito abbondano le pareti granitiche ed è il luogo più frequentato dagli scalatori. Una delle migliori pareti è la parete sud dell'El Yelmo perché è la più alta e particolarmente liscia. Altri luoghi dove praticare la scalata sono il circo de Peñalara, dove ci sono molte pareti di più di 300 metri di altezza, la Sierra de La Cabrera, dove vi sono molte vie sui massi granitici, e la parte meridionale della cima del La Maliciosa.
In estate le numerose piscine naturali, artificiali, e le pozze situate in fiumi e torrenti della catena sono molto frequentate dai bagnanti, arrivando al pienone in determinati giorni. Una delle piscine naturali più grandi e popolari è quella di Las Presillas, situata sul fiume Lozoya nei pressi del Monastero del Paular. Nelle valli della Fuenfría, del río Moros e nel La Pedriza ci sono altre famose piscine e pozze. Molti club di escursionismo e sport offrono in queste montagne attività equestri, quad e sport acquatici.

### Alloggi e rifugi

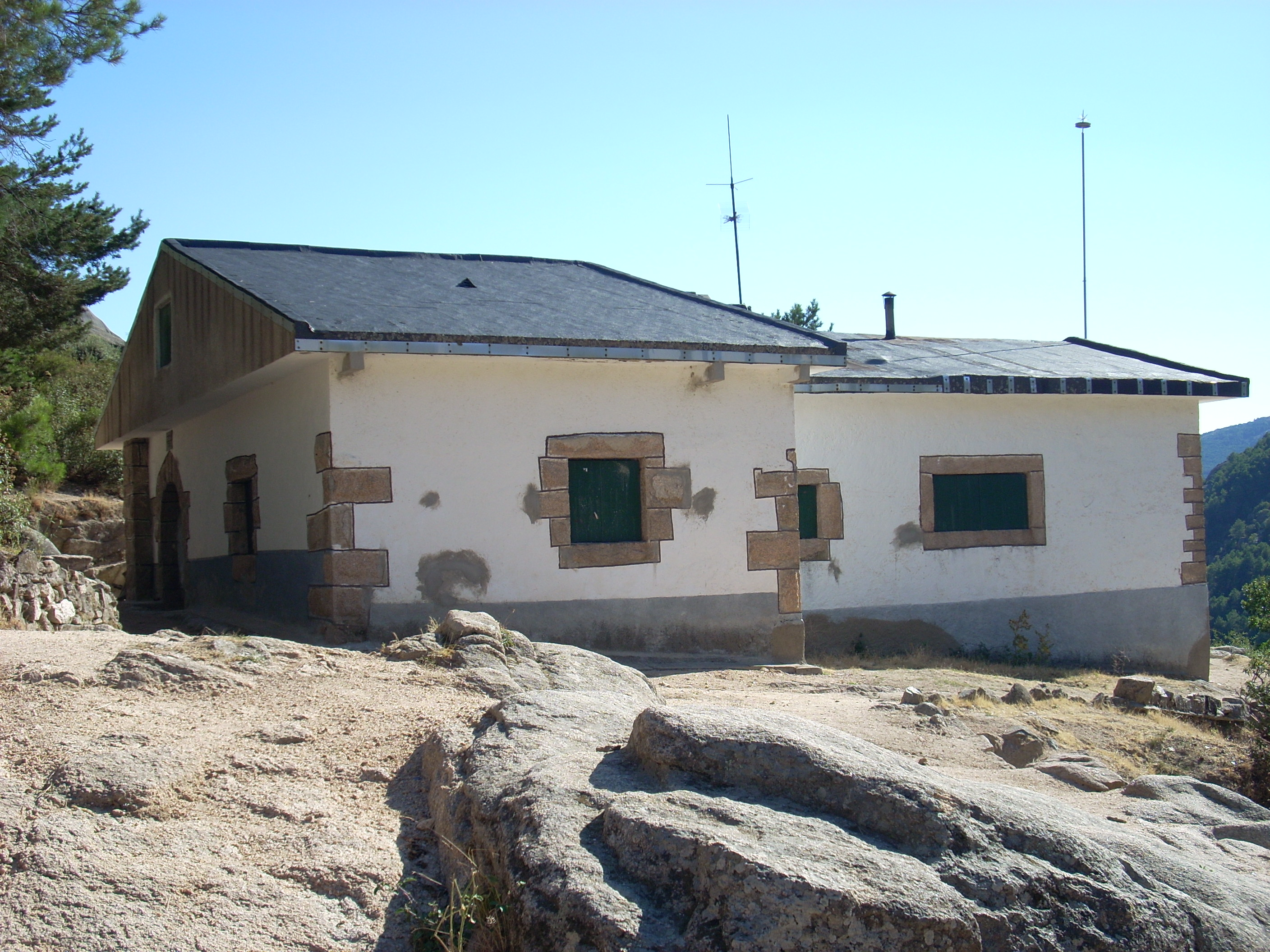
Rifugio Giner de los Ríos, un rifugio situato al centro del La Pedriza.

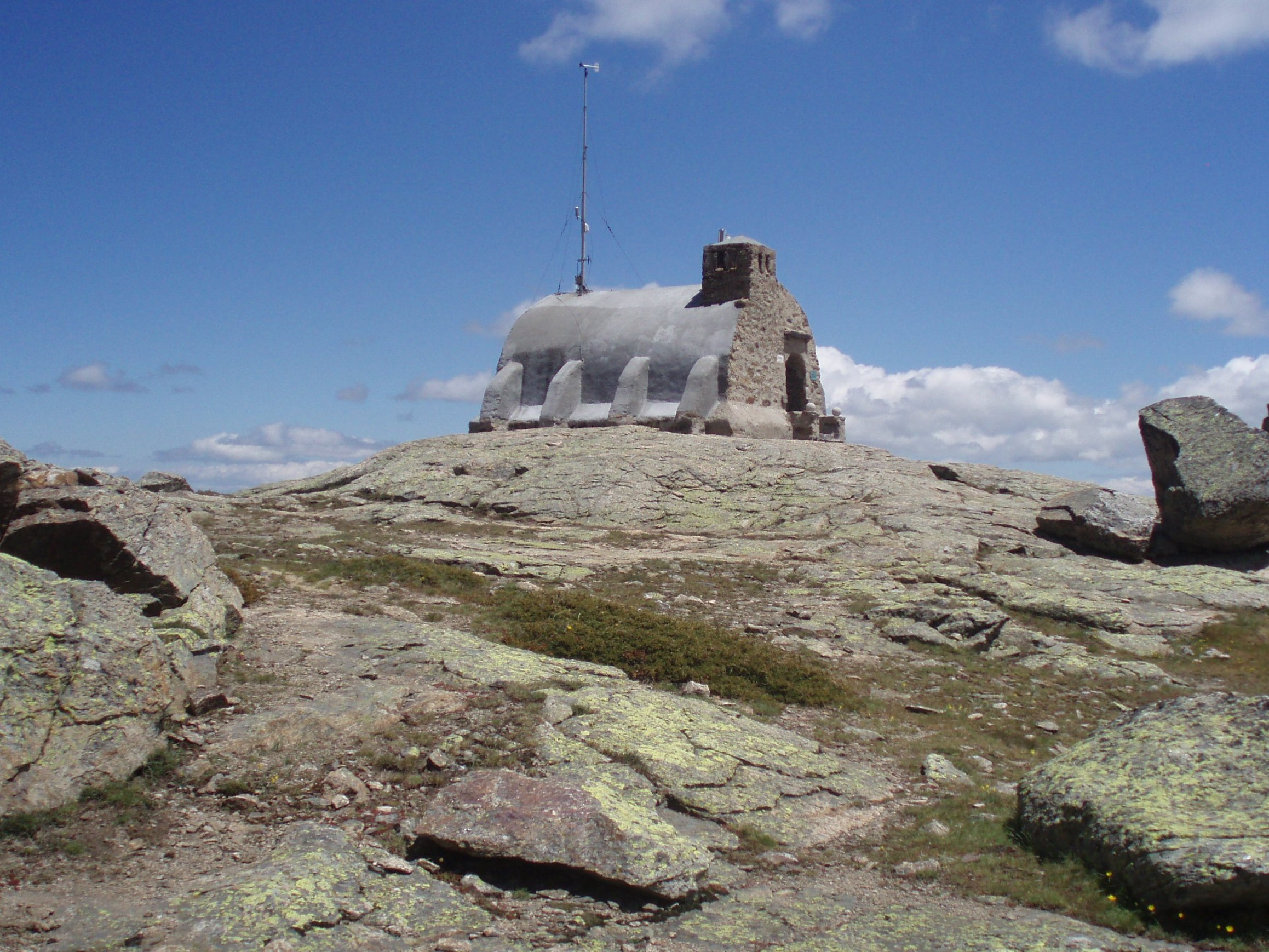
Rifugio Zabala, un bivacco situato nel Parque Natural de Peñalara.

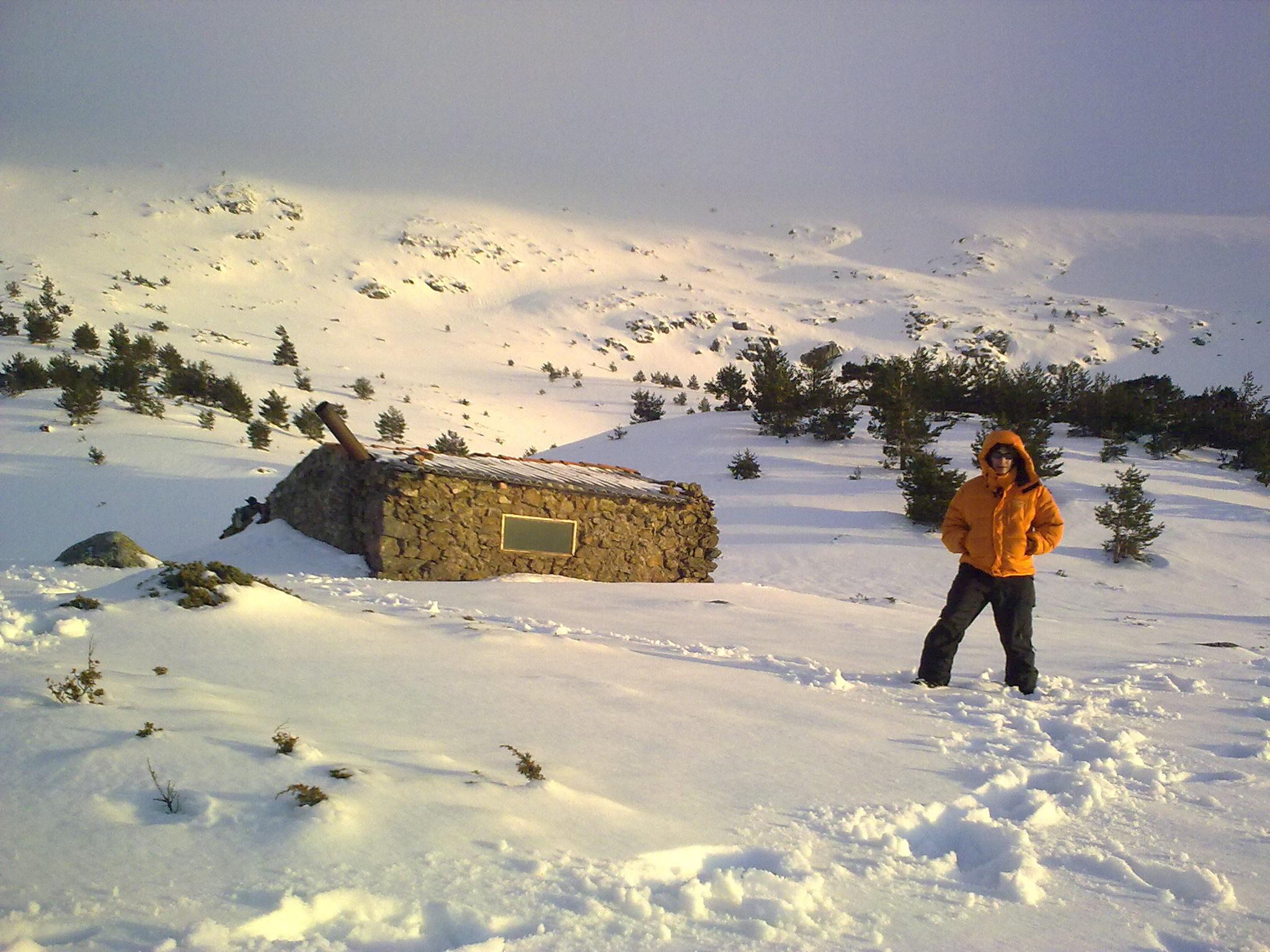
Rifugio Majada Hambrienta in inverno

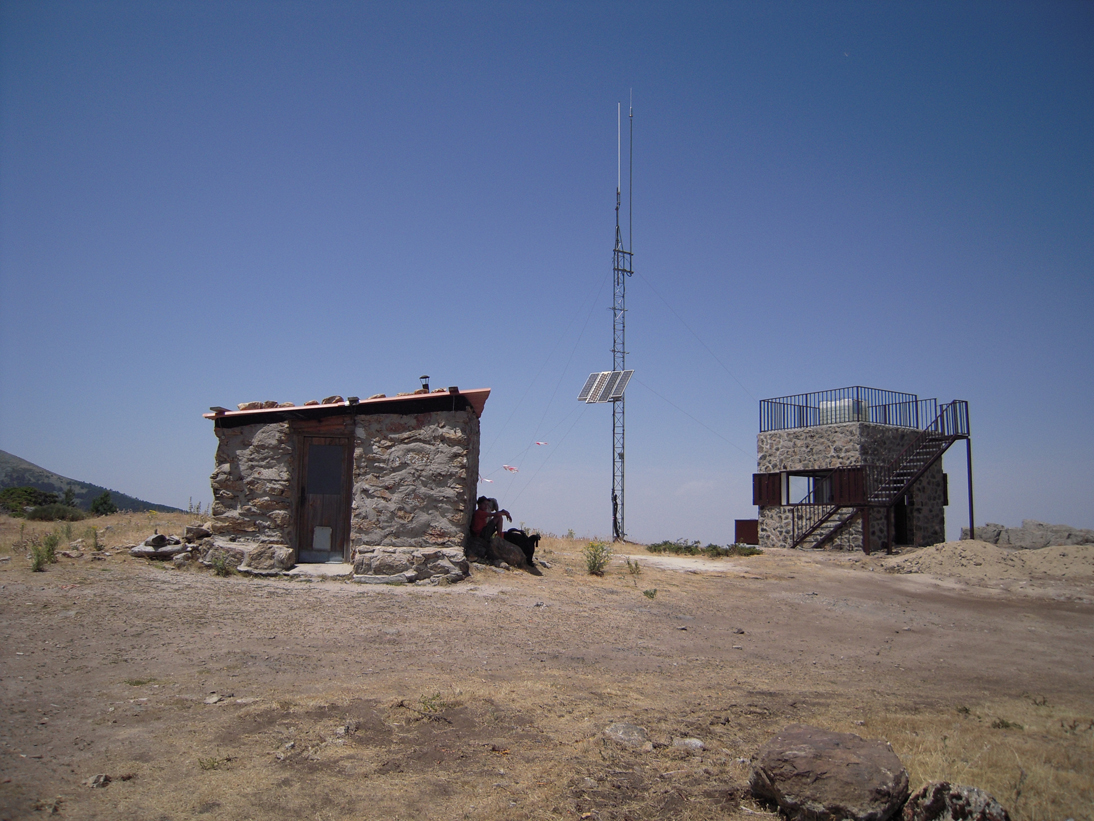
Rifugio sulla cima del Cerro de la Camorca.

Vi sono molte camere di hotel nella Sierra de Guadarrama grazie al fatto che la domanda è aumentata considerevolmente nella seconda metà del XX secolo. Vi sono alberghi, pensioni, ostelli della gioventù, case rurali e campeggi. Al puerto de Navacerrada (1.858 m) vi sono alberghi e ostelli, così come nei comuni situati ai piedi della catena, come Cercedilla, Los Molinos, Guadarrama, Miraflores de la Sierra, Lozoya, La Granja de San Ildefonso, Los Ángeles de San Rafael, Rascafría e Manzanares el Real. Vicino alla catena vi sono undici campeggi:
- Camping Acueducto, 1ª categoria, Segovia (Segovia).
- Camping Caravaning El Escorial, 1ª categoria, El Escorial (Madrid).
- Camping El Canto La Gallina, 1ª categoria, Valdemaqueda (Madrid).
- Camping Pico De La Miel, 1ª categoria, La Cabrera (Madrid).
- Camping Monte Piadaro, 2ª categoria, Torre Val de San Pedro (Segovia).
- Camping Monte Holiday, 2ª categoria, Gargantilla del Lozoya (Madrid).
- Camping Piscis, 2ª categoria, Navalafuente (Madrid).
- Camping La Acebeda, 2ª categoria, La Acebeda (Madrid).
- Camping El Valle, 2ª categoria, Bustarviejo (Madrid).
- Camping D'Oremor, 2ª categoria, Cabanillas de la Sierra (Madrid).
- Camping El Ortigal, 3ª categoria, Manzanares el Real (Madrid).

D'altra parte, la grande affluenza di escursionisti alla Sierra de Guadarrama ha reso possibile la creazione di vari rifugi. Cinque di essi sono custoditi e sono situati presso il Peñalara, la Cuerda Larga e la zona alta della valle del Lozoya. I rifugi sono i seguenti:
- Rifugio El Pingarrón: situato a 1.825 m, a 1,5 km dal puerto de Cotos, 25 posti letto.
- Rifugio Giner de los Ríos: situato a 1.200 m, al centro del La Pedriza, 50 posti letto.
- Rifugio El Palancar: situato a 1.355 m, al km 6,5 della strada tra Rascafría e Miraflores de la Sierra, 28 posti letto.
- Rifugio del puerto de la Morcuera: situato a 1.736 m, presso il puerto de la Morcuera, 40 posti letto.
- Rifugio di Canencia: situato a 1.225 m, al km 3,5 della strada tra Canencia e Miraflores de la Sierra, 24 posti letto.

Oltre ai rifugi custoditi ve ne sono altri incustoditi, che tuttavia si trovano in buono stato di conservazione e pulizia grazie al rispetto da parte degli escursionisti che li usano. Sul massiccio di Peñalara vi sono due bivacchi con queste caratteristiche: sul versante segoviano il Rifugio Majada Hambrienta e su quello madrileno il Rifugio Zabala, entrambi di ridotte dimensioni. Un altro bivacco si trova in cima al Cerro de la Camorca a 1.814 m, nel comune di San Ildefonso.

## Cartografia

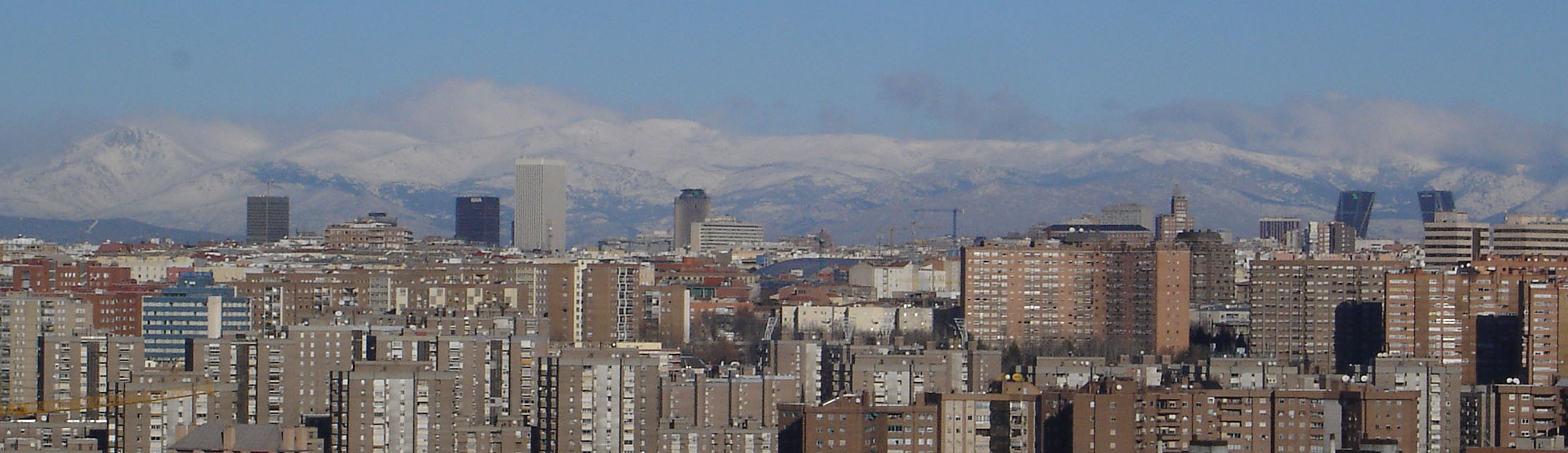
Sierra de Guadarrama vista da Madrid. La zona della catena raffigurata è la Cuerda Larga. Eccettuati i giorni di cattiva visibilità, la catena è visibile dalla capitale nazionale.

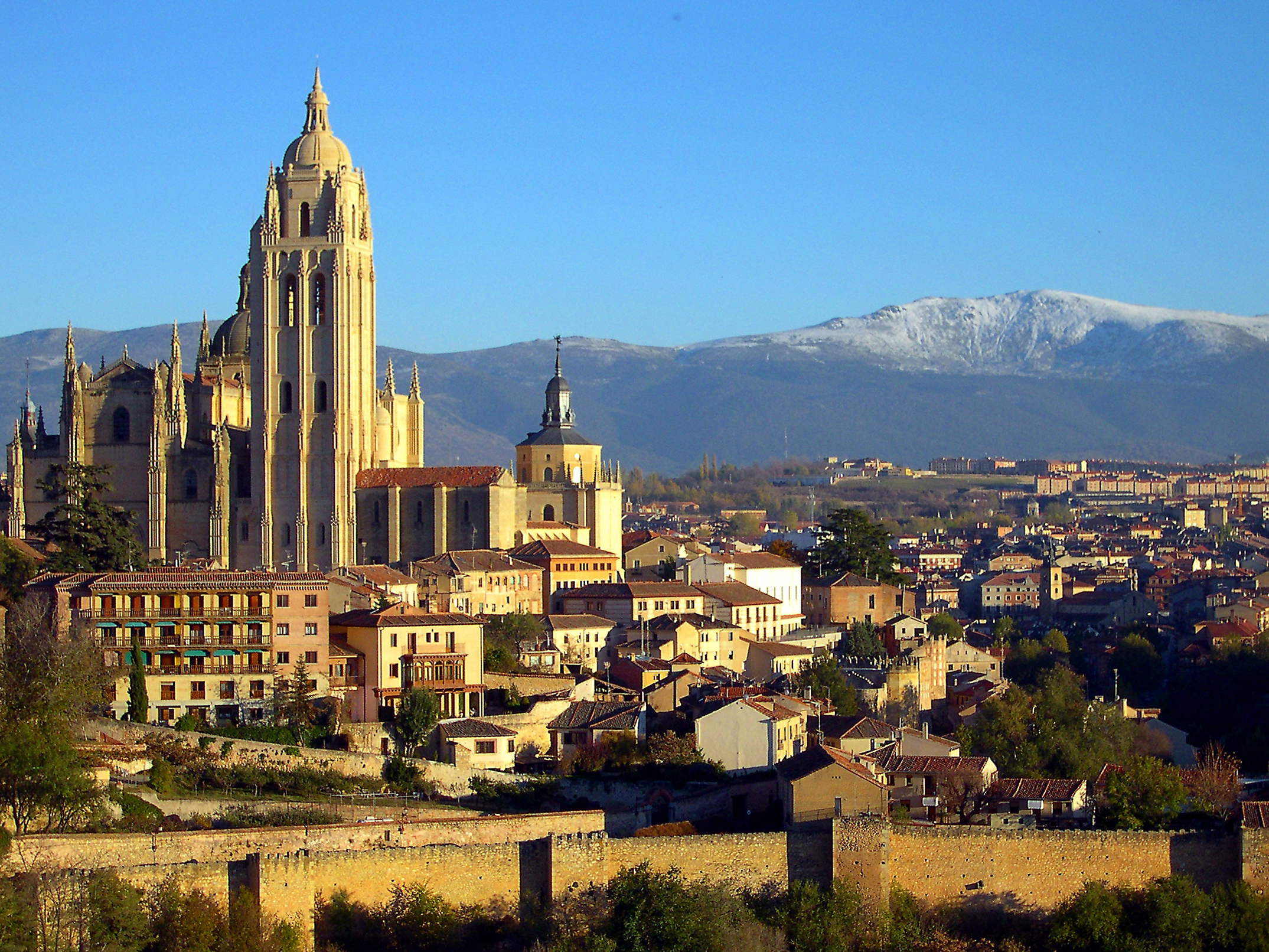
Sierra de Guadarrama vista da Segovia. Alla sinistra la cattedrale, alla destra il Peñalara. La catena è visibile da Segovia con cielo sereno.

- Mappa "guía de la Sierra de Guadarrama 1:50.000", edito da I.G.N..
- Mappa "excursionista de Guadarrama 1:25.000", edito da editorial Alpina. ISBN 84-8090-159-4
- Mappa "excursionista de La Pedriza 1:25.000", edito da editorial Alpina. ISBN 84-8090-160-8
- Mappa "sierra de Guadarrama 1:50.000", edito da La Tienda verde. ISBN 84-611-3107-X